# Specie di pesci presenti nell'Oceano Indiano

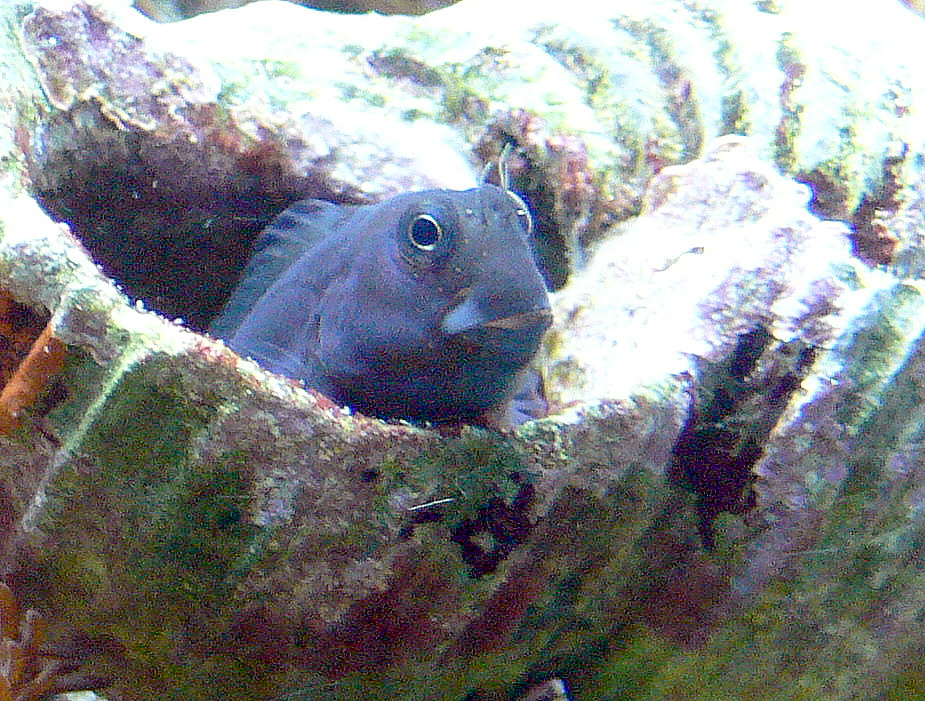
Ecsenius bicolor

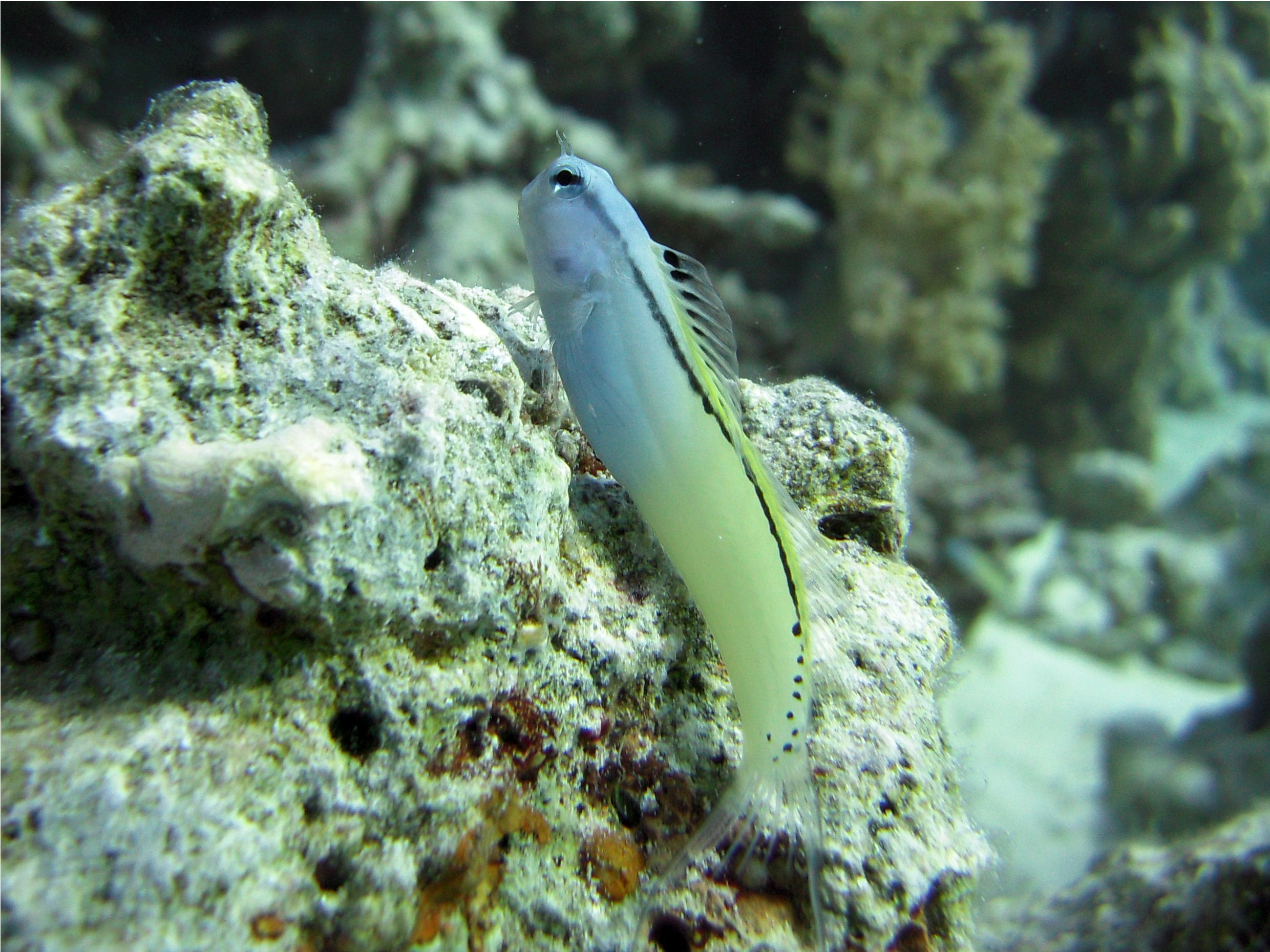
Ecsenius gravieri

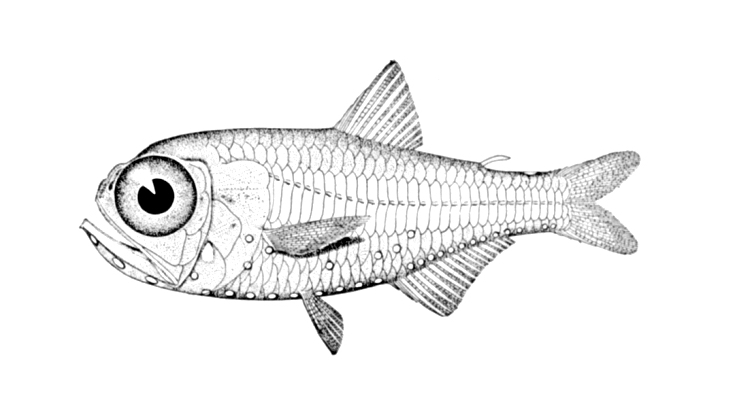
Electrona risso

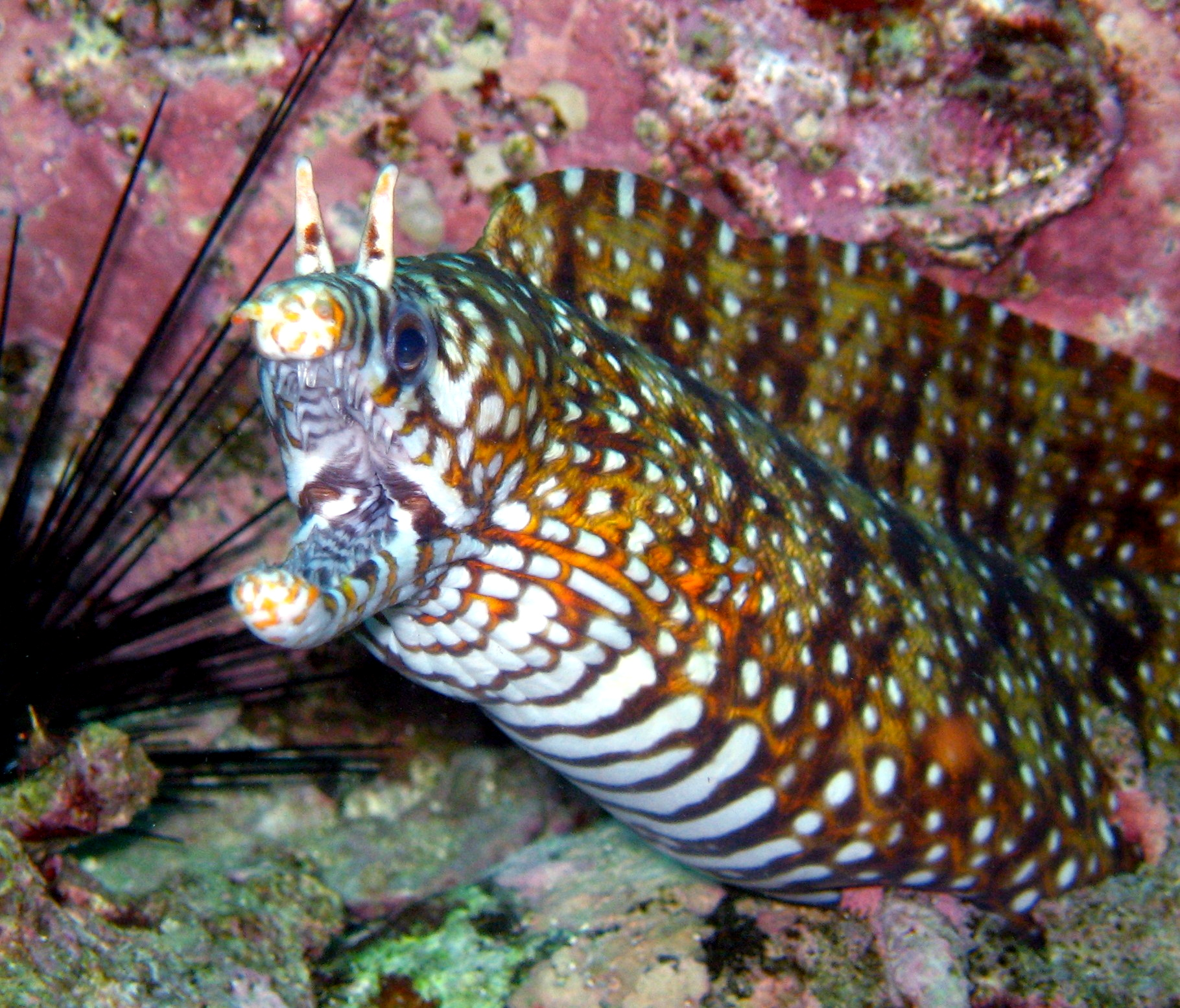
Enchelycore pardalis

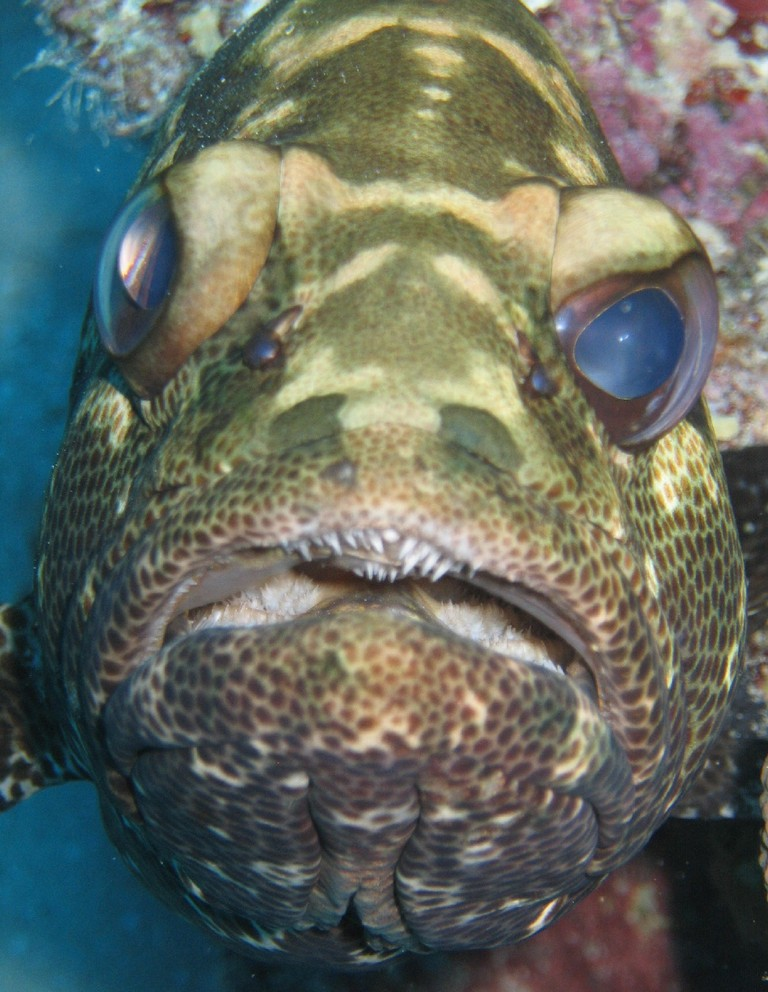
Epinephelus polyphekadion

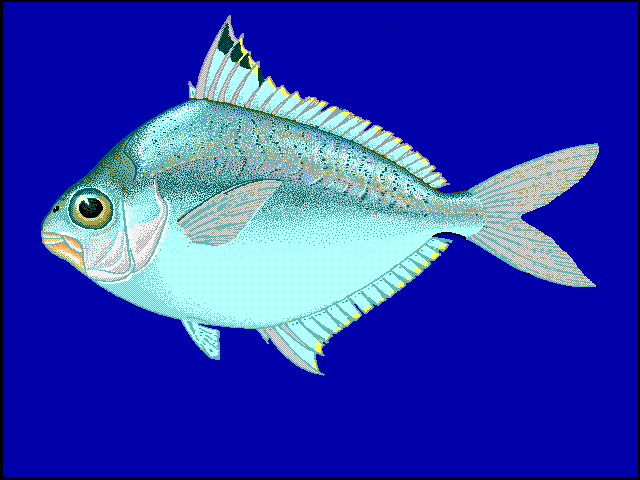
Eubleekeria splendens

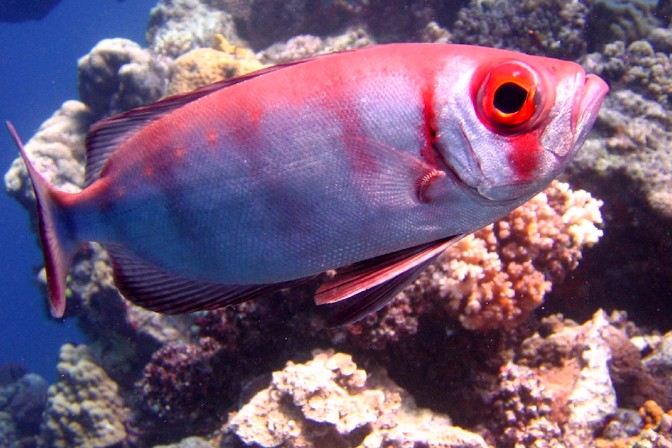
Priacanthus hamrur

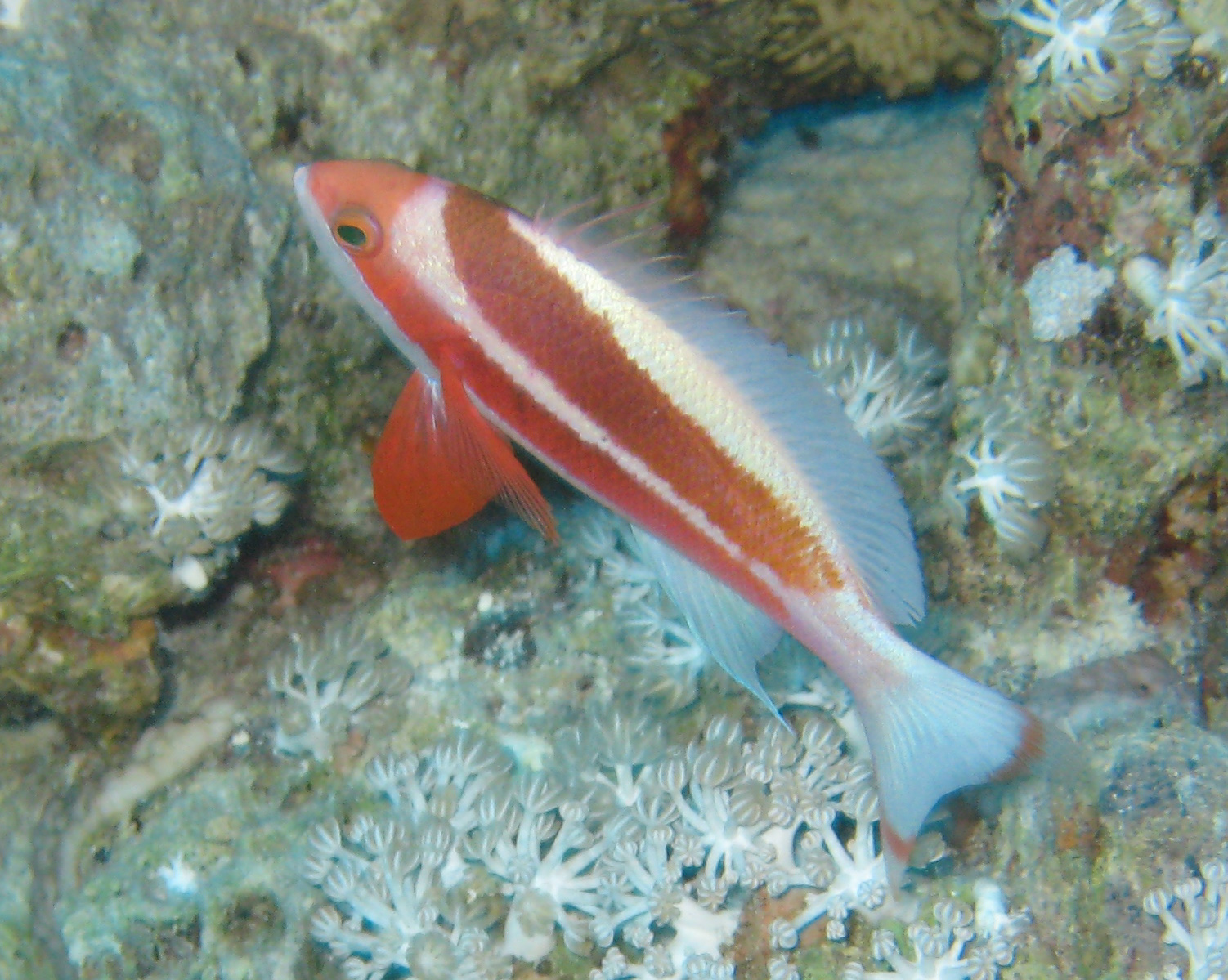
Pseudanthias taeniatus

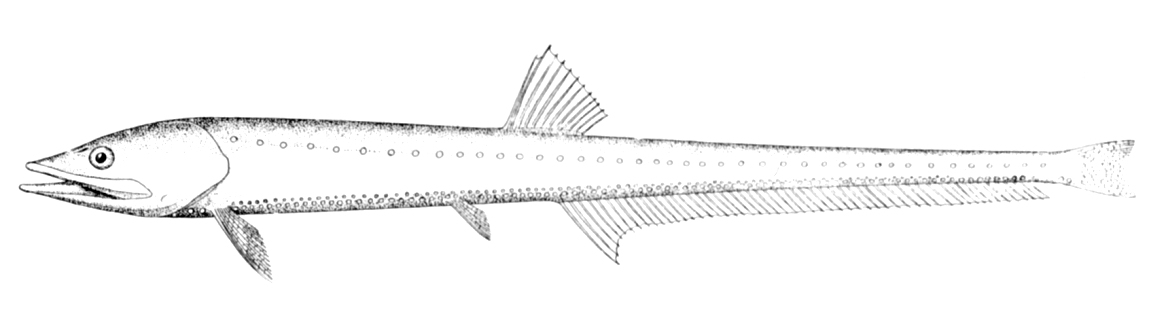
Diplophos taenia

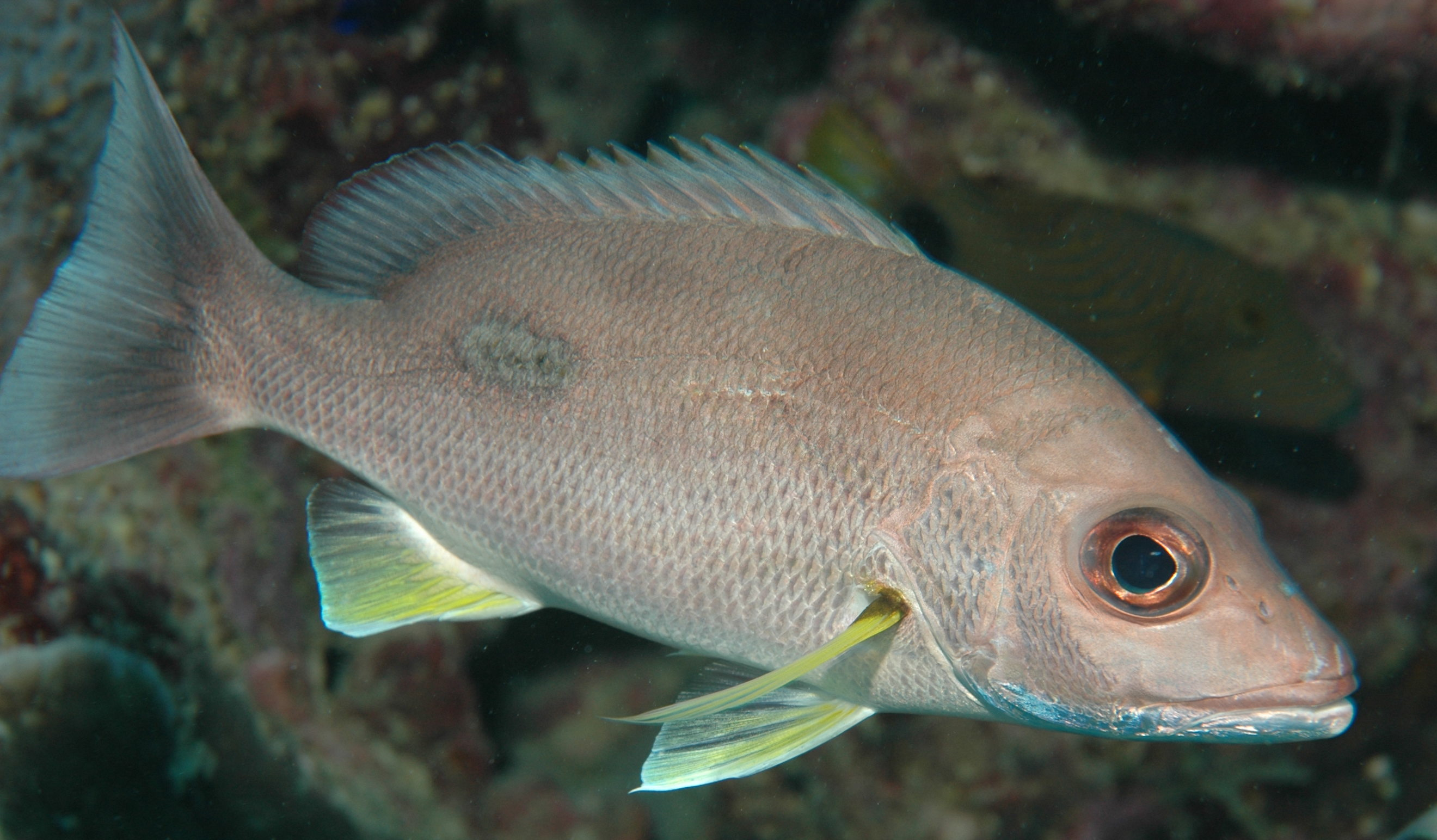
Lethrinus harak

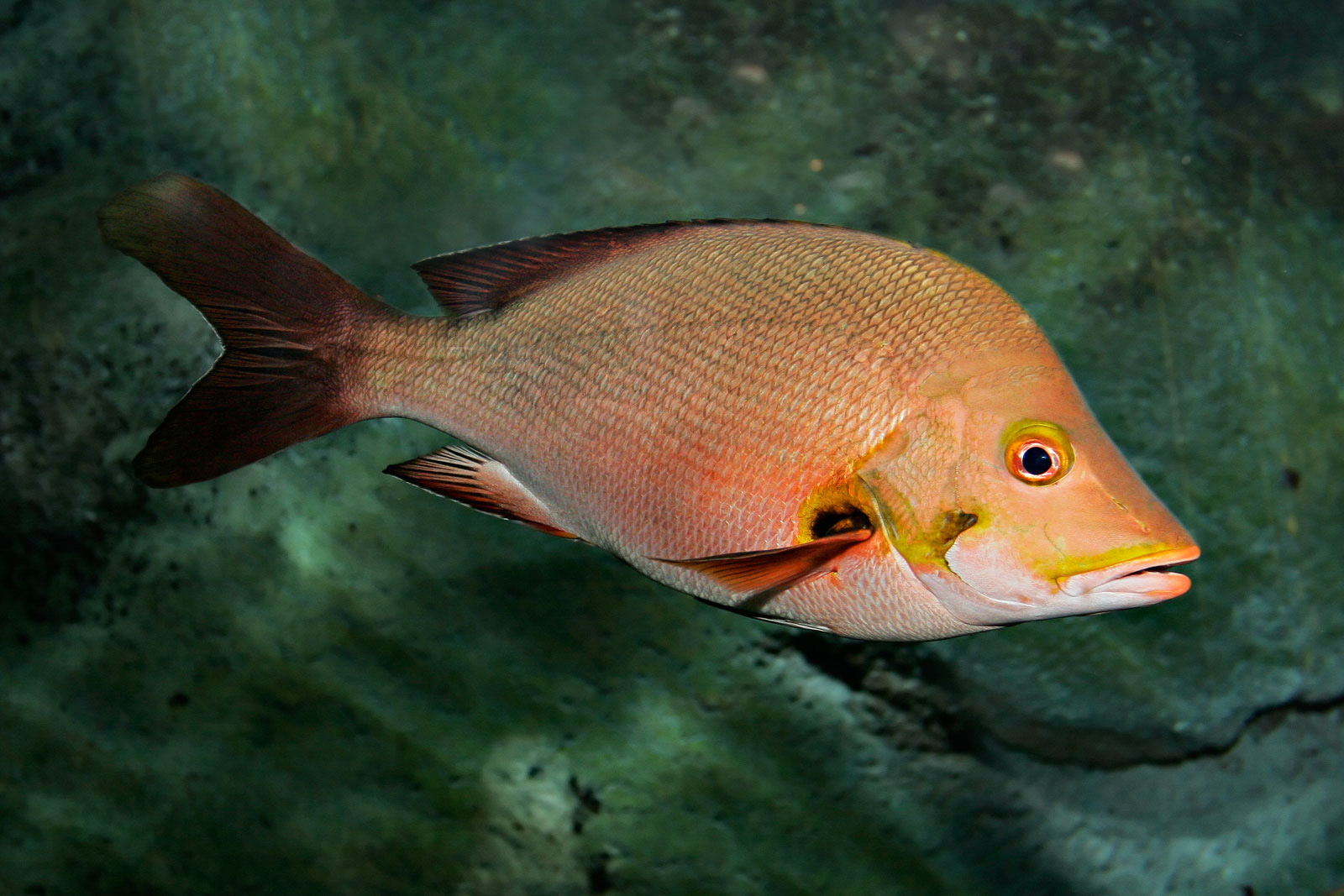
Lutjanus gibbus

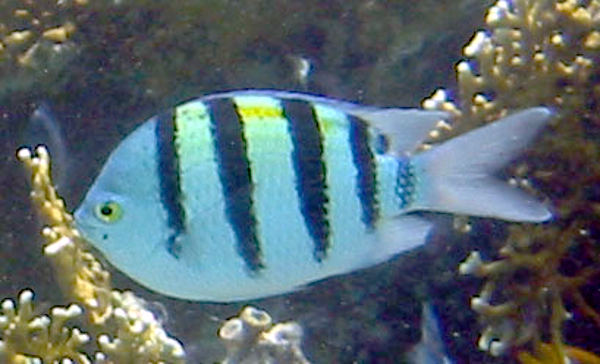
Abudefduf vaigiensis

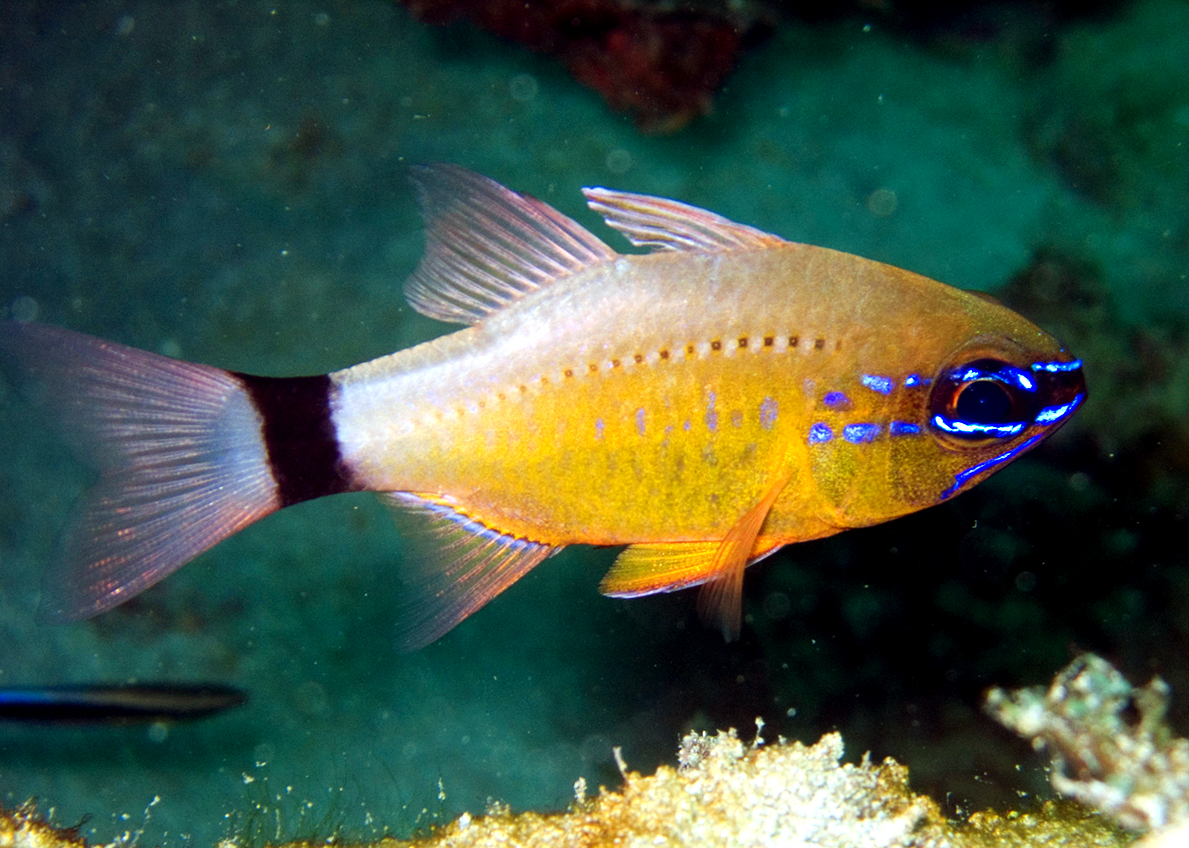
Apogon aureus

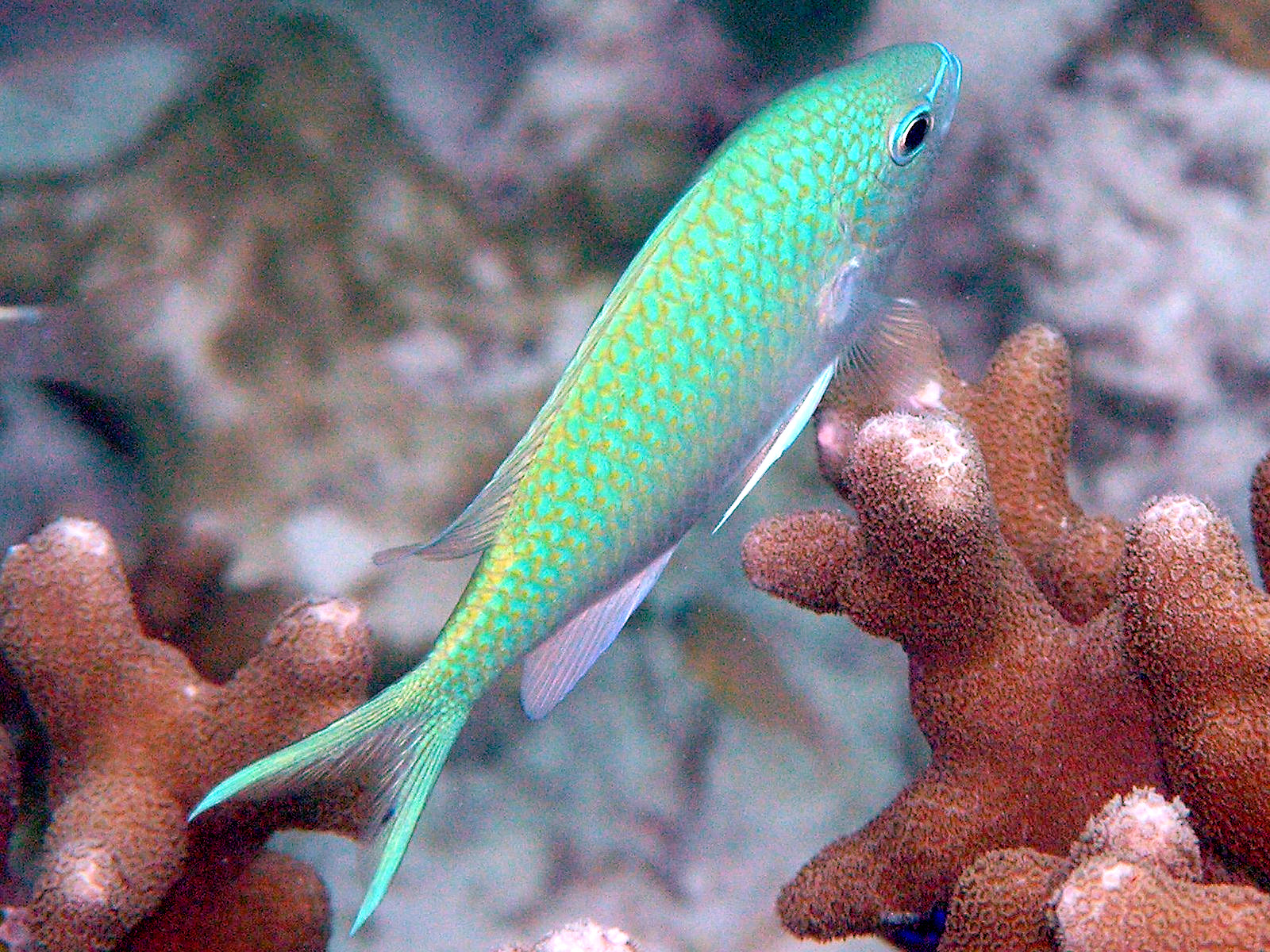
Chromis atripectoralis

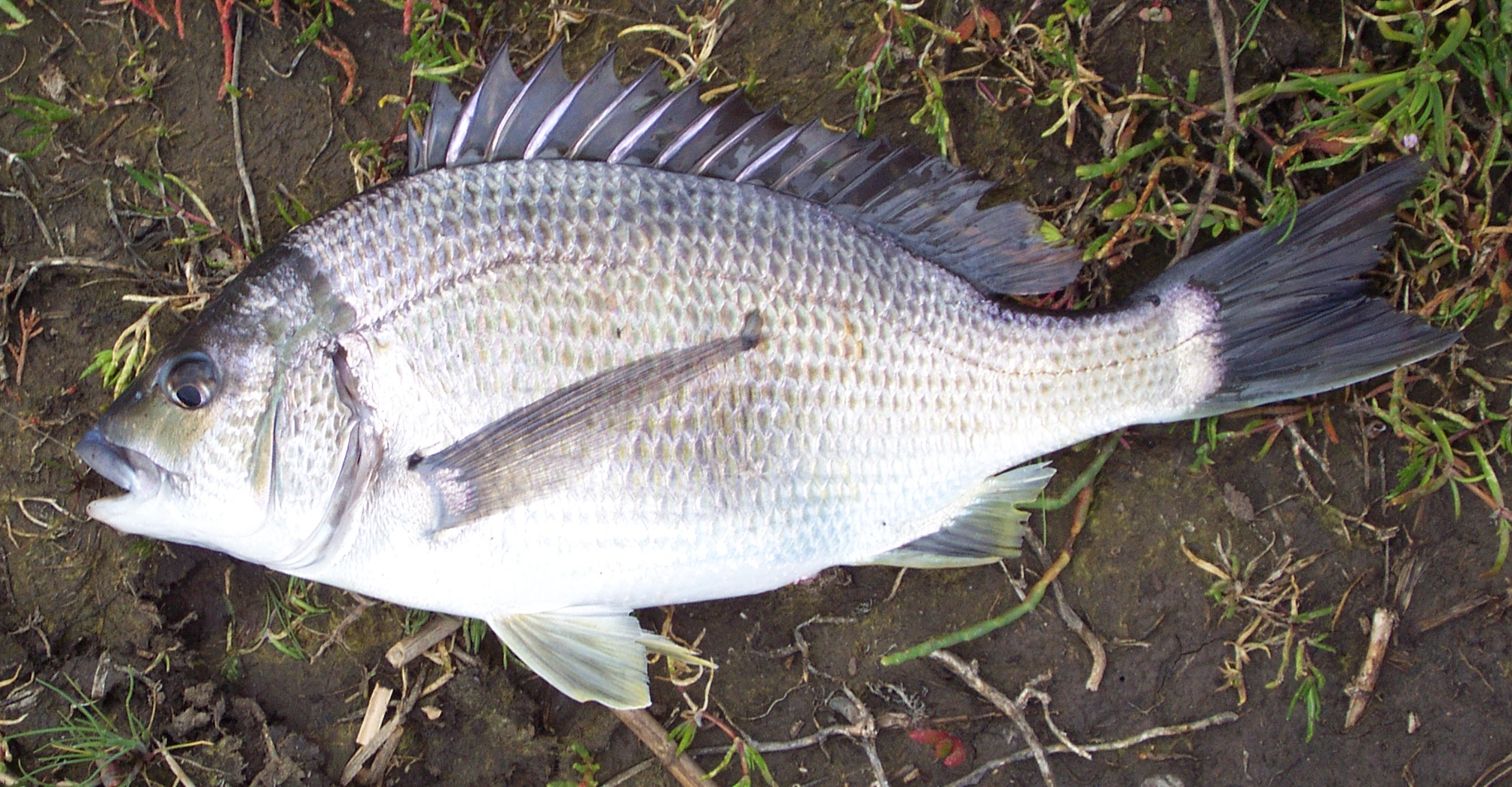
Acanthopagrus butcheri

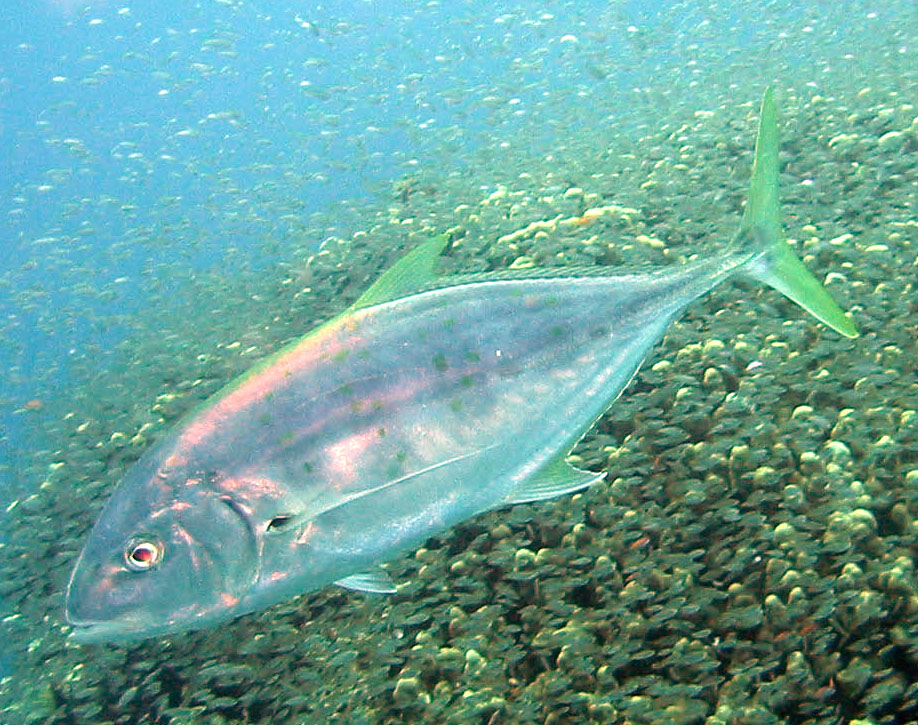
Carangoides bajad

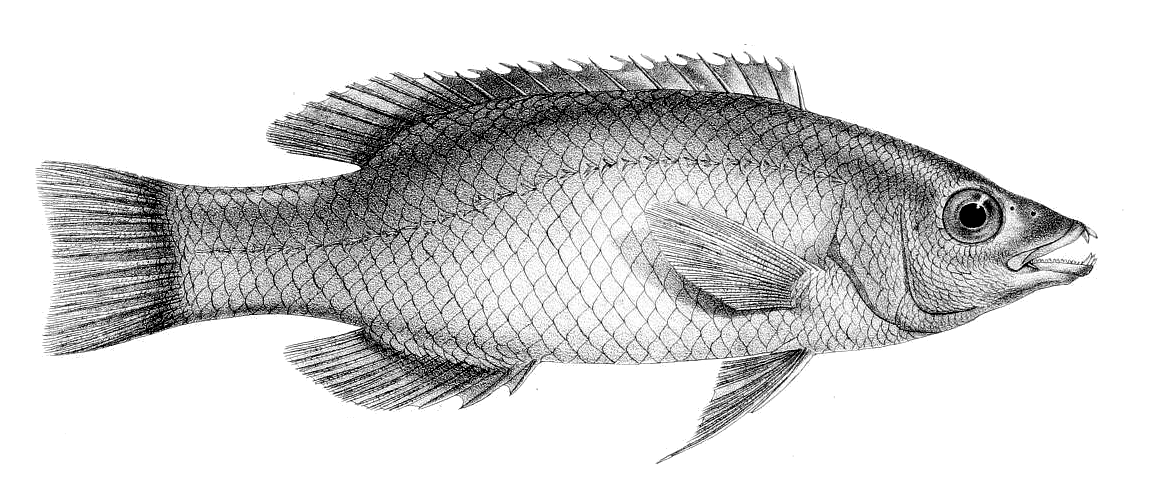
Bodianus axillaris

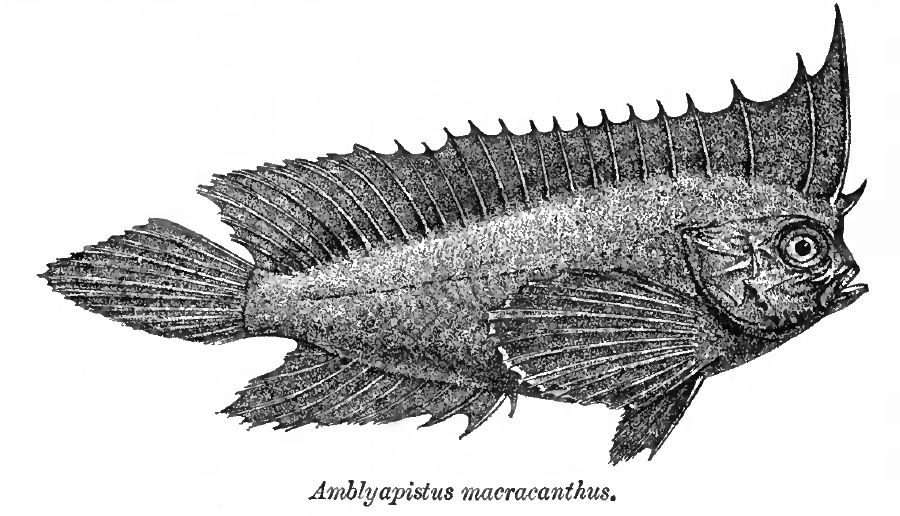
Ablabys macracanthus

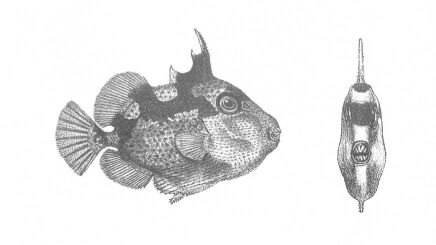
Abalistes stellatus

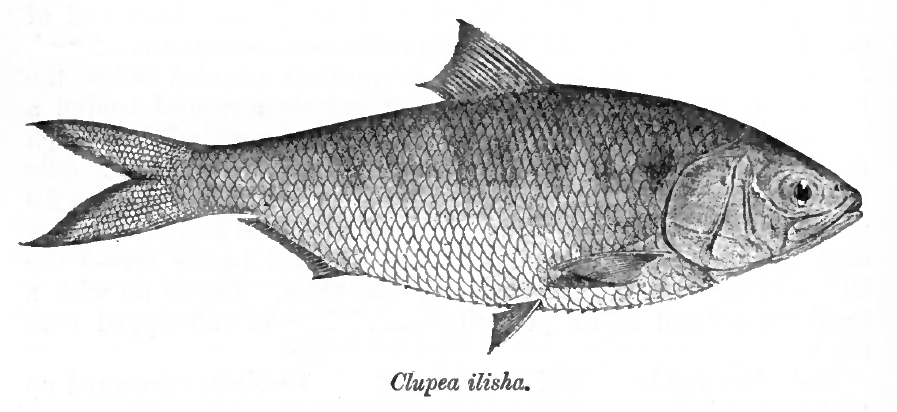
Tenualosa ilisha

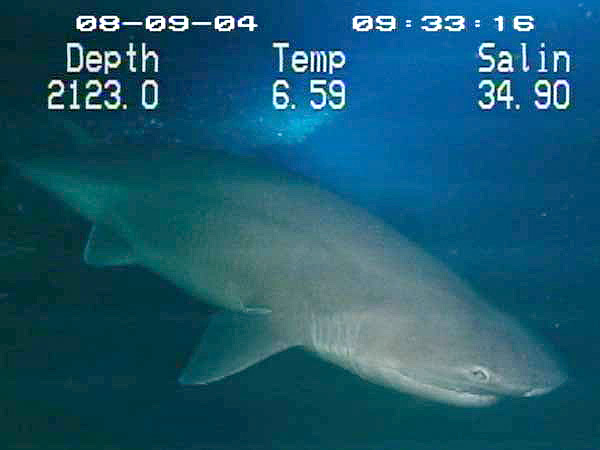
Hexanchus griseus

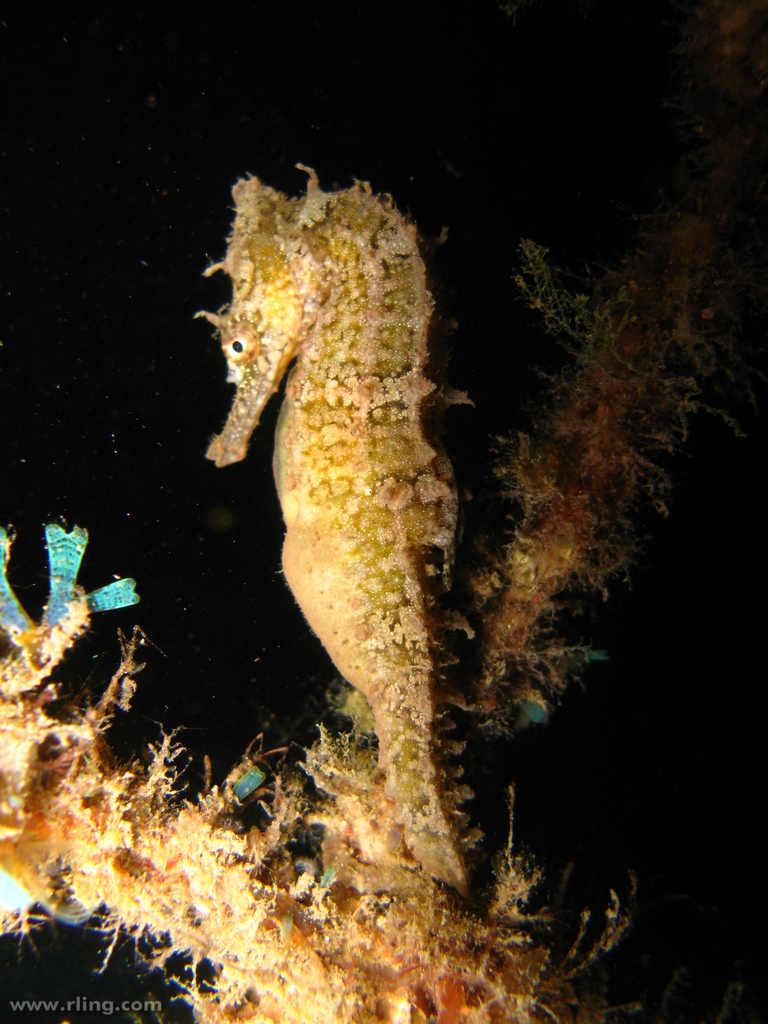
Hippocampus whitei

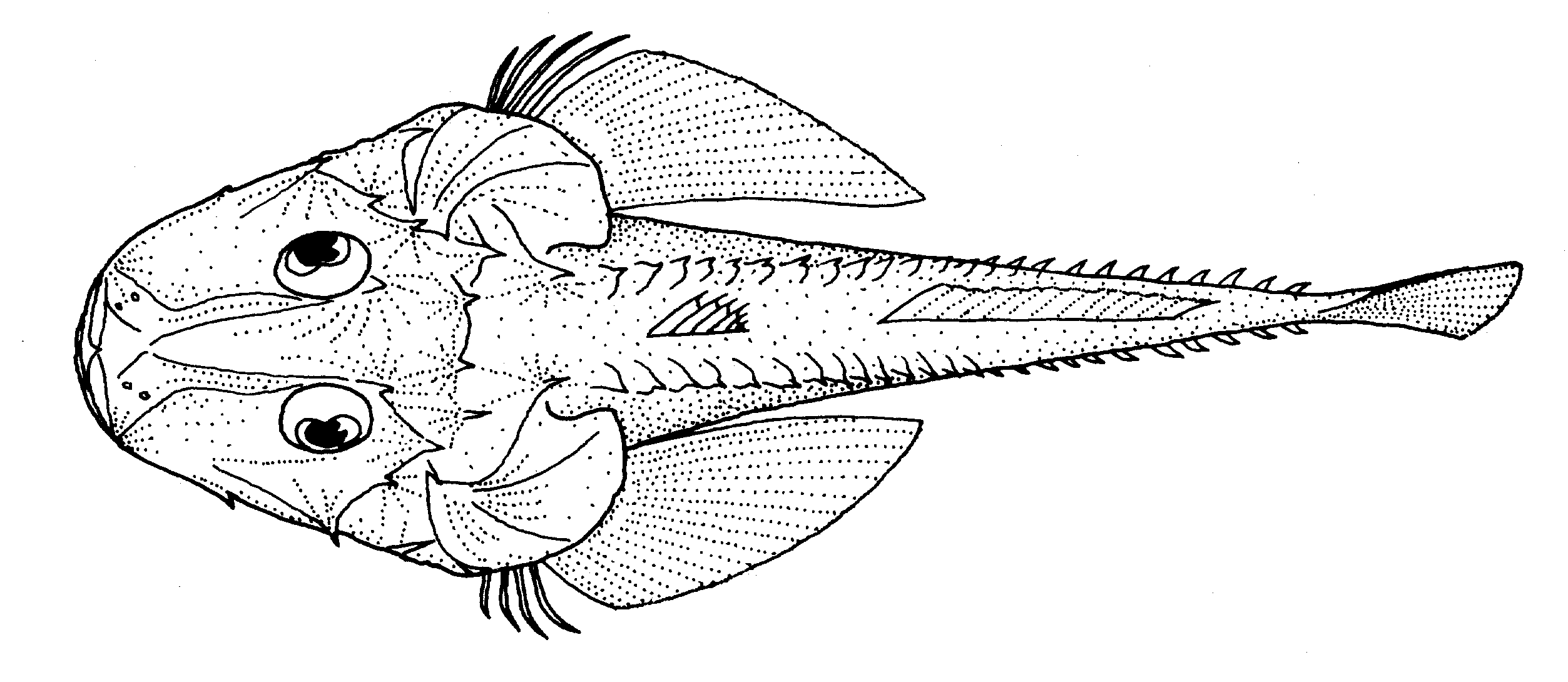
Hoplichthys haswelli

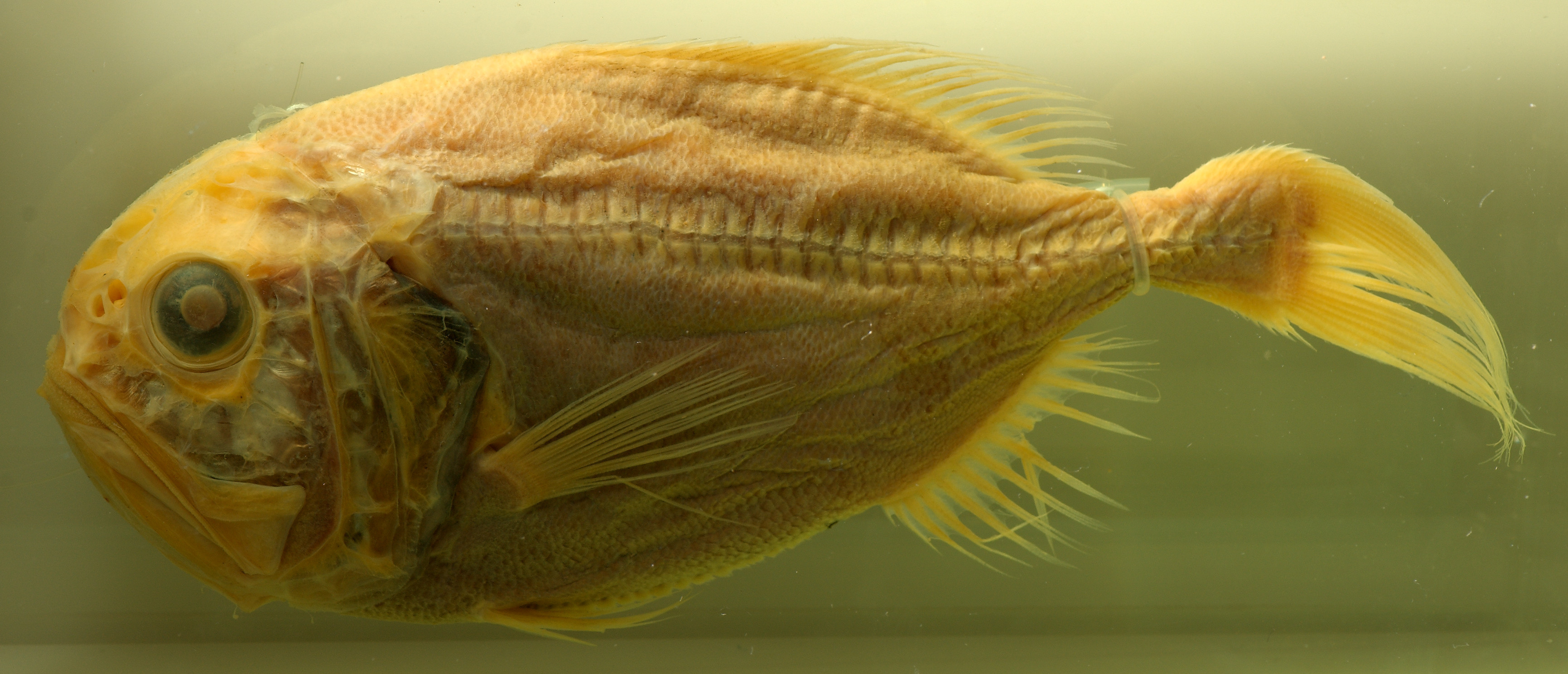
Hoplostethus atlanticus

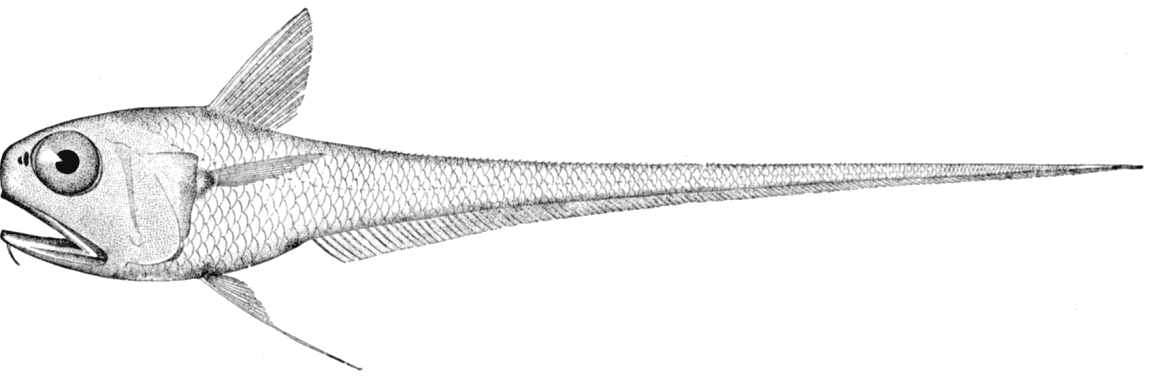
Hymenocephalus italicus

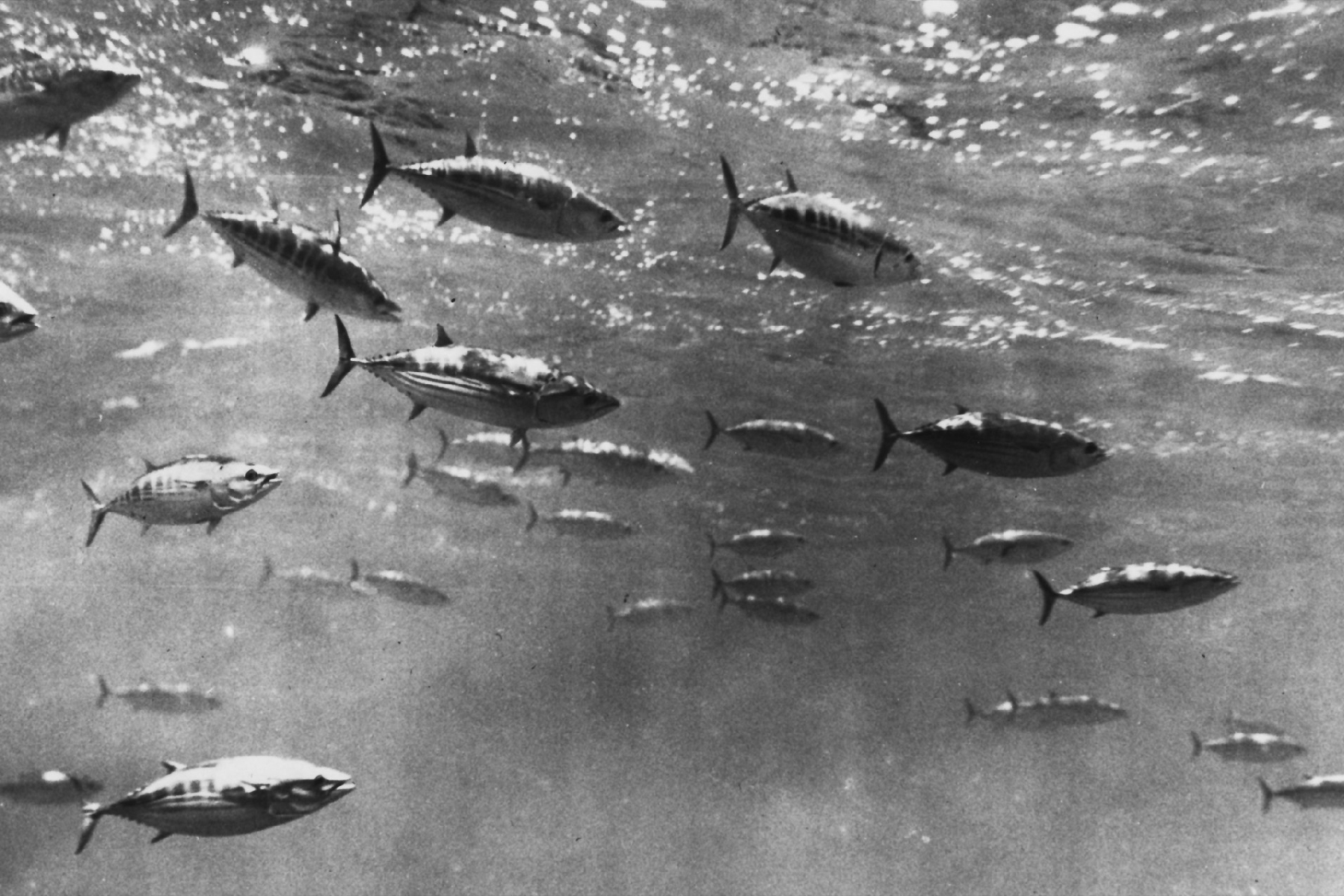
Katsuwonus pelamis

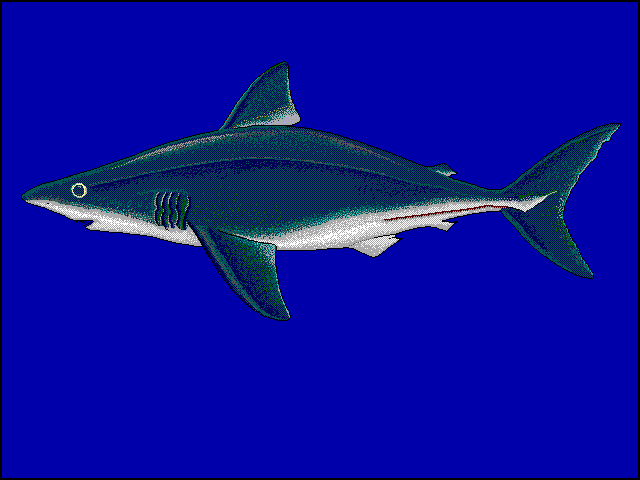
Marraix (Lamna nasus)

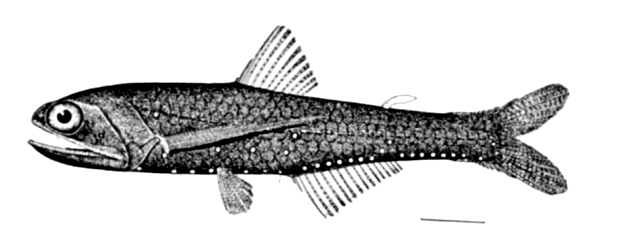
Lampanyctus alatus

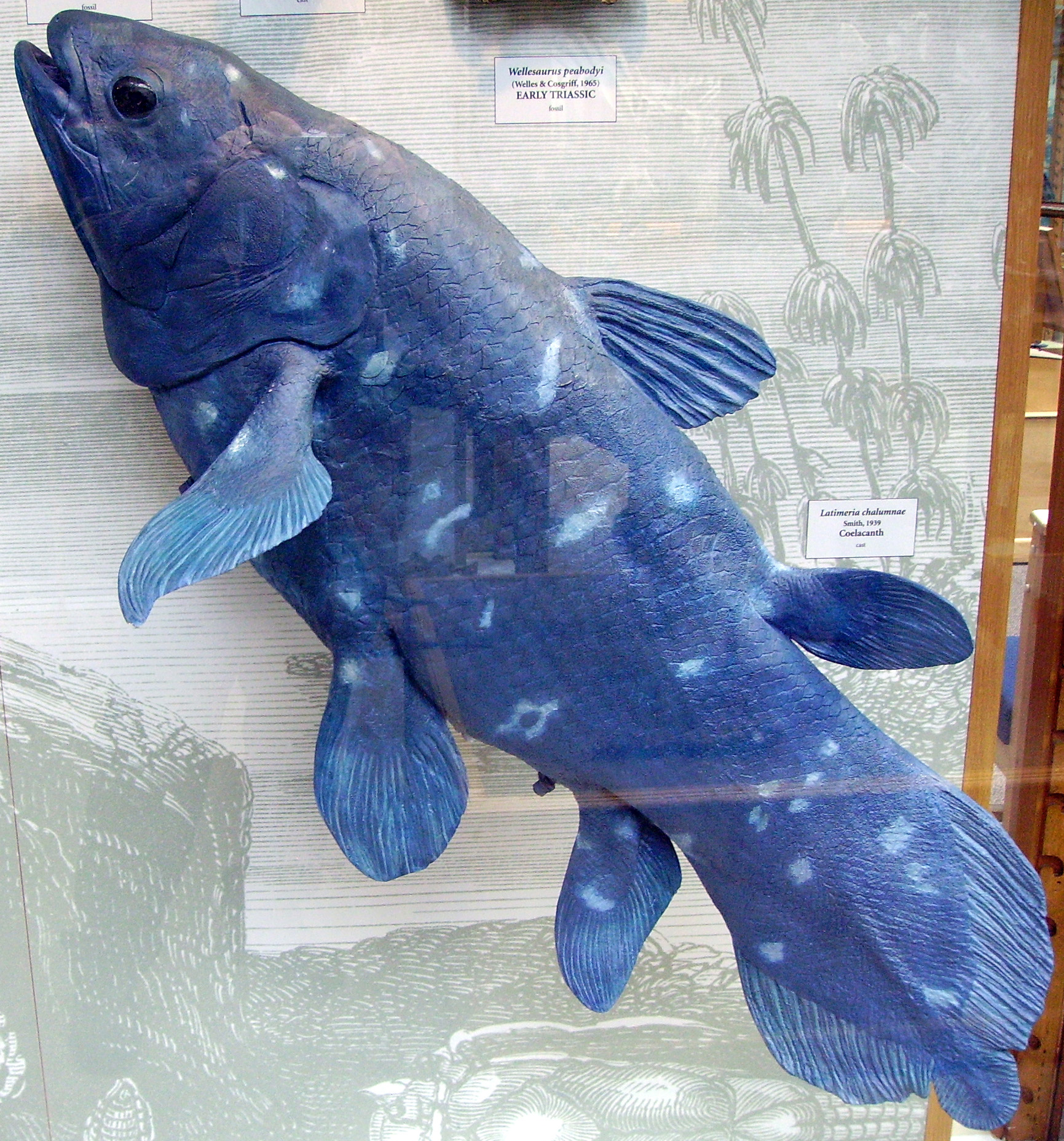
Celacanto (Latimeria chalumnae)

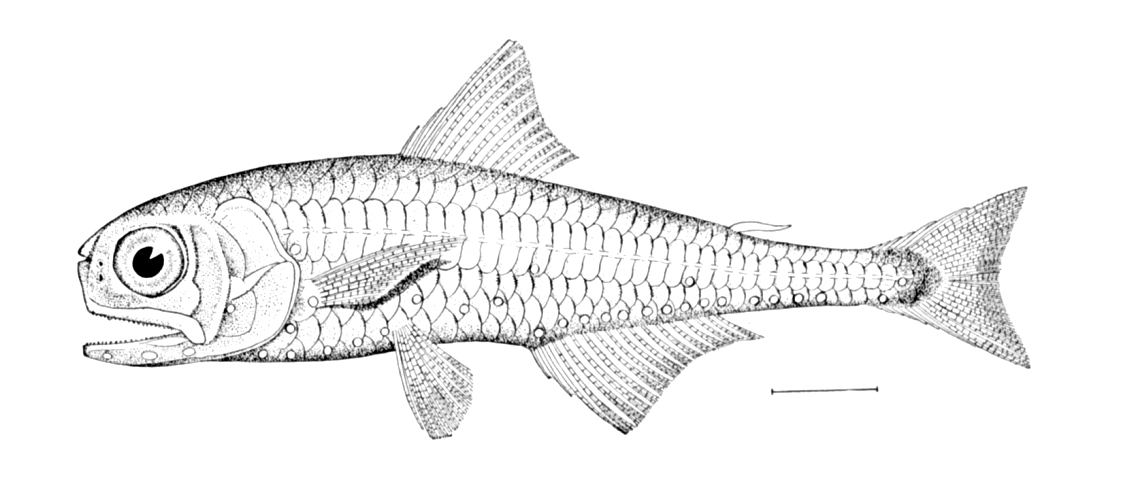
Myctophum asperum

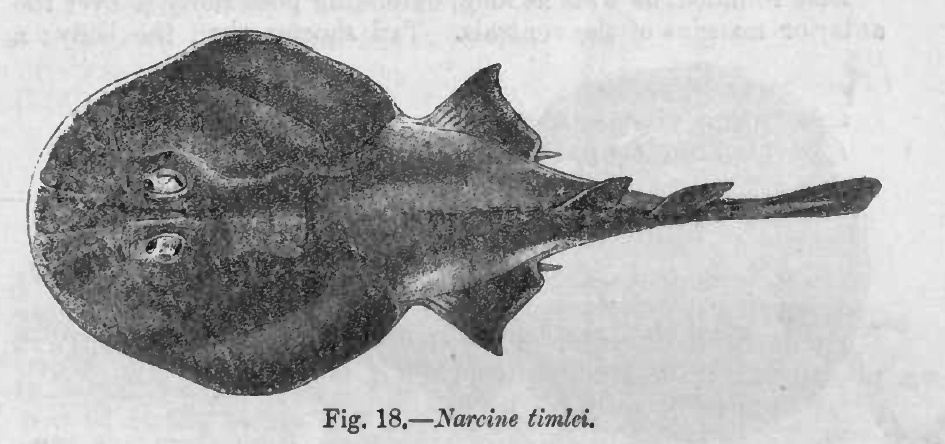
Narcine timlei

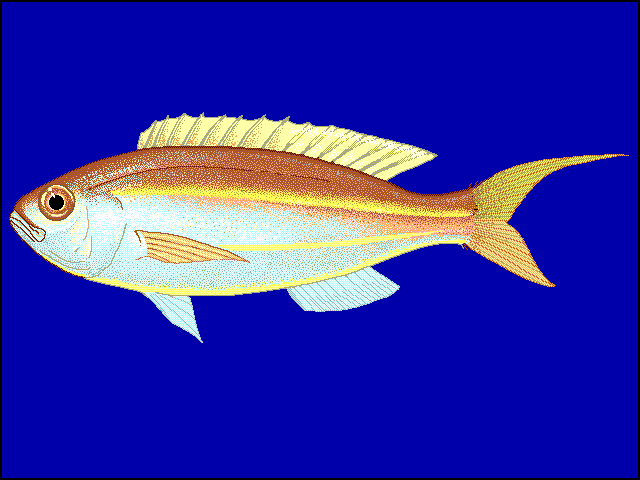
Nemipterus bathybius

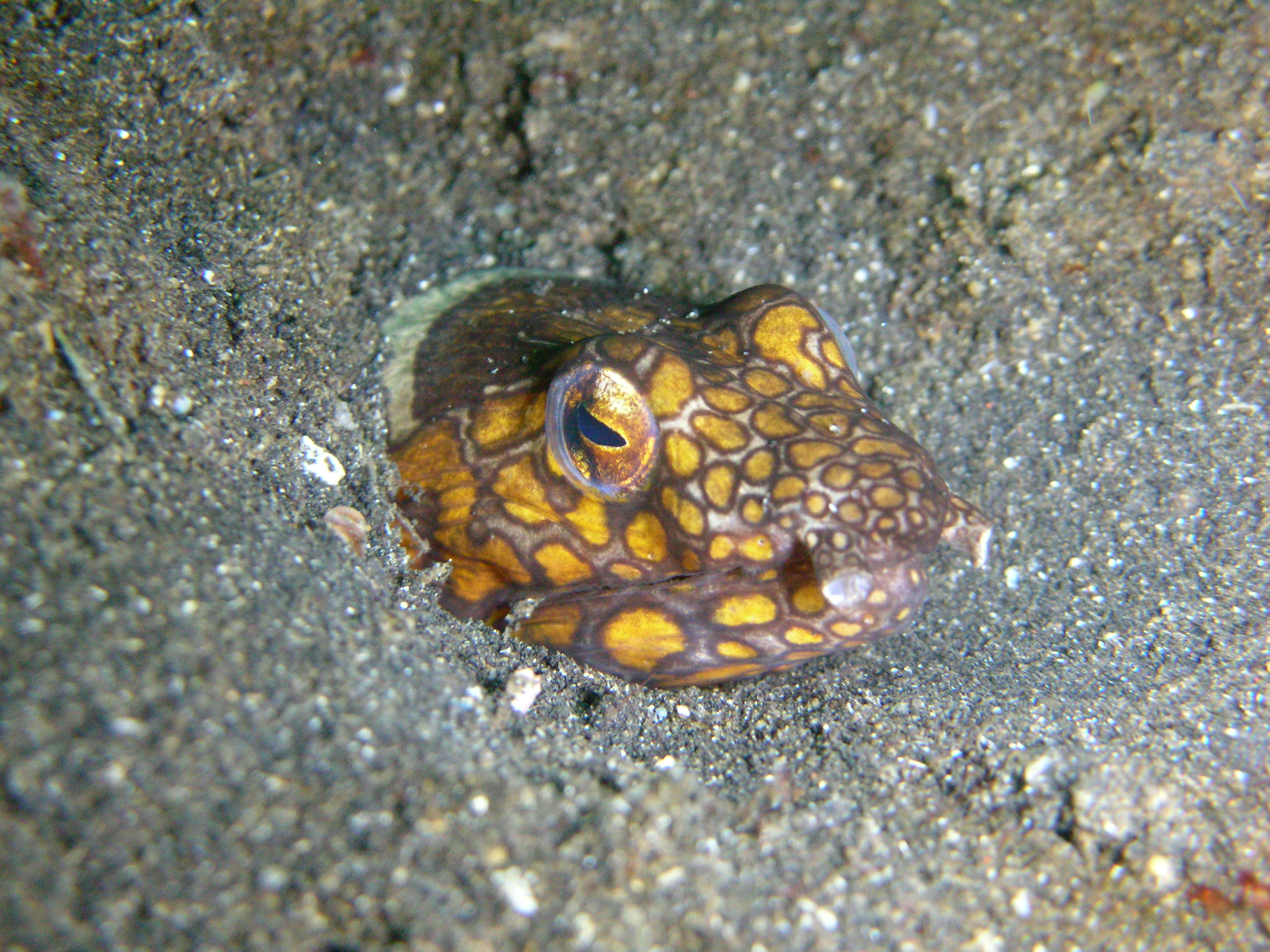
Ophichthus bonaparti

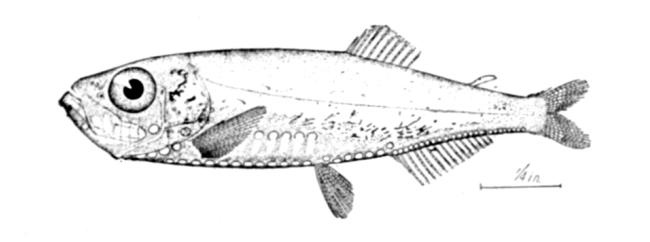
Maurolicus muelleri

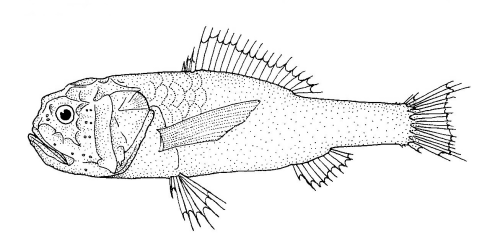
Melamphaes microps

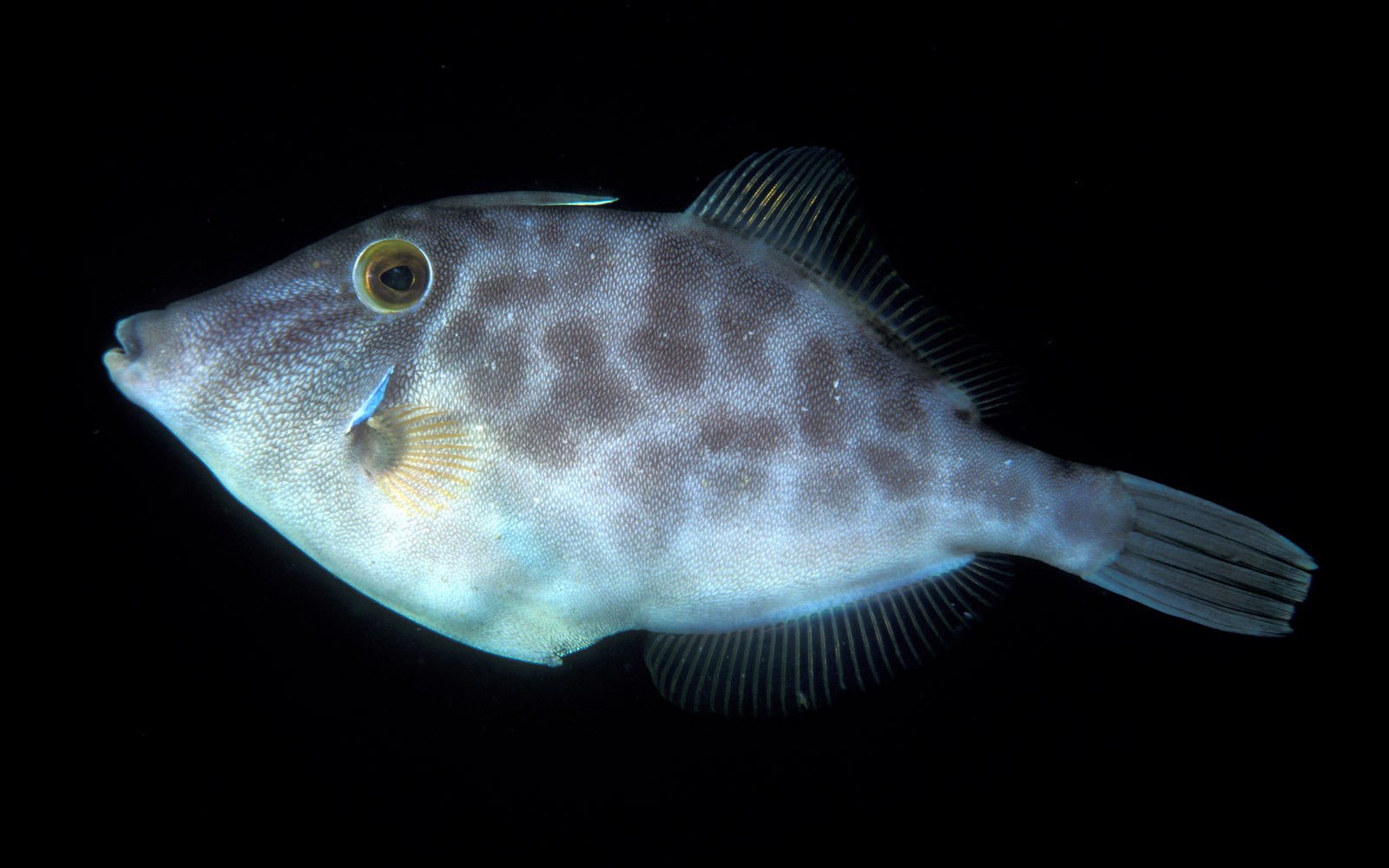
Meuschenia scaber

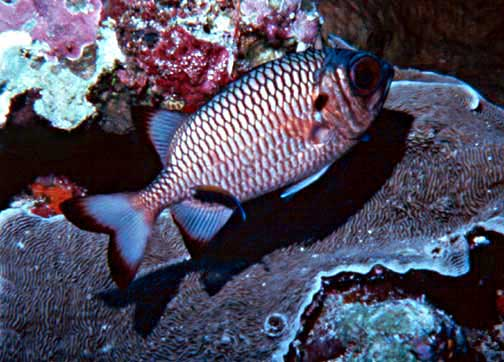
Myripristis adusta

Qui di seguito la lista, in ordine alfabetico, delle 5.452 specie di pesci identificate nell'Oceano Indiano.

## A
- Abalistes stellatus > Pesce balestra stellato
- Ablabys binotatus
- Ablabys macracanthus > Pesce foglia spinoso
- Ablabys taenianotus > Pesce foglia cacatua
- Ablennes hians
- Abudefduf bengalensis
- Abudefduf margariteus
- Abudefduf natalensis
- Abudefduf notatus
- Abudefduf septemfasciatus
- Abudefduf sexfasciatus
- Abudefduf sordidus
- Abudefduf sparoides
- Abudefduf vaigiensis
- Acanthaluteres brownii
- Acanthaluteres spilomelanurus
- Acanthaluteres vittiger
- Acanthaphritis barbata
- Acanthistius pardalotus
- Acanthistius sebastoides
- Acanthistius serratus
- Acanthocepola indica
- Acanthocepola krusensternii
- Acanthochaenus luetkenii
- Acanthochromis polyacanthus
- Acanthocybium solandri
- Acanthonus armatus
- Acanthopagrus australis
- Acanthopagrus berda
- Acanthopagrus bifasciatus
- Acanthopagrus butcheri
- Acanthopagrus latus
- Acanthopagrus palmaris
- Acanthoplesiops indicus
- Acanthosphex leurynnis
- Acanthurus auranticavus
- Acanthurus bariene
- Acanthurus blochii
- Acanthurus dussumieri
- Acanthurus gahhm
- Acanthurus grammoptilus
- Acanthurus guttatus
- Acanthurus leucocheilus
- Acanthurus leucosternon
- Acanthurus lineatus
- Acanthurus maculiceps
- Acanthurus mata
- Acanthurus nigricans
- Acanthurus nigricauda
- Acanthurus nigrofuscus
- Acanthurus nigroris
- Acanthurus olivaceus
- Acanthurus polyzona
- Acanthurus pyroferus
- Acanthurus sohal
- Acanthurus tennentii
- Acanthurus thompsoni
- Acanthurus triostegus
- Acanthurus tristis
- Acanthurus xanthopterus
- Acentrogobius audax
- Acentrogobius bontii
- Acentrogobius caninus
- Acentrogobius cyanomos
- Acentrogobius dayi
- Acentrogobius ennorensis
- Acentrogobius janthinopterus
- Acentrogobius masoni
- Acentrogobius simplex
- Acentrogobius viridipunctatus
- Acentronura australe
- Acentronura gracilissima
- Acentronura tentaculata
- Achiropsetta slavae
- Achiropsetta tricholepis
- Achoerodus gouldii
- Acreichthys hajam
- Acreichthys tomentosus
- Acropoma japonicum
- Aeoliscus punctulatus
- Aeoliscus strigatus
- Aesopia cornuta
- Aetapcus maculatus
- Aethaloperca rogaa
- Aethotaxis mitopteryx mitopteryx
- Aetobatus flagellum
- Aetobatus narinari
- Aetobatus ocellatus
- Aetomylaeus maculatus
- Aetomylaeus milvus
- Aetomylaeus nichofii
- Aetomylaeus vespertilio
- Aetoplatea zonura
- Agonostomus telfairii
- Agrostichthys parkeri
- Ahliesaurus berryi
- Ahliesaurus brevis
- Akarotaxis nudiceps
- Alabes brevis
- Alabes dorsalis
- Alabes hoesei
- Alabes parvula
- Albula glossodonta
- Albula neoguinaica
- Albula vulpes
- Alcockia rostrata
- Aldrichetta forsteri
- Aldrovandia affinis
- Aldrovandia mediorostris
- Aldrovandia oleosa
- Aldrovandia phalacra
- Alectis ciliaris
- Alectis indicus
- Alepes apercna
- Alepes djedaba
- Alepes kleinii
- Alepes melanoptera
- Alepes vari
- Alepisaurus brevirostris
- Alepisaurus ferox
- Alepocephalus australis
- Alepocephalus bicolor
- Alepocephalus blanfordii
- Alepocephalus dentifer
- Allenbatrachus grunniens
- Allenbatrachus reticulatus
- Allenichthys glauerti
- Allips concolor
- Alloblennius anuchalis
- Alloblennius jugularis
- Alloblennius parvus
- Alloblennius pictus
- Allocyttus niger
- Allocyttus verrucosus
- Allomycterus pilatus
- Allothunnus fallai
- Alopias pelagicus
- Alopias superciliosus
- Alopias vulpinus
- Alticus anjouanae
- Alticus kirkii
- Alticus monochrus
- Alticus saliens
- Aluterus maculosus
- Aluterus monoceros
- Aluterus scriptus
- Amanses scopas
- Amarsipus carlsbergi
- Ambassis dussumieri
- Ambassis gymnocephalus
- Ambassis interrupta
- Ambassis kopsii
- Ambassis miops
- Ambassis natalensis
- Ambassis productus
- Ambassis urotaenia
- Ambassis vachellii
- Amblycirrhitus bimacula
- Amblyeleotris aurora
- Amblyeleotris diagonalis
- Amblyeleotris downingi
- Amblyeleotris fasciata
- Amblyeleotris guttata
- Amblyeleotris gymnocephala
- Amblyeleotris periophthalma
- Amblyeleotris steinitzi
- Amblyeleotris sungami
- Amblyeleotris triguttata
- Amblyeleotris wheeleri
- Amblygaster clupeoides
- Amblygaster leiogaster
- Amblygaster sirm
- Amblyglyphidodon aureus
- Amblyglyphidodon batunai
- Amblyglyphidodon curacao
- Amblyglyphidodon flavilatus
- Amblyglyphidodon leucogaster
- Amblygobius albimaculatus
- Amblygobius bynoensis
- Amblygobius hectori
- Amblygobius magnusi
- Amblygobius nocturnus
- Amblygobius phalaena
- Amblygobius rainfordi
- Amblygobius semicinctus
- Amblygobius sphynx
- Amblygobius tekomaji
- Amblypomacentrus breviceps
- Amblyraja hyperborea
- Amblyraja reversa
- Amblyraja taaf
- Amblyrhynchotes honckenii
- Ammodytoides renniei
- Ammotretis elongatus
- Ammotretis lituratus
- Ammotretis rostratus
- Amniataba caudavittata
- Amoya signatus
- Amphiprion akallopisos
- Amphiprion akindynos
- Amphiprion allardi
- Amphiprion bicinctus
- Amphiprion chagosensis
- Amphiprion chrysogaster
- Amphiprion clarkii
- Amphiprion ephippium
- Amphiprion frenatus
- Amphiprion fuscocaudatus
- Amphiprion latifasciatus
- Amphiprion nigripes
- Amphiprion ocellaris
- Amphiprion omanensis
- Amphiprion perideraion
- Amphiprion polymnus
- Amphiprion rubrocinctus
- Amphiprion sandaracinos
- Amphiprion sebae
- Anacanthobatis marmoratus
- Anacanthobatis ori
- Anacanthus barbatus
- Anampses caeruleopunctatus
- Anampses geographicus
- Anampses lennardi
- Anampses lineatus
- Anampses melanurus
- Anampses meleagrides
- Anampses twistii
- Anampses viridis
- Anarchias allardicei
- Anarchias cantonensis
- Anarchias seychellensis
- Anchichoerops natalensis
- Andamia heteroptera
- Andamia reyi
- Anguilla australis australis
- Anguilla bengalensis bengalensis
- Anguilla bengalensis labiata
- Anguilla bicolor bicolor
- Anguilla celebesensis
- Anguilla marmorata
- Anguilla mossambica
- Anguilla nebulosa
- Anguilla reinhardtii
- Anisochromis kenyae
- Anodontostoma chacunda
- Anodontostoma selangkat
- Anodontostoma thailandiae
- Anoplocapros amygdaloides
- Anoplocapros lenticularis
- Anoplogaster cornuta
- Anoxypristis cuspidata
- Antennablennius adenensis
- Antennablennius australis
- Antennablennius bifilum
- Antennablennius hypenetes
- Antennablennius simonyi
- Antennablennius variopunctatus
- Antennarius analis
- Antennarius coccineus
- Antennarius commerson
- Antennarius dorehensis
- Antennarius hispidus
- Antennarius indicus
- Antennarius maculatus
- Antennarius nummifer
- Antennarius pictus
- Antennarius rosaceus
- Antennarius sarasa
- Antennarius striatus
- Antennatus tuberosus
- Antigonia capros
- Antigonia indica
- Antigonia malayana
- Antigonia rhomboidea
- Antigonia saya
- Antimora rostrata
- Anyperodon leucogrammicus
- Aphanius dispar dispar
- Aphanius fasciatus
- Aphanopus microphthalmus
- Aphanopus mikhailini
- Aphareus furca
- Aphareus rutilans
- Aphyonus bolini
- Aphyonus brevidorsalis
- Aphyonus gelatinosus
- Apistops caloundra
- Apistus carinatus
- Aploactisoma milesii
- Aplodactylus arctidens
- Aplodactylus westralis
- Apocryptes bato
- Apocryptodon madurensis
- Apodocreedia vanderhorsti
- Apogon abrogramma
- Apogon albimaculosus
- Apogon angustatus
- Apogon apogonides
- Apogon argyrogaster
- Apogon atrogaster
- Apogon aureus
- Apogon brevicaudata
- Apogon carinatus
- Apogon cavitensis
- Apogon chrysotaenia
- Apogon coccineus
- Apogon cookii
- Apogon crassiceps
- Apogon cyanosoma
- Apogon dhofar
- Apogon dispar
- Apogon doederleini
- Apogon doryssa
- Apogon ellioti
- Apogon endekataenia
- Apogon erythrinus
- Apogon evermanni
- Apogon exostigma
- Apogon fasciatus
- Apogon flagelliferus
- Apogon fleurieu
- Apogon fraenatus
- Apogon franssedai
- Apogon fukuii
- Apogon guamensis
- Apogon gularis
- Apogon hartzfeldii
- Apogon heptastygma
- Apogon hoevenii
- Apogon holotaenia
- Apogon hungi
- Apogon isus
- Apogon kallopterus
- Apogon kiensis
- Apogon lateralis
- Apogon maculipinnis
- Apogon melanopus
- Apogon melas
- Apogon micromaculatus
- Apogon moluccensis
- Apogon multitaeniatus
- Apogon natalensis
- Apogon nigripes
- Apogon nigripinnis
- Apogon nigrocincta
- Apogon nigrofasciatus
- Apogon nitidus
- Apogon novemfasciatus
- Apogon ocellicaudus
- Apogon omanensis
- Apogon opercularis
- Apogon oxina
- Apogon pallidofasciatus
- Apogon poecilopterus
- Apogon properuptus
- Apogon pselion
- Apogon pseudotaeniatus
- Apogon quadrifasciatus
- Apogon regani
- Apogon rueppellii
- Apogon sangiensis
- Apogon sealei
- Apogon semilineatus
- Apogon semiornatus
- Apogon septemstriatus
- Apogon spongicolus
- Apogon taeniatus
- Apogon taeniophorus
- Apogon taeniopterus
- Apogon talboti
- Apogon thermalis
- Apogon timorensis
- Apogon trimaculatus
- Apogon ventrifasciatus
- Apogon victoriae
- Apogonichthys ocellatus
- Apogonichthys perdix
- Apogonops anomalus
- Apolemichthys armitagei
- Apolemichthys guezei
- Apolemichthys kingi
- Apolemichthys trimaculatus
- Apolemichthys xanthotis
- Apolemichthys xanthurus
- Apopterygion alta
- Aporops bilinearis
- Aprion virescens
- Apristurus indicus
- Apristurus investigatoris
- Apristurus longicephalus
- Apterichtus klazingai
- Aptychotrema vincentiana
- Aracana aurita
- Aracana ornata
- Archamia fucata
- Archamia lineolata
- Archamia mozambiquensis
- Archamia pallida
- Archamia zosterophora
- Arctozenus risso
- Arcygobius baliurus
- Arenigobius bifrenatus
- Arenigobius frenatus
- Argentina australiae
- Argentina euchus
- Argyripnus brocki
- Argyripnus iridescens
- Argyropelecus aculeatus
- Argyropelecus affinis
- Argyropelecus gigas
- Argyropelecus hemigymnus
- Argyropelecus sladeni
- Argyrops bleekeri
- Argyrops filamentosus
- Argyrops spinifer
- Argyrosomus amoyensis
- Argyrosomus beccus
- Argyrosomus heinii
- Argyrosomus japonicus
- Argyrosomus regius
- Argyrosomus thorpei
- Argyrozona argyrozona
- Ariomma brevimanus
- Ariomma indica
- Ariomma parini
- Ariosoma anago
- Ariosoma balearicum
- Ariosoma mauritianum
- Ariosoma nigrimanum
- Ariosoma scheelei
- Aristostomias grimaldii
- Aristostomias lunifer
- Aristostomias polydactylus
- Aristostomias xenostoma
- Arius arius
- Arius gagora
- Arius jella
- Arius maculatus
- Arius madagascariensis
- Arius subrostratus
- Arius sumatranus
- Arius venosus
- Arnoglossus arabicus
- Arnoglossus aspilos
- Arnoglossus bassensis
- Arnoglossus capensis
- Arnoglossus dalgleishi
- Arnoglossus debilis
- Arnoglossus elongatus
- Arnoglossus japonicus
- Arnoglossus macrolophus
- Arnoglossus micrommatus
- Arnoglossus muelleri
- Arnoglossus polyspilus
- Arnoglossus sayaensis
- Arnoglossus tapeinosoma
- Arnoglossus waitei
- Arothron caeruleopunctatus
- Arothron carduus
- Arothron diadematus
- Arothron firmamentum
- Arothron hispidus
- Arothron immaculatus
- Arothron leopardus
- Arothron manilensis
- Arothron mappa
- Arothron meleagris
- Arothron nigropunctatus
- Arothron reticularis
- Arothron stellatus
- Arrhamphus sclerolepis sclerolepis
- Arripis georgianus
- Arripis trutta
- Arripis truttacea
- Artedidraco loennbergi
- Artedidraco orianae
- Artedidraco shackletoni
- Artedidraco skottsbergi
- Aseraggodes cyaneus
- Aseraggodes melanostictus
- Aseraggodes xenicus
- Aspasmodes briggsi
- Aspasmogaster liorhyncha
- Aspasmogaster occidentalis
- Aspasmogaster tasmaniensis
- Aspericorvina jubata
- Aspidontus dussumieri
- Aspidontus taeniatus
- Aspidontus tractus
- Asquamiceps caeruleus
- Asquamiceps hjorti
- Asquamiceps velaris
- Assiculus punctatus
- Assurger anzac
- Asterorhombus cocosensis
- Asterorhombus fijiensis
- Asterorhombus intermedius
- Asterropteryx ensifera
- Asterropteryx semipunctata
- Asterropteryx spinosa
- Asthenomacrurus victoris
- Astronesthes bilobatus
- Astronesthes boulengeri
- Astronesthes chrysophekadion
- Astronesthes cyaneus
- Astronesthes gemmifer
- Astronesthes indicus
- Astronesthes lamellosus
- Astronesthes lucifer
- Astronesthes luetkeni
- Astronesthes martensii
- Astronesthes niger
- Astronesthes psychrolutes
- Astronesthes quasiindicus
- Astronesthes splendida
- Astronesthes tchuvasovi
- Astronesthes trifibulatus
- Asymbolus analis
- Asymbolus funebris
- Asymbolus occiduus
- Asymbolus parvus
- Asymbolus rubiginosus
- Asymbolus submaculatus
- Asymbolus vincenti
- Ateleopus indicus
- Ateleopus natalensis
- Atelomycterus fasciatus
- Atelomycterus macleayi
- Atelomycterus marmoratus
- Atherina breviceps
- Atherinason hepsetoides
- Atherinomorus duodecimalis
- Atherinomorus endrachtensis
- Atherinomorus lacunosus
- Atherinosoma elongata
- Atherinosoma microstoma
- Atherion africanum
- Atherion elymus
- Atractoscion aequidens
- Atrobucca alcocki
- Atrobucca antonbruun
- Atrobucca bengalensis
- Atrobucca brevis
- Atrobucca geniae
- Atrobucca marleyi
- Atrobucca nibe
- Atrobucca trewavasae
- Atrophacanthus japonicus
- Atropus atropos
- Atrosalarias fuscus fuscus
- Atule mate
- Atypichthys strigatus
- Aulacocephalus temminckii
- Aulastomatomorpha phospherops
- Aulohalaelurus labiosus
- Aulopus purpurissatus
- Aulostomus chinensis
- Austroglossus pectoralis
- Austrolabrus maculatus
- Austrolethops wardi
- Austronibea oedogenys
- Auxis rochei rochei
- Auxis thazard thazard
- Avocettina acuticeps
- Avocettina infans
- Avocettina paucipora
- Azygopus pinnifasciatus

## B
- Bahaba chaptis
- Bajacalifornia arcylepis
- Bajacalifornia burragei
- Bajacalifornia calcarata
- Bajacalifornia megalops
- Balistapus undulatus
- Balistes rotundatus
- Balistoides conspicillum
- Balistoides viridescens
- Banjos banjos
- Barathronus affinis
- Barathronus bruuni
- Barathronus diaphanus
- Barathronus maculatus
- Barbantus curvifrons
- Barbourisia rufa
- Barbuligobius boehlkei
- Bascanichthys deraniyagalai
- Bascanichthys kirkii
- Bassogigas gillii
- Bassozetus elongatus
- Bassozetus galatheae
- Bassozetus glutinosus
- Bassozetus levistomatus
- Bassozetus multispinis
- Bassozetus robustus
- Bathophilus ater
- Bathophilus digitatus
- Bathophilus indicus
- Bathophilus irregularis
- Bathophilus longipinnis
- Bathophilus nigerrimus
- Bathophilus pawneei
- Bathophilus schizochirus
- Bathyaploactis curtisensis
- Bathyclupea hoskynii
- Bathycongrus guttulatus
- Bathycongrus wallacei
- Bathydraco antarcticus
- Bathydraco macrolepis
- Bathydraco marri
- Bathydraco scotiae
- Bathygadus cottoides
- Bathygadus furvescens
- Bathygadus spongiceps
- Bathygobius albopunctatus
- Bathygobius coalitus
- Bathygobius cocosensis
- Bathygobius cotticeps
- Bathygobius crassiceps
- Bathygobius cyclopterus
- Bathygobius fishelsoni
- Bathygobius fuscus
- Bathygobius kreftii
- Bathygobius laddi
- Bathygobius meggitti
- Bathygobius niger
- Bathygobius padangensis
- Bathygobius petrophilus
- Bathylaco nielseni
- Bathylaco nigricans
- Bathylagoides argyrogaster
- Bathylagus antarcticus
- Bathylagus tenuis
- Bathymyrus smithi
- Bathyonus caudalis
- Bathyonus pectoralis
- Bathyphylax bombifrons
- Bathyphylax omen
- Bathypterois atricolor
- Bathypterois grallator
- Bathypterois guentheri
- Bathypterois insularum
- Bathypterois perceptor
- Bathyraja eatonii
- Bathyraja maccaini
- Bathyraja murrayi
- Bathyraja smithii
- Bathysauroides gigas
- Bathysauropsis gracilis
- Bathysaurus ferox
- Bathysaurus mollis
- Bathysolea lagarderae
- Bathysphyraenops simplex
- Bathytroctes breviceps
- Bathytroctes elegans
- Bathytroctes microlepis
- Bathytroctes oligolepis
- Bathytroctes squamosus
- Bathytyphlops marionae
- Bathytyphlops sewelli
- Bathyuroconger vicinus
- Batrachocephalus mino
- Batrachomoeus dahli
- Batrachomoeus occidentalis
- Batrachomoeus rubricephalus
- Batrachomoeus trispinosus
- Beliops xanthokrossos
- Belonoperca chabanaudi
- Bembras adenensis
- Bembras japonica
- Bembras longipinnis
- Bembras megacephala
- Bembrops caudimacula
- Bembrops curvatura
- Bembrops filifera
- Bembrops nematopterus
- Bembrops platyrhynchus
- Benthalbella elongata
- Benthalbella infans
- Benthalbella macropinna
- Benthobatis moresbyi
- Benthodesmus elongatus
- Benthodesmus macrophthalmus
- Benthodesmus oligoradiatus
- Benthodesmus tenuis
- Benthodesmus tuckeri
- Benthodesmus vityazi
- Benthosema fibulatum
- Benthosema pterotum
- Benthosema suborbitale
- Beryx decadactylus
- Beryx splendens
- Bhanotia fasciolata
- Bifax lacinia
- Blachea xenobranchialis
- Bleekeria mitsukurii
- Bleekeria viridianguilla
- Blenniella chrysospilos
- Blenniella cyanostigma
- Blenniella gibbifrons
- Blenniella leopardus
- Blenniella periophthalmus
- Blennioclinus stella
- Blennodesmus scapularis
- Bodianus anthioides
- Bodianus axillaris
- Bodianus bilunulatus
- Bodianus bimaculatus
- Bodianus diana
- Bodianus frenchii
- Bodianus leucosticticus
- Bodianus macrognathos
- Bodianus macrourus
- Bodianus mesothorax
- Bodianus neilli
- Bodianus opercularis
- Bodianus perditio
- Bodianus tanyokidus
- Bodianus unimaculatus
- Bodianus vulpinus
- Bolbometopon muricatum
- Boleophthalmus boddarti
- Boleophthalmus dussumieri
- Bolinichthys indicus
- Bolinichthys longipes
- Bolinichthys photothorax
- Bolinichthys pyrsobolus
- Bolinichthys supralateralis
- Bonapartia pedaliota
- Boops lineatus
- Boopsoidea inornata
- Borostomias antarcticus
- Borostomias elucens
- Borostomias mononema
- Bostrychus sinensis
- Bothus mancus
- Bothus myriaster
- Bothus pantherinus
- Bovichtus angustifrons
- Brachaluteres jacksonianus
- Brachionichthys hirsutus
- Brachirus annularis
- Brachirus muelleri
- Brachirus orientalis
- Brachirus pan
- Brachynectes fasciatus
- Brachypleura novaezeelandiae
- Brachypterois serrulata
- Brachysomophis cirrocheilos
- Brachysomophis crocodilinus
- Brama brama
- Brama dussumieri
- Brama orcini
- Brama pauciradiata
- Branchiostegus australiensis
- Branchiostegus doliatus
- Branchiostegus gloerfelti
- Branchiostegus hedlandensis
- Branchiostegus paxtoni
- Branchiostegus sawakinensis
- Bregmaceros arabicus
- Bregmaceros atlanticus
- Bregmaceros lanceolatus
- Bregmaceros mcclellandi
- Bregmaceros nectabanus
- Brosmophyciops pautzkei
- Brotula multibarbata
- Brotulotaenia brevicauda
- Brotulotaenia crassa
- Brotulotaenia nielseni
- Brotulotaenia nigra
- Bryaninops amplus
- Bryaninops erythrops
- Bryaninops loki
- Bryaninops natans
- Bryaninops ridens
- Bryaninops tigris
- Bryaninops yongei
- Bryx analicarens
- Bulbonaricus brauni
- Bulbonaricus brucei
- Bulbonaricus davaoensis
- Butis amboinensis
- Butis butis
- Butis humeralis
- Butis koilomatodon
- Butis melanostigma

## C
- Cabillus lacertops
- Cabillus tongarevae
- Caecula pterygera
- Caesio caerulaurea
- Caesio cuning
- Caesio lunaris
- Caesio striata
- Caesio suevica
- Caesio teres
- Caesio varilineata
- Caesio xanthonota
- Caesioperca lepidoptera
- Caesioperca rasor
- Caesioscorpis theagenes
- Caffrogobius caffer
- Caffrogobius dubius
- Caffrogobius gilchristi
- Caffrogobius natalensis
- Callanthias allporti
- Callanthias australis
- Callanthias legras
- Callechelys bitaeniata
- Callechelys catostoma
- Callechelys marmorata
- Callionymus aagilis
- Callionymus belcheri
- Callionymus bentuviai
- Callionymus carebares
- Callionymus cooperi
- Callionymus csiro
- Callionymus delicatulus
- Callionymus erythraeus
- Callionymus filamentosus
- Callionymus flavus
- Callionymus fluviatilis
- Callionymus gardineri
- Callionymus goodladi
- Callionymus grossi
- Callionymus hindsii
- Callionymus io
- Callionymus japonicus
- Callionymus limiceps
- Callionymus margaretae
- Callionymus marleyi
- Callionymus mascarenus
- Callionymus moretonensis
- Callionymus muscatensis
- Callionymus oxycephalus
- Callionymus persicus
- Callionymus sagitta
- Callionymus spiniceps
- Callionymus sublaevis
- Callionymus tenuis
- Callionymus whiteheadi
- Callogobius amikami
- Callogobius bifasciatus
- Callogobius centrolepis
- Callogobius depressus
- Callogobius dori
- Callogobius flavobrunneus
- Callogobius hasseltii
- Callogobius maculipinnis
- Callogobius mucosus
- Callogobius plumatus
- Callogobius sclateri
- Callogobius seshaiyai
- Calloplesiops altivelis
- Callorhinchus capensis
- Callorhinchus milii
- Calotomus carolinus
- Calotomus spinidens
- Calotomus viridescens
- Calumia godeffroyi
- Campichthys galei
- Campichthys nanus
- Campichthys tricarinatus
- Campichthys tryoni
- Cantherhines dumerilii
- Cantherhines fronticinctus
- Cantherhines multilineatus
- Cantherhines pardalis
- Cantheschenia longipinnis
- Canthidermis macrolepis
- Canthidermis maculata
- Canthidermis sufflamen
- Canthigaster amboinensis
- Canthigaster bennetti
- Canthigaster compressa
- Canthigaster coronata
- Canthigaster epilampra
- Canthigaster investigatoris
- Canthigaster janthinoptera
- Canthigaster leoparda
- Canthigaster margaritata
- Canthigaster natalensis
- Canthigaster papua
- Canthigaster punctata
- Canthigaster pygmaea
- Canthigaster rivulata
- Canthigaster smithae
- Canthigaster solandri
- Canthigaster tyleri
- Canthigaster valentini
- Caprichthys gymnura
- Caprodon longimanus
- Caprodon schlegelii
- Capropygia unistriata
- Caracanthus maculatus
- Caracanthus madagascariensis
- Caracanthus unipinna
- Carangoides armatus
- Carangoides bajad
- Carangoides chrysophrys
- Carangoides ciliarius
- Carangoides coeruleopinnatus
- Carangoides dinema
- Carangoides equula
- Carangoides ferdau
- Carangoides fulvoguttatus
- Carangoides gymnostethus
- Carangoides hedlandensis
- Carangoides humerosus
- Carangoides malabaricus
- Carangoides oblongus
- Carangoides orthogrammus
- Carangoides plagiotaenia
- Carangoides praeustus
- Carangoides talamparoides
- Caranx bucculentus
- Caranx heberi
- Caranx ignobilis
- Caranx lugubris
- Caranx melampygus
- Caranx papuensis
- Caranx sansun
- Caranx sexfasciatus
- Caranx tille
- Carapus boraborensis
- Carapus mourlani
- Carcharhinus albimarginatus
- Carcharhinus altimus
- Carcharhinus amblyrhynchoides
- Carcharhinus amblyrhynchos
- Carcharhinus amboinensis
- Carcharhinus brachyurus
- Carcharhinus brevipinna
- Carcharhinus cautus
- Carcharhinus dussumieri
- Carcharhinus falciformis
- Carcharhinus fitzroyensis
- Carcharhinus galapagensis
- Carcharhinus hemiodon
- Carcharhinus leiodon
- Carcharhinus leucas
- Carcharhinus limbatus
- Carcharhinus longimanus
- Carcharhinus macloti
- Carcharhinus melanopterus
- Carcharhinus obscurus
- Carcharhinus plumbeus
- Carcharhinus sealei
- Carcharhinus sorrah
- Carcharhinus tilstoni
- Carcharias taurus
- Carcharias tricuspidatus
- Carcharodon carcharias
- Careproctus crozetensis
- Careproctus profundicola
- Caristius groenlandicus
- Caulophryne jordani
- Caulophryne polynema
- Centriscops humerosus
- Centriscus cristatus
- Centriscus scutatus
- Centroberyx australis
- Centroberyx druzhinini
- Centroberyx gerrardi
- Centroberyx lineatus
- Centroberyx spinosus
- Centrobranchus andreae
- Centrobranchus nigroocellatus
- Centrodraco insolitus
- Centrodraco oregonus lineatus
- Centrogenys vaigiensis
- Centrophorus atromarginatus
- Centrophorus granulosus
- Centrophorus harrissoni
- Centrophorus isodon
- Centrophorus lusitanicus
- Centrophorus moluccensis
- Centrophorus niaukang
- Centrophorus squamosus
- Centrophryne spinulosa
- Centropyge acanthops
- Centropyge bicolor
- Centropyge bispinosa
- Centropyge colini
- Centropyge debelius
- Centropyge eibli
- Centropyge flavicauda
- Centropyge flavipectoralis
- Centropyge flavissima
- Centropyge joculator
- Centropyge multifasciata
- Centropyge multispinis
- Centropyge tibicen
- Centropyge vrolikii
- Centroscyllium kamoharai
- Centroscyllium ornatum
- Centroscymnus coelolepis
- Centroscymnus owstonii
- Centroselachus crepidater
- Cephalopholis argus
- Cephalopholis aurantia
- Cephalopholis boenak
- Cephalopholis cyanostigma
- Cephalopholis formosa
- Cephalopholis hemistiktos
- Cephalopholis igarashiensis
- Cephalopholis leopardus
- Cephalopholis microprion
- Cephalopholis miniata
- Cephalopholis oligosticta
- Cephalopholis polleni
- Cephalopholis sexmaculata
- Cephalopholis sonnerati
- Cephalopholis spiloparaea
- Cephalopholis urodeta
- Cephaloscyllium fasciatum
- Cephaloscyllium laticeps
- Cephaloscyllium silasi
- Cephaloscyllium sufflans
- Cepola australis
- Cepola schlegelii
- Ceratias holboelli
- Ceratias tentaculatus
- Ceratobregma helenae
- Ceratoscopelus warmingii
- Cercamia eremia
- Cetichthys indagator
- Cetichthys parini
- Cetomimus gillii
- Cetonurichthys subinflatus
- Cetonurus globiceps
- Cetorhinus maximus
- Cetoscarus bicolor
- Cetostoma regani
- Chaenodraco wilsoni
- Chaenogaleus macrostoma
- Chaetodermis penicilligerus
- Chaetodon andamanensis
- Chaetodon assarius
- Chaetodon aureofasciatus
- Chaetodon auriga
- Chaetodon austriacus
- Chaetodon baronessa
- Chaetodon bennetti
- Chaetodon blackburnii
- Chaetodon citrinellus
- Chaetodon collare
- Chaetodon declivis
- Chaetodon decussatus
- Chaetodon dialeucos
- Chaetodon dolosus
- Chaetodon ephippium
- Chaetodon falcula
- Chaetodon fasciatus
- Chaetodon gardineri
- Chaetodon guttatissimus
- Chaetodon interruptus
- Chaetodon jayakari
- Chaetodon kleinii
- Chaetodon larvatus
- Chaetodon leucopleura
- Chaetodon lineolatus
- Chaetodon lunula
- Chaetodon madagaskariensis
- Chaetodon marleyi
- Chaetodon melannotus
- Chaetodon melapterus
- Chaetodon mesoleucos
- Chaetodon meyeri
- Chaetodon miliaris
- Chaetodon mitratus
- Chaetodon modestus
- Chaetodon nigropunctatus
- Chaetodon ocellicaudus
- Chaetodon octofasciatus
- Chaetodon ornatissimus
- Chaetodon oxycephalus
- Chaetodon paucifasciatus
- Chaetodon plebeius
- Chaetodon punctatofasciatus
- Chaetodon rafflesii
- Chaetodon selene
- Chaetodon semeion
- Chaetodon semilarvatus
- Chaetodon speculum
- Chaetodon triangulum
- Chaetodon trifascialis
- Chaetodon trifasciatus
- Chaetodon ulietensis
- Chaetodon unimaculatus
- Chaetodon vagabundus
- Chaetodon xanthocephalus
- Chaetodon zanzibarensis
- Chaetodontoplus duboulayi
- Chaetodontoplus melanosoma
- Chaetodontoplus personifer
- Chalixodytes chameleontoculis
- Chalixodytes tauensis
- Champsocephalus gunnari
- Champsodon atridorsalis
- Champsodon capensis
- Champsodon guentheri
- Champsodon longipinnis
- Champsodon nudivittis
- Champsodon omanensis
- Champsodon pantolepis
- Champsodon sagittus
- Champsodon sechellensis
- Champsodon vorax
- Channichthys normani
- Channichthys panticapaei
- Channichthys rhinoceratus
- Channomuraena vittata
- Chanos chanos
- Chascanopsetta lugubris
- Chascanopsetta prognatha
- Chatrabus melanurus
- Chauliodus pammelas
- Chauliodus sloani
- Chaunacops coloratus
- Chaunacops melanostomus
- Chaunax endeavouri
- Chaunax fimbriatus
- Chaunax penicillatus
- Chaunax pictus
- Chaunax umbrinus
- Cheilinus chlorourus
- Cheilinus fasciatus
- Cheilinus lunulatus
- Cheilinus oxycephalus
- Cheilinus trilobatus
- Cheilinus undulatus
- Cheilio inermis
- Cheilodactylus fasciatus
- Cheilodactylus nigripes
- Cheilodactylus rubrolabiatus
- Cheilodipterus arabicus
- Cheilodipterus artus
- Cheilodipterus isostigmus
- Cheilodipterus lachneri
- Cheilodipterus macrodon
- Cheilodipterus novemstriatus
- Cheilodipterus persicus
- Cheilodipterus pygmaios
- Cheilodipterus quinquelineatus
- Cheilodipterus singapurensis
- Cheilopogon abei
- Cheilopogon atrisignis
- Cheilopogon cyanopterus
- Cheilopogon furcatus
- Cheilopogon hubbsi
- Cheilopogon intermedius
- Cheilopogon katoptron
- Cheilopogon nigricans
- Cheilopogon pinnatibarbatus altipennis
- Cheilopogon spilonotopterus
- Cheilopogon spilopterus
- Cheilopogon suttoni
- Cheiloprion labiatus
- Cheimerius nufar
- Chelidonichthys capensis
- Chelidonichthys kumu
- Chelidonichthys queketti
- Chelmon marginalis
- Chelmon muelleri
- Chelmon rostratus
- Chelmonops curiosus
- Chelmonops truncatus
- Chelonodon laticeps
- Chelonodon patoca
- Chelonodon pleurospilus
- Chiasmodon braueri
- Chiasmodon niger
- Chilomycterus reticulatus
- Chiloscyllium arabicum
- Chiloscyllium burmensis
- Chiloscyllium caeruleopunctatum
- Chiloscyllium griseum
- Chiloscyllium hasseltii
- Chiloscyllium indicum
- Chiloscyllium plagiosum
- Chiloscyllium punctatum
- Chimaera argiloba
- Chionobathyscus dewitti
- Chionodraco hamatus
- Chionodraco myersi
- Chiramenu fluviatilis
- Chirocentrus dorab
- Chirocentrus nudus
- Chirodactylus brachydactylus
- Chirodactylus grandis
- Chirodactylus jessicalenorum
- Chironemus georgianus
- Chlamydoselachus anguineus
- Chlidichthys auratus
- Chlidichthys bibulus
- Chlidichthys cacatuoides
- Chlidichthys inornatus
- Chlidichthys johnvoelckeri
- Chlidichthys pembae
- Chlidichthys randalli
- Chlidichthys rubiceps
- Chlidichthys smithae
- Chlopsis dentatus
- Chlorophthalmus agassizi
- Chlorophthalmus albatrossis
- Chlorophthalmus bicornis
- Chlorophthalmus nigromarginatus
- Chlorophthalmus punctatus
- Chlorurus atrilunula
- Chlorurus capistratoides
- Chlorurus cyanescens
- Chlorurus enneacanthus
- Chlorurus genazonatus
- Chlorurus gibbus
- Chlorurus japanensis
- Chlorurus oedema
- Chlorurus rhakoura
- Chlorurus sordidus
- Chlorurus troschelii
- Choerodon anchorago
- Choerodon cephalotes
- Choerodon cyanodus
- Choerodon gymnogenys
- Choerodon jordani
- Choerodon monostigma
- Choerodon robustus
- Choerodon rubescens
- Choerodon schoenleinii
- Choerodon vitta
- Choerodon zamboangae
- Choeroichthys brachysoma
- Choeroichthys latispinosus
- Choeroichthys sculptus
- Choeroichthys smithi
- Choeroichthys suillus
- Choridactylus lineatus
- Choridactylus multibarbus
- Choridactylus natalensis
- Chorisochismus dentex
- Chrionema chlorotaenia
- Chromis agilis
- Chromis alpha
- Chromis amboinensis
- Chromis analis
- Chromis atripectoralis
- Chromis atripes
- Chromis axillaris
- Chromis caerulea
- Chromis caudalis
- Chromis chrysura
- Chromis cinerascens
- Chromis dasygenys
- Chromis delta
- Chromis dimidiata
- Chromis elerae
- Chromis flavaxilla
- Chromis flavipectoralis
- Chromis fumea
- Chromis klunzingeri
- Chromis lepidolepis
- Chromis leucura
- Chromis lineata
- Chromis margaritifer
- Chromis megalopsis
- Chromis nigroanalis
- Chromis nigrura
- Chromis opercularis
- Chromis pelloura
- Chromis pembae
- Chromis ternatensis
- Chromis trialpha
- Chromis vanderbilti
- Chromis viridis
- Chromis weberi
- Chromis westaustralis
- Chromis woodsi
- Chromis xanthochira
- Chromis xanthopterygia
- Chromis xanthura
- Chromis xutha
- Chrysiptera annulata
- Chrysiptera biocellata
- Chrysiptera brownriggii
- Chrysiptera caeruleolineata
- Chrysiptera cyanea
- Chrysiptera glauca
- Chrysiptera hemicyanea
- Chrysiptera kuiteri
- Chrysiptera rex
- Chrysiptera rollandi
- Chrysiptera sheila
- Chrysiptera talboti
- Chrysiptera unimaculata
- Chrysoblephus anglicus
- Chrysoblephus cristiceps
- Chrysoblephus gibbiceps
- Chrysoblephus laticeps
- Chrysoblephus lophus
- Chrysoblephus puniceus
- Chrysochir aureus
- Cirrhigaleus asper
- Cirrhilabrus adornatus
- Cirrhilabrus blatteus
- Cirrhilabrus cyanopleura
- Cirrhilabrus exquisitus
- Cirrhilabrus naokoae
- Cirrhilabrus randalli
- Cirrhilabrus rubrimarginatus
- Cirrhilabrus rubrisquamis
- Cirrhilabrus rubriventralis
- Cirrhilabrus temminckii
- Cirrhimuraena calamus
- Cirrhimuraena inhacae
- Cirrhimuraena playfairii
- Cirrhimuraena tapeinoptera
- Cirrhitichthys aprinus
- Cirrhitichthys aureus
- Cirrhitichthys bleekeri
- Cirrhitichthys calliurus
- Cirrhitichthys falco
- Cirrhitichthys guichenoti
- Cirrhitichthys oxycephalus
- Cirrhitops fasciatus
- Cirrhitus pinnulatus
- Cirripectes auritus
- Cirripectes castaneus
- Cirripectes filamentosus
- Cirripectes fuscoguttatus
- Cirripectes gilberti
- Cirripectes hutchinsi
- Cirripectes perustus
- Cirripectes polyzona
- Cirripectes quagga
- Cirripectes randalli
- Cirripectes stigmaticus
- Cirripectes variolosus
- Cirrisalarias bunares
- Citharoides macrolepis
- Cleidopus gloriamaris
- Clinus heterodon
- Clinus woodi
- Clupanodon thrissa
- Cnidoglanis macrocephalus
- Coccorella atlantica
- Coccorella atrata
- Cochleoceps bassensis
- Cochleoceps bicolor
- Cochleoceps orientalis
- Cociella crocodilus
- Cociella heemstrai
- Cociella hutchinsi
- Cociella punctata
- Cociella somaliensis
- Cocotropus dermacanthus
- Cocotropus larvatus
- Cocotropus monacanthus
- Cocotropus roseus
- Cocotropus steinitzi
- Coelorinchus acanthiger
- Coelorinchus amirantensis
- Coelorinchus argentatus
- Coelorinchus argus
- Coelorinchus australis
- Coelorinchus braueri
- Coelorinchus charius
- Coelorinchus denticulatus
- Coelorinchus fasciatus
- Coelorinchus flabellispinnis
- Coelorinchus gaesorhynchus
- Coelorinchus innotabilis
- Coelorinchus kaiyomaru
- Coelorinchus karrerae
- Coelorinchus maculatus
- Coelorinchus matamua
- Coelorinchus melanosagmatus
- Coelorinchus mirus
- Coelorinchus parallelus
- Coelorinchus parvifasciatus
- Coelorinchus quadricristatus
- Coelorinchus smithi
- Coelorinchus thurla
- Coelorinchus trachycarus
- Coelorinchus trunovi
- Coilia dussumieri
- Coilia grayii
- Coilia macrognathos
- Coilia neglecta
- Coilia ramcarati
- Coilia reynaldi
- Colletteichthys dussumieri
- Coloconger canina
- Coloconger raniceps
- Coloconger scholesi
- Colurodontis paxmani
- Conger cinereus
- Conger wilsoni
- Congiopodus leucopaecilus
- Congiopodus spinifer
- Congiopodus torvus
- Congresox talabon
- Congresox talabonoides
- Congriscus maldivensis
- Congrogadus spinifer
- Congrogadus subducens
- Conniella apterygia
- Conocara fiolenti
- Conocara microlepis
- Contusus brevicaudus
- Contusus richei
- Cookeolus japonicus
- Coradion altivelis
- Coradion chrysozonus
- Coranthus polyacanthus
- Coris auricularis
- Coris aygula
- Coris batuensis
- Coris caudimacula
- Coris cuvieri
- Coris dorsomacula
- Coris formosa
- Coris gaimard
- Coris latifasciata
- Coris nigrotaenia
- Coris pictoides
- Coris variegata
- Coryogalops adamsoni
- Coryogalops anomolus
- Coryogalops bulejiensis
- Coryogalops monospilus
- Coryogalops ochetica
- Coryogalops sordida
- Coryogalops tessellatus
- Coryogalops william
- Coryphaena equiselis
- Coryphaena hippurus
- Coryphaenoides armatus
- Coryphaenoides asprellus
- Coryphaenoides carapinus
- Coryphaenoides castaneus
- Coryphaenoides ferrieri
- Coryphaenoides filicauda
- Coryphaenoides grahami
- Coryphaenoides hextii
- Coryphaenoides hoskynii
- Coryphaenoides macrolophus
- Coryphaenoides murrayi
- Coryphaenoides nasutus
- Coryphaenoides rudis
- Coryphaenoides serrulatus
- Coryphaenoides striaturus
- Coryphaenoides subserrulatus
- Coryphaenoides woodmasoni
- Corythoichthys amplexus
- Corythoichthys flavofasciatus
- Corythoichthys haematopterus
- Corythoichthys insularis
- Corythoichthys intestinalis
- Corythoichthys nigripectus
- Corythoichthys schultzi
- Cosmocampus banneri
- Cosmocampus darrosanus
- Cosmocampus investigatoris
- Cosmocampus maxweberi
- Cottapistus cottoides
- Cottapistus scorpio
- Crapatalus munroi
- Craterocephalus capreoli
- Craterocephalus mugiloides
- Craterocephalus pauciradiatus
- Creedia haswelli
- Cremnochorites capensis
- Crenidens crenidens
- Crenimugil crenilabis
- Crenimugil heterocheilos
- Creocele cardinalis
- Cristacirrhitus punctatus
- Cristiceps argyropleura
- Cristiceps australis
- Croilia mossambica
- Cromileptes altivelis
- Crossorhombus azureus
- Crossorhombus valderostratus
- Cruriraja andamanica
- Cruriraja parcomaculata
- Cruriraja triangularis
- Cryodraco antarcticus
- Cryodraco pappenheimi
- Cryptocentroides arabicus
- Cryptocentrus caeruleomaculatus
- Cryptocentrus caeruleopunctatus
- Cryptocentrus cryptocentrus
- Cryptocentrus fasciatus
- Cryptocentrus lutheri
- Cryptocentrus octofasciatus
- Cryptocentrus strigilliceps
- Cryptopsaras couesii
- Ctenacis fehlmanni
- Ctenochaetus binotatus
- Ctenochaetus striatus
- Ctenochaetus strigosus
- Ctenogobiops aurocingulus
- Ctenogobiops crocineus
- Ctenogobiops feroculus
- Ctenogobiops maculosus
- Ctenogobiops pomastictus
- Cubiceps baxteri
- Cubiceps caeruleus
- Cubiceps capensis
- Cubiceps kotlyari
- Cubiceps macrolepis
- Cubiceps nanus
- Cubiceps pauciradiatus
- Cubiceps squamiceps
- Cubiceps whiteleggii
- Cybiosarda elegans
- Cyclichthys orbicularis
- Cyclichthys spilostylus
- Cyclothone acclinidens
- Cyclothone alba
- Cyclothone braueri
- Cyclothone kobayashii
- Cyclothone microdon
- Cyclothone obscura
- Cyclothone pallida
- Cyclothone pseudopallida
- Cyema atrum
- Cygnodraco mawsoni
- Cymatoceps nasutus
- Cymbacephalus bosschei
- Cymbacephalus nematophthalmus
- Cymbacephalus staigeri
- Cymolutes lecluse
- Cymolutes praetextatus
- Cymolutes torquatus
- Cynoglossus abbreviatus
- Cynoglossus acaudatus
- Cynoglossus acutirostris
- Cynoglossus arel
- Cynoglossus attenuatus
- Cynoglossus bilineatus
- Cynoglossus broadhursti
- Cynoglossus capensis
- Cynoglossus carpenteri
- Cynoglossus cynoglossus
- Cynoglossus dispar
- Cynoglossus dollfusi
- Cynoglossus dubius
- Cynoglossus durbanensis
- Cynoglossus gilchristi
- Cynoglossus kopsii
- Cynoglossus lachneri
- Cynoglossus lida
- Cynoglossus lingua
- Cynoglossus macrophthalmus
- Cynoglossus macrostomus
- Cynoglossus maculipinnis
- Cynoglossus marleyi
- Cynoglossus monopus
- Cynoglossus pottii
- Cynoglossus puncticeps
- Cynoglossus sealarki
- Cynoglossus semifasciatus
- Cynoglossus suyeni
- Cynoglossus zanzibarensis
- Cynomacrurus piriei
- Cyprinocirrhites polyactis
- Cypselurus angusticeps
- Cypselurus hexazona
- Cypselurus naresii
- Cypselurus oligolepis
- Cypselurus opisthopus
- Cypselurus poecilopterus
- Cyttopsis cypho
- Cyttopsis rosea
- Cyttus australis
- Cyttus traversi

## D
- Dacodraco hunteri
- Dactylophora nigricans
- Dactyloptena gilberti
- Dactyloptena macracantha
- Dactyloptena orientalis
- Dactyloptena papilio
- Dactyloptena peterseni
- Dactyloptena tiltoni
- Dactylopus dactylopus
- Dalatias licha
- Danacetichthys galathenus
- Dannevigia tusca
- Dascyllus aruanus
- Dascyllus carneus
- Dascyllus marginatus
- Dascyllus reticulatus
- Dascyllus trimaculatus
- Dasyatis bennetti
- Dasyatis brevicaudata
- Dasyatis chrysonota
- Dasyatis microps
- Dasyatis pastinaca
- Dasyatis thetidis
- Dasyatis zugei
- Daysciaena albida
- Deania calcea
- Deania profundorum
- Deania quadrispinosum
- Decapterus kurroides
- Decapterus lajang
- Decapterus macarellus
- Decapterus macrosoma
- Decapterus maruadsi
- Decapterus russelli
- Decapterus tabl
- Decodon grandisquamis
- Dendrochirus biocellatus
- Dendrochirus brachypterus
- Dendrochirus zebra
- Dendrophysa russelii
- Dermatolepis striolata
- Dermatopsis macrodon
- Dermogenys brachynotopterus
- Diademichthys lineatus
- Diagramma labiosum
- Diagramma melanacrum
- Diagramma pictum
- Diaphus aliciae
- Diaphus anderseni
- Diaphus antonbruuni
- Diaphus arabicus
- Diaphus basileusi
- Diaphus brachycephalus
- Diaphus chrysorhynchus
- Diaphus coeruleus
- Diaphus danae
- Diaphus diadematus
- Diaphus drachmanni
- Diaphus effulgens
- Diaphus fragilis
- Diaphus fulgens
- Diaphus garmani
- Diaphus holti
- Diaphus hudsoni
- Diaphus jenseni
- Diaphus knappi
- Diaphus lobatus
- Diaphus lucidus
- Diaphus luetkeni
- Diaphus malayanus
- Diaphus meadi
- Diaphus metopoclampus
- Diaphus mollis
- Diaphus nielseni
- Diaphus ostenfeldi
- Diaphus parri
- Diaphus perspicillatus
- Diaphus phillipsi
- Diaphus problematicus
- Diaphus regani
- Diaphus richardsoni
- Diaphus signatus
- Diaphus splendidus
- Diaphus suborbitalis
- Diaphus thiollierei
- Diaphus watasei
- Diastobranchus capensis
- Dichistius capensis
- Dichistius multifasciatus
- Dicotylichthys punctulatus
- Dicrolene hubrechti
- Dicrolene longimana
- Dicrolene mesogramma
- Dicrolene multifilis
- Dicrolene nigricaudis
- Dicrolene quinquarius
- Dicrolene vaillanti
- Dinematichthys iluocoeteoides
- Dinolestes lewini
- Dinoperca petersi
- Diodon holocanthus
- Diodon hystrix
- Diodon liturosus
- Diodon nicthemerus
- Diogenichthys atlanticus
- Diogenichthys panurgus
- Diplacanthopoma alcockii
- Diplacanthopoma brunnea
- Diplacanthopoma nigripinnis
- Diplacanthopoma raniceps
- Diplacanthopoma riversandersoni
- Diplecogaster megalops
- Diploconger polystigmatus
- Diplodus capensis
- Diplodus cervinus hottentotus
- Diplodus cervinus omanensis
- Diplodus noct
- Diplodus sargus kotschyi
- Diplodus sargus sargus
- Diplogrammus gruveli
- Diplogrammus infulatus
- Diplogrammus pygmaeus
- Diplogrammus randalli
- Diplophos australis
- Diplophos rebainsi
- Diplophos taenia
- Diploprion bifasciatum
- Diploprion drachi
- Diplospinus multistriatus
- Dipterygonotus balteatus
- Dipturus campbelli
- Dipturus cerva
- Dipturus crosnieri
- Dipturus gudgeri
- Dipturus johannisdavisi
- Dipturus lanceorostratus
- Dipturus lemprieri
- Dipturus springeri
- Dipturus stenorhynchus
- Dipturus whitleyi
- Dipulus caecus
- Dipulus multiradiatus
- Diretmichthys parini
- Diretmoides veriginae
- Diretmus argenteus
- Dischistodus chrysopoecilus
- Dischistodus perspicillatus
- Dischistodus prosopotaenia
- Discordipinna griessingeri
- Discotrema crinophilum
- Dissostichus eleginoides
- Dissostichus mawsoni
- Ditropichthys storeri
- Doederleinia berycoides
- Dolicholagus longirostris
- Dolloidraco longedorsalis
- Doryrhamphus aurolineatus
- Doryrhamphus baldwini
- Doryrhamphus bicarinatus
- Doryrhamphus dactyliophorus
- Doryrhamphus excisus excisus
- Doryrhamphus janssi
- Doryrhamphus multiannulatus
- Doryrhamphus negrosensis negrosensis
- Dotalabrus alleni
- Dotalabrus aurantiacus
- Draconetta xenica
- Draculo celetus
- Drepane longimana
- Drepane punctata
- Drombus key
- Drombus simulus
- Drombus triangularis
- Dunckerocampus boylei
- Dussumieria acuta
- Dussumieria elopsoides
- Dysalotus alcocki
- Dysomma anguillare
- Dysomma fuscoventralis
- Dysomma goslinei

## E
- Echelus uropterus
- Echeneis naucrates
- Echidna delicatula
- Echidna leucotaenia
- Echidna nebulosa
- Echidna polyzona
- Echidna rhodochilus
- Echidna unicolor
- Echinogobius hayashii
- Echinophryne crassispina
- Echinophryne mitchellii
- Echinophryne reynoldsi
- Echinorhinus brucus
- Echinorhinus cookei
- Echiodon coheni
- Echiostoma barbatum
- Ecsenius alleni
- Ecsenius aroni
- Ecsenius bicolor
- Ecsenius dentex
- Ecsenius frontalis
- Ecsenius gravieri
- Ecsenius lineatus
- Ecsenius lubbocki
- Ecsenius midas
- Ecsenius minutus
- Ecsenius nalolo
- Ecsenius oculatus
- Ecsenius oculus
- Ecsenius paroculus
- Ecsenius pulcher
- Ecsenius yaeyamaensis
- Ectreposebastes imus
- Edentoliparis terraenovae
- Eeyorius hutchinsi
- Ego zebra
- Einara edentula
- Einara macrolepis
- Elagatis bipinnulata
- Elates ransonnettii
- Electrona antarctica
- Electrona carlsbergi
- Electrona paucirastra
- Electrona risso
- Electrona subaspera
- Eleotris fusca
- Eleotris lutea
- Eleutherochir opercularis
- Eleutheronema tetradactylum
- Elops hawaiensis
- Elops machnata
- Emmelichthys nitidus nitidus
- Encheliophis gracilis
- Encheliophis homei
- Encheliophis vermicularis
- Encheliophis vermiops
- Enchelybrotula paucidens
- Enchelycore bayeri
- Enchelycore nycturanus
- Enchelycore pardalis
- Enchelycore schismatorhynchus
- Enchelynassa canina
- Enchelyurus kraussii
- Encrasicholina devisi
- Encrasicholina heteroloba
- Encrasicholina punctifer
- Engraulis australis
- Engraulis encrasicolus
- Engraulis japonicus
- Engyprosopon bleekeri
- Engyprosopon filimanus
- Engyprosopon grandisquama
- Engyprosopon hensleyi
- Engyprosopon hureaui
- Engyprosopon latifrons
- Engyprosopon macrolepis
- Engyprosopon maldivensis
- Engyprosopon mogkii
- Engyprosopon natalensis
- Engyprosopon obliquioculatum
- Engyprosopon osculus
- Engyprosopon sechellensis
- Engyprosopon xystrias
- Enigmacanthus filamentosus
- Enigmapercis reducta
- Enneapterygius abeli
- Enneapterygius altipinnis
- Enneapterygius atrogulare
- Enneapterygius bichrous
- Enneapterygius clarkae
- Enneapterygius destai
- Enneapterygius elegans
- Enneapterygius fasciatus
- Enneapterygius flavoccipitis
- Enneapterygius gracilis
- Enneapterygius hollemani
- Enneapterygius larsonae
- Enneapterygius melanospilus
- Enneapterygius minutus
- Enneapterygius nanus
- Enneapterygius nasimae
- Enneapterygius obscurus
- Enneapterygius philippinus
- Enneapterygius pusillus
- Enneapterygius tutuilae
- Enneapterygius ventermaculus
- Enneapterygius ziegleri
- Enoplosus armatus
- Entomacrodus caudofasciatus
- Entomacrodus epalzeocheilos
- Entomacrodus niuafoouensis
- Entomacrodus striatus
- Entomacrodus thalassinus thalassinus
- Entomacrodus vermiculatus
- Eocallionymus papilio
- Epetriodus freddyi
- Ephippus orbis
- Epibulus insidiator
- Epigonus angustifrons
- Epigonus denticulatus
- Epigonus elongatus
- Epigonus lenimen
- Epigonus macrops
- Epigonus marimonticolus
- Epigonus robustus
- Epigonus telescopus
- Epigonus waltersensis
- Epinephelides armatus
- Epinephelus albomarginatus
- Epinephelus amblycephalus
- Epinephelus andersoni
- Epinephelus areolatus
- Epinephelus bilobatus
- Epinephelus bleekeri
- Epinephelus chabaudi
- Epinephelus chlorostigma
- Epinephelus coeruleopunctatus
- Epinephelus coioides
- Epinephelus corallicola
- Epinephelus daemelii
- Epinephelus darwinensis
- Epinephelus diacanthus
- Epinephelus epistictus
- Epinephelus erythrurus
- Epinephelus fasciatus
- Epinephelus faveatus
- Epinephelus flavocaeruleus
- Epinephelus fuscoguttatus
- Epinephelus gabriellae
- Epinephelus heniochus
- Epinephelus hexagonatus
- Epinephelus indistinctus
- Epinephelus lanceolatus
- Epinephelus latifasciatus
- Epinephelus lebretonianus
- Epinephelus longispinis
- Epinephelus macrospilos
- Epinephelus maculatus
- Epinephelus magniscuttis
- Epinephelus malabaricus
- Epinephelus marginatus
- Epinephelus melanostigma
- Epinephelus merra
- Epinephelus miliaris
- Epinephelus morrhua
- Epinephelus multinotatus
- Epinephelus octofasciatus
- Epinephelus ongus
- Epinephelus poecilonotus
- Epinephelus polylepis
- Epinephelus polyphekadion
- Epinephelus posteli
- Epinephelus quoyanus
- Epinephelus radiatus
- Epinephelus retouti
- Epinephelus rivulatus
- Epinephelus septemfasciatus
- Epinephelus sexfasciatus
- Epinephelus spilotoceps
- Epinephelus stictus
- Epinephelus stoliczkae
- Epinephelus summana
- Epinephelus tauvina
- Epinephelus timorensis
- Epinephelus trophis
- Epinephelus tukula
- Epinephelus undulatostriatus
- Epinephelus undulosus
- Epinnula magistralis
- Eptatretus hexatrema
- Eptatretus indrambaryai
- Eptatretus longipinnis
- Equulites elongatus
- Equulites klunzingeri
- Equulites leuciscus
- Equulites moretoniensis
- Equulites stercorarius
- Eretmichthys pinnatus
- Eridacnis radcliffei
- Eridacnis sinuans
- Erisphex aniarus
- Erisphex philippinus
- Erosa daruma
- Erosa erosa
- Erythrocles acarina
- Erythrocles schlegelii
- Escualosa thoracata
- Etelis carbunculus
- Etelis coruscans
- Etelis radiosus
- Etmopterus bigelowi
- Etmopterus brachyurus
- Etmopterus compagnoi
- Etmopterus gracilispinis
- Etmopterus granulosus
- Etmopterus lucifer
- Etmopterus molleri
- Etmopterus pusillus
- Etmopterus sentosus
- Etrumeus teres
- Etrumeus whiteheadi
- Eubalichthys bucephalus
- Eubalichthys caeruleoguttatus
- Eubalichthys gunnii
- Eubalichthys mosaicus
- Eubalichthys quadrispinus
- Eubleekeria rapsoni
- Eubleekeria splendens
- Euclichthys polynemus
- Eucrossorhinus dasypogon
- Eugnathogobius oligactis
- Euleptorhamphus viridis
- Eumecichthys fiski
- Eumegistus illustris
- Eupetrichthys angustipes
- Eupleurogrammus glossodon
- Eupleurogrammus muticus
- Euprotomicrus bispinatus
- Euristhmus lepturus
- Euristhmus microceps
- Euristhmus nudiceps
- Eurycephalus arenicola
- Eurycephalus carbunculus
- Eurypegasus draconis
- Eurypharynx pelecanoides
- Eurypleuron owasianum
- Eusphyra blochii
- Eustomias achirus
- Eustomias bifilis
- Eustomias braueri
- Eustomias bulbornatus
- Eustomias dendriticus
- Eustomias enbarbatus
- Eustomias fissibarbis
- Eustomias lipochirus
- Eustomias macronema
- Eustomias macrurus
- Eustomias melanostigma
- Eustomias monoclonus
- Eustomias multifilis
- Eustomias paxtoni
- Eustomias schmidti
- Eustomias simplex
- Eustomias trewavasae
- Eutaeniophorus festivus
- Euthynnus affinis
- Evermannella balbo
- Evermannella indica
- Eviota afelei
- Eviota albolineata
- Eviota distigma
- Eviota epiphanes
- Eviota guttata
- Eviota herrei
- Eviota infulata
- Eviota lachdeberei
- Eviota latifasciata
- Eviota melasma
- Eviota mikiae
- Eviota nebulosa
- Eviota nigripinna
- Eviota nigriventris
- Eviota pardalota
- Eviota pellucida
- Eviota prasina
- Eviota prasites
- Eviota punctulata
- Eviota queenslandica
- Eviota sebreei
- Eviota sigillata
- Eviota zebrina
- Evoxymetopon poeyi
- Evynnis tumifrons
- Exallias brevis
- Exocoetus monocirrhus
- Exocoetus volitans
- Exyrias belissimus
- Exyrias puntang

## F
- Facciolella saurencheloides
- Favonigobius lateralis
- Favonigobius melanobranchus
- Favonigobius reichei
- Feia nympha
- Fenestraja maceachrani
- Fenestraja mamillidens
- Feroxodon multistriatus
- Festucalex erythraeus
- Festucalex scalaris
- Figaro boardmani
- Filicampus tigris
- Filimanus heptadactyla
- Filimanus hexanema
- Filimanus perplexa
- Filimanus similis
- Filimanus xanthonema
- Fistularia commersonii
- Fistularia petimba
- Flagellostomias boureei
- Florenciella lugubris
- Foa brachygramma
- Foa fo
- Foetorepus calauropomus
- Foetorepus phasis
- Forcipiger flavissimus
- Forcipiger longirostris
- Forsterygion varium
- Fowleria aurita
- Fowleria marmorata
- Fowleria punctulata
- Fowleria vaiulae
- Fowleria variegata
- Frontilabrus caeruleus
- Furgaleus macki
- Fusigobius duospilus
- Fusigobius inframaculatus
- Fusigobius longispinus
- Fusigobius neophytus

## G
- Gadella dancoheni
- Gadella edelmanni
- Gadella macrura
- Gadella norops
- Gadomus capensis
- Gadomus multifilis
- Gaidropsarus insularum
- Gaidropsarus novaezealandiae
- Galaxias maculatus
- Galaxias truttaceus
- Galeichthys feliceps
- Galeocerdo cuvier
- Galeorhinus galeus
- Galeus gracilis
- Gargariscus prionocephalus
- Gasterochisma melampus
- Gavialiceps arabicus
- Gavialiceps bertelseni
- Gavialiceps taeniola
- Gazza dentex
- Gazza minuta
- Gempylus serpens
- Genicanthus bellus
- Genicanthus caudovittatus
- Genicanthus lamarck
- Genypterus blacodes
- Genypterus tigerinus
- Geotria australis
- Gephyroberyx darwinii
- Gerlachea australis
- Gerres argyreus
- Gerres erythrourus
- Gerres filamentosus
- Gerres kapas
- Gerres limbatus
- Gerres longirostris
- Gerres macracanthus
- Gerres methueni
- Gerres oblongus
- Gerres oyena
- Gerres setifer
- Gibberichthys latifrons
- Gigantactis gargantua
- Gigantactis meadi
- Gigantura chuni
- Gigantura indica
- Girella tricuspidata
- Girella zebra
- Gladiogobius ensifer
- Glaucosoma buergeri
- Glaucosoma hebraicum
- Glaucosoma magnificum
- Glaucostegus granulatus
- Glaucostegus halavi
- Glaucostegus typus
- Glossanodon australis
- Glossanodon elongatus
- Glossanodon melanomanus
- Glossanodon mildredae
- Glossanodon pseudolineatus
- Glossanodon struhsakeri
- Glossogobius giuris
- Glossogobius kokius
- Glossogobius mas
- Glyphis gangeticus
- Glyphis siamensis
- Glyptauchen panduratus
- Glyptoparus delicatulus
- Glyptophidium argenteum
- Glyptophidium japonicum
- Glyptophidium longipes
- Glyptophidium lucidum
- Glyptophidium oceanium
- Gnathagnus cribratus
- Gnathanacanthus goetzeei
- Gnathanodon speciosus
- Gnathodentex aureolineatus
- Gnatholepis anjerensis
- Gnatholepis cauerensis cauerensis
- Gnathophis habenatus
- Gnathophis longicauda
- Gobiodon albofasciatus
- Gobiodon citrinus
- Gobiodon okinawae
- Gobiodon quinquestrigatus
- Gobiodon reticulatus
- Gobiodon rivulatus
- Gobionotothen acuta
- Gobionotothen gibberifrons
- Gobionotothen marionensis
- Gobiopsis canalis
- Gobiopsis macrostoma
- Gobiopsis pinto
- Gomphosus caeruleus
- Gomphosus varius
- Gonichthys barnesi
- Goniistius fuscus
- Goniistius gibbosus
- Goniistius spectabilis
- Gonorynchus gonorynchus
- Gonorynchus greyi
- Gonostoma atlanticum
- Gonostoma denudatum
- Gonostoma elongatum
- Gorgasia klausewitzi
- Gorgasia maculata
- Gorgasia preclara
- Gorgasia sillneri
- Gracila albomarginata
- Grahamina gymnota
- Grammatobothus pennatus
- Grammatobothus polyophthalmus
- Grammatorcynus bicarinatus
- Grammatorcynus bilineatus
- Grammicolepis brachiusculus
- Grammistes sexlineatus
- Grammistops ocellatus
- Grammonus robustus
- Grammoplites scaber
- Grammoplites suppositus
- Gunnellichthys curiosus
- Gunnellichthys monostigma
- Gunnellichthys pleurotaenia
- Gunnellichthys viridescens
- Guttigadus globiceps
- Guttigadus kongi
- Guttigadus latifrons
- Gvozdarus svetovidovi
- Gymnammodytes capensis
- Gymnapistes marmoratus
- Gymnapogon africanus
- Gymnocaesio gymnoptera
- Gymnocranius elongatus
- Gymnocranius euanus
- Gymnocranius grandoculis
- Gymnocranius griseus
- Gymnocranius microdon
- Gymnocrotaphus curvidens
- Gymnodraco acuticeps
- Gymnomuraena zebra
- Gymnosarda unicolor
- Gymnoscopelus bolini
- Gymnoscopelus braueri
- Gymnoscopelus fraseri
- Gymnoscopelus hintonoides
- Gymnoscopelus nicholsi
- Gymnoscopelus opisthopterus
- Gymnoscopelus piabilis
- Gymnothorax angusticauda
- Gymnothorax berndti
- Gymnothorax breedeni
- Gymnothorax buroensis
- Gymnothorax chilospilus
- Gymnothorax cribroris
- Gymnothorax elegans
- Gymnothorax enigmaticus
- Gymnothorax eurostus
- Gymnothorax favagineus
- Gymnothorax fimbriatus
- Gymnothorax flavimarginatus
- Gymnothorax flavoculus
- Gymnothorax fuscomaculatus
- Gymnothorax gracilicauda
- Gymnothorax griseus
- Gymnothorax hansi
- Gymnothorax hepaticus
- Gymnothorax herrei
- Gymnothorax javanicus
- Gymnothorax johnsoni
- Gymnothorax margaritophorus
- Gymnothorax mccoskeri
- Gymnothorax megaspilus
- Gymnothorax melatremus
- Gymnothorax meleagris
- Gymnothorax minor
- Gymnothorax moluccensis
- Gymnothorax monochrous
- Gymnothorax monostigma
- Gymnothorax nudivomer
- Gymnothorax phasmatodes
- Gymnothorax pictus
- Gymnothorax pikei
- Gymnothorax pindae
- Gymnothorax polyuranodon
- Gymnothorax prasinus
- Gymnothorax punctatofasciatus
- Gymnothorax punctatus
- Gymnothorax randalli
- Gymnothorax reticularis
- Gymnothorax richardsonii
- Gymnothorax robinsi
- Gymnothorax rueppellii
- Gymnothorax sokotrensis
- Gymnothorax thyrsoideus
- Gymnothorax tile
- Gymnothorax undulatus
- Gymnothorax woodwardi
- Gymnothorax zonipectis
- Gymnura australis
- Gymnura natalensis
- Gymnura poecilura
- Gyrinomimus bruuni

## H
- Halaelurus boesemani
- Halaelurus buergeri
- Halaelurus clevai
- Halaelurus hispidus
- Halaelurus lineatus
- Halaelurus lutarius
- Halaelurus quagga
- Halaelurus sellus
- Halargyreus johnsonii
- Haletta semifasciata
- Halicampus boothae
- Halicampus dunckeri
- Halicampus grayi
- Halicampus macrorhynchus
- Halicampus mataafae
- Halicampus nitidus
- Halicampus spinirostris
- Halicampus zavorensis
- Halichoeres argus
- Halichoeres bicolor
- Halichoeres biocellatus
- Halichoeres brownfieldi
- Halichoeres chloropterus
- Halichoeres chrysus
- Halichoeres cosmetus
- Halichoeres hortulanus
- Halichoeres iridis
- Halichoeres kallochroma
- Halichoeres lapillus
- Halichoeres leptotaenia
- Halichoeres leucoxanthus
- Halichoeres margaritaceus
- Halichoeres marginatus
- Halichoeres melanochir
- Halichoeres melanurus
- Halichoeres melasmapomus
- Halichoeres nebulosus
- Halichoeres ornatissimus
- Halichoeres pelicieri
- Halichoeres scapularis
- Halichoeres signifer
- Halichoeres stigmaticus
- Halichoeres timorensis
- Halichoeres trimaculatus
- Halichoeres trispilus
- Halichoeres vrolikii
- Halichoeres zeylonicus
- Halicmetus ruber
- Halidesmus coccus
- Halidesmus polytretus
- Halidesmus thomaseni
- Halieutaea brevicauda
- Halieutaea coccinea
- Halieutaea fitzsimonsi
- Halieutaea fumosa
- Halieutaea hancocki
- Halieutaea indica
- Halieutaea stellata
- Halieutopsis bathyoreos
- Halieutopsis micropa
- Haliichthys taeniophorus
- Halimochirurgus alcocki
- Halimochirurgus centriscoides
- Halimuraena hexagonata
- Halimuraena lepopareia
- Halimuraena shakai
- Halimuraenoides isostigma
- Haliophis diademus
- Haliophis guttatus
- Halophryne diemensis
- Halophryne ocellatus
- Halosauropsis macrochir
- Halosaurus carinicauda
- Halosaurus parvipennis
- Halosaurus pectoralis
- Hapalogenys merguiensis
- Haploblepharus edwardsii
- Haploblepharus fuscus
- Haplomacrourus nudirostris
- Haplophryne mollis
- Harpadon erythraeus
- Harpadon microchir
- Harpadon nehereus
- Harpadon translucens
- Harpagifer bispinis
- Harpagifer georgianus
- Harpagifer kerguelensis
- Harpagifer spinosus
- Harriotta haeckeli
- Harriotta raleighana
- Hazeus maculipinna
- Helcogramma alkamr
- Helcogramma billi
- Helcogramma chica
- Helcogramma decurrens
- Helcogramma ellioti
- Helcogramma ememes
- Helcogramma fuscopinna
- Helcogramma larvata
- Helcogramma maldivensis
- Helcogramma microstigma
- Helcogramma obtusirostre
- Helcogramma rharhabe
- Helcogramma rhinoceros
- Helcogramma rosea
- Helcogramma serendip
- Helcogramma springeri
- Helcogramma steinitzi
- Helcogramma striatum
- Helicolenus alporti
- Helicolenus dactylopterus dactylopterus
- Helicolenus percoides
- Hemiarius sona
- Hemigaleus microstoma
- Hemiglyphidodon plagiometopon
- Hemigobius hoevenii
- Hemigymnus fasciatus
- Hemigymnus melapterus
- Hemipristis elongata
- Hemiramphus archipelagicus
- Hemiramphus far
- Hemiramphus lutkei
- Hemiramphus marginatus
- Hemiramphus robustus
- Hemiscyllium ocellatum
- Hemiscyllium trispeculare
- Hemitaurichthys polylepis
- Hemitaurichthys zoster
- Hemitriakis falcata
- Heniochus acuminatus
- Heniochus chrysostomus
- Heniochus diphreutes
- Heniochus intermedius
- Heniochus monoceros
- Heniochus pleurotaenia
- Heniochus singularius
- Heniochus varius
- Hephthocara simum
- Heptranchias perlo
- Heraldia nocturna
- Herklotsichthys blackburni
- Herklotsichthys collettei
- Herklotsichthys koningsbergeri
- Herklotsichthys lippa
- Herklotsichthys lossei
- Herklotsichthys punctatus
- Herklotsichthys quadrimaculatus
- Herklotsichthys spilurus
- Herwigia kreffti
- Hetereleotris apora
- Hetereleotris bipunctata
- Hetereleotris caminata
- Hetereleotris diademata
- Hetereleotris kenyae
- Hetereleotris margaretae
- Hetereleotris tentaculata
- Hetereleotris vinsoni
- Hetereleotris vulgaris
- Hetereleotris zanzibarensis
- Hetereleotris zonata
- Heteroclinus adelaidae
- Heteroclinus eckloniae
- Heteroclinus heptaeolus
- Heteroclinus johnstoni
- Heteroclinus kuiteri
- Heteroclinus macrophthalmus
- Heteroclinus marmoratus
- Heteroclinus nasutus
- Heteroclinus perspicillatus
- Heteroclinus tristis
- Heteroclinus wilsoni
- Heteroconger balteatus
- Heteroconger hassi
- Heteroconger obscurus
- Heterodontus portusjacksoni
- Heterodontus ramalheira
- Heterodontus zebra
- Heteromycteris capensis
- Heteromycteris oculus
- Heteronarce bentuviai
- Heteronarce garmani
- Heteronarce mollis
- Heteronarce prabhui
- Heterophotus ophistoma
- Heteropriacanthus cruentatus
- Heteroscymnoides marleyi
- Hexanchus griseus
- Hexanchus nakamurai
- Hexanematichthys sagor
- Hexatrygon bickelli
- Hilsa kelee
- Himantolophus appelii
- Himantolophus groenlandicus
- Himantura alcockii
- Himantura bleekeri
- Himantura draco
- Himantura fai
- Himantura gerrardi
- Himantura granulata
- Himantura imbricata
- Himantura jenkinsii
- Himantura marginata
- Himantura toshi
- Himantura uarnak
- Himantura undulata
- Hintonia candens
- Hippichthys cyanospilos
- Hippichthys penicillus
- Hippichthys spicifer
- Hippocampus abdominalis
- Hippocampus angustus
- Hippocampus borboniensis
- Hippocampus breviceps
- Hippocampus camelopardalis
- Hippocampus fuscus
- Hippocampus histrix
- Hippocampus jayakari
- Hippocampus kelloggi
- Hippocampus kuda
- Hippocampus lichtensteinii
- Hippocampus minotaur
- Hippocampus spinosissimus
- Hippocampus subelongatus
- Hippocampus trimaculatus
- Hippocampus whitei
- Hipposcarus harid
- Hipposcarus longiceps
- Hirculops cornifer
- Hirundichthys coromandelensis
- Hirundichthys oxycephalus
- Hirundichthys rondeletii
- Hirundichthys speculiger
- Hispidoberyx ambagiosus
- Histiobranchus bathybius
- Histiobranchus bruuni
- Histiodraco velifer
- Histiogamphelus briggsii
- Histiogamphelus cristatus
- Histiophryne bougainvilli
- Histiophryne cryptacanthus
- Histiopterus typus
- Histrio histrio
- Holapogon maximus
- Holcomycteronus aequatoris
- Holcomycteronus profundissimus
- Holcomycteronus pterotus
- Hologymnosus annulatus
- Hologymnosus doliatus
- Hologymnosus rhodonotus
- Holohalaelurus punctatus
- Holohalaelurus regani
- Holtbyrnia conocephala
- Holtbyrnia laticauda
- Homostolus acer
- Hoplichthys acanthopleurus
- Hoplichthys citrinus
- Hoplichthys filamentosus
- Hoplichthys gilberti
- Hoplichthys haswelli
- Hoplichthys regani
- Hoplobrotula armata
- Hoplobrotula gnathopus
- Hoplolatilus cuniculus
- Hoplolatilus fronticinctus
- Hoplolatilus geo
- Hoplolatilus oreni
- Hoplolatilus starcki
- Hoplostethus abramovi
- Hoplostethus atlanticus
- Hoplostethus cadenati
- Hoplostethus confinis
- Hoplostethus druzhinini
- Hoplostethus gigas
- Hoplostethus intermedius
- Hoplostethus latus
- Hoplostethus marisrubri
- Hoplostethus mediterraneus mediterraneus
- Hoplostethus mediterraneus trunovi
- Hoplostethus melanopterus
- Hoplostethus melanopus
- Hoplostethus mikhailini
- Hoplostethus rifti
- Hoplostethus rubellopterus
- Hoplostethus shubnikovi
- Hoplostethus tenebricus
- Howella sherborni
- Hydrolagus africanus
- Hydrolagus lemures
- Hydrolagus ogilbyi
- Hygophum hanseni
- Hygophum hygomii
- Hygophum macrochir
- Hygophum proximum
- Hygophum reinhardtii
- Hymenocephalus gracilis
- Hymenocephalus heterolepis
- Hymenocephalus italicus
- Hymenocephalus longibarbis
- Hymenocephalus longiceps
- Hyperlophus vittatus
- Hyperoglyphe antarctica
- Hypnos monopterygius
- Hypoatherina barnesi
- Hypoatherina temminckii
- Hypoatherina valenciennei
- Hypogaleus hyugaensis
- Hypoplectrodes nigroruber
- Hypoplectrodes wilsoni
- Hypopleuron caninum
- Hypopterus macropterus
- Hyporhamphus affinis
- Hyporhamphus balinensis
- Hyporhamphus capensis
- Hyporhamphus dussumieri
- Hyporhamphus erythrorinchus
- Hyporhamphus gamberur
- Hyporhamphus improvisus
- Hyporhamphus limbatus
- Hyporhamphus melanochir
- Hyporhamphus neglectissimus
- Hyporhamphus neglectus
- Hyporhamphus quoyi
- Hyporhamphus sindensis
- Hyporhamphus unicuspis
- Hyporhamphus unifasciatus
- Hyporhamphus xanthopterus
- Hypseleotris leuciscus
- Hypselognathus horridus
- Hypselognathus rostratus

## I
- Iago garricki
- Iago omanensis
- Ichthyapus acuticeps
- Ichthyapus omanensis
- Ichthyapus vulturis
- Ichthyocampus carce
- Ichthyococcus australis
- Ichthyococcus ovatus
- Ichthyococcus parini
- Ichthyscopus barbatus
- Ichthyscopus fasciatus
- Ichthyscopus insperatus
- Ichthyscopus spinosus
- Icichthys australis
- Idiacanthus atlanticus
- Idiacanthus fasciola
- Idiolophorhynchus andriashevi
- Idiolychnus urolampus
- Idiotropiscis larsonae
- Ilisha compressa
- Ilisha elongata
- Ilisha filigera
- Ilisha kampeni
- Ilisha megaloptera
- Ilisha melastoma
- Ilisha obfuscata
- Ilisha sirishai
- Ilisha striatula
- Ilyophis brunneus
- Incara multisquamatus
- Inegocia harrisii
- Inegocia japonica
- Iniistius aneitensis
- Iniistius pavo
- Inimicus caledonicus
- Inimicus didactylus
- Inimicus filamentosus
- Inimicus sinensis
- Ipnops agassizii
- Ipnops murrayi
- Iracundus signifer
- Irolita waitii
- Isistius brasiliensis
- Iso natalensis
- Iso rhothophilus
- Istiblennius bellus
- Istiblennius dussumieri
- Istiblennius edentulus
- Istiblennius flaviumbrinus
- Istiblennius lineatus
- Istiblennius meleagris
- Istiblennius pox
- Istiblennius rivulatus
- Istiblennius spilotus
- Istiblennius steindachneri
- Istiblennius unicolor
- Istigobius decoratus
- Istigobius goldmanni
- Istigobius nigroocellatus
- Istigobius ornatus
- Istigobius perspicillatus
- Istigobius spence
- Istiompax indica
- Istiophorus platypterus
- Isurus oxyrinchus
- Isurus paucus

## J
- Javichthys kailolae
- Jaydia queketti
- Johnius amblycephalus
- Johnius belangerii
- Johnius borneensis
- Johnius cantori
- Johnius carouna
- Johnius carutta
- Johnius coitor
- Johnius dorsalis
- Johnius dussumieri
- Johnius elongatus
- Johnius fuscolineatus
- Johnius glaucus
- Johnius heterolepis
- Johnius hypostoma
- Johnius laevis
- Johnius latifrons
- Johnius macropterus
- Johnius macrorhynus
- Johnius mannarensis
- Johnius plagiostoma
- Johnius trachycephalus
- Johnius weberi

## K
- Kali macrodon
- Kali normani
- Kamoharaia megastoma
- Kathala axillaris
- Kathetostoma canaster
- Kathetostoma laeve
- Kathetostoma nigrofasciatum
- Katsuwonus pelamis
- Kaupichthys atronasus
- Kaupichthys brachychirus
- Kaupichthys diodontus
- Kaupichthys hyoproroides
- Kaupus costatus
- Kelloggella cardinalis
- Kelloggella quindecimfasciata
- Kentrocapros rosapinto
- Kestratherina brevirostris
- Kestratherina esox
- Kimblaeus bassensis
- Kraemeria nuda
- Kraemeria samoensis
- Kraemericus smithi
- Krefftichthys anderssoni
- Kuhlia mugil
- Kuhlia rupestris
- Kuiterichthys furcipilis
- Kumococius rodericensis
- Kuronezumia bubonis
- Kyphosus bigibbus
- Kyphosus cinerascens
- Kyphosus cornelii
- Kyphosus vaigiensis

## L
- Labichthys carinatus
- Labracinus lineatus
- Labrichthys unilineatus
- Labroides bicolor
- Labroides dimidiatus
- Labroides pectoralis
- Labropsis xanthonota
- Lachneratus phasmaticus
- Lactarius lactarius
- Lactoria cornuta
- Lactoria diaphana
- Lactoria fornasini
- Laemonema macronema
- Laeops guentheri
- Laeops kitaharae
- Laeops natalensis
- Laeops nigromaculatus
- Laeops parviceps
- Laeops pectoralis
- Lagocephalus gloveri
- Lagocephalus guentheri
- Lagocephalus inermis
- Lagocephalus lagocephalus lagocephalus
- Lagocephalus lunaris
- Lagocephalus sceleratus
- Lagocephalus spadiceus
- Lagocephalus suezensis
- Laiphognathus multimaculatus
- Lalmohania velutina
- Lamiopsis temminckii
- Lamna nasus
- Lamnostoma orientalis
- Lamnostoma polyophthalma
- Lampadena anomala
- Lampadena chavesi
- Lampadena luminosa
- Lampadena notialis
- Lampadena speculigera
- Lampanyctodes hectoris
- Lampanyctus alatus
- Lampanyctus australis
- Lampanyctus festivus
- Lampanyctus intricarius
- Lampanyctus lepidolychnus
- Lampanyctus macdonaldi
- Lampanyctus macropterus
- Lampanyctus nobilis
- Lampanyctus pusillus
- Lampanyctus steinbecki
- Lampanyctus tenuiformis
- Lampanyctus turneri
- Lampichthys procerus
- Lampris guttatus
- Lampris immaculatus
- Lamprogrammus brunswigi
- Lamprogrammus fragilis
- Lamprogrammus niger
- Lamprogrammus shcherbachevi
- Larabicus quadrilineatus
- Larimichthys pamoides
- Larsonella pumila
- Lates calcarifer
- Latimeria chalumnae
- Latridopsis forsteri
- Latris lineata
- Leiognathus berbis
- Leiognathus brevirostris
- Leiognathus daura
- Leiognathus dussumieri
- Leiognathus equulus
- Leiognathus fasciatus
- Leiognathus lineolatus
- Leiuranus semicinctus
- Lepadichthys bolini
- Lepadichthys caritus
- Lepadichthys coccinotaenia
- Lepadichthys erythraeus
- Lepadichthys lineatus
- Lepadichthys minor
- Lepadichthys sandaracatus
- Lepidion ensiferus
- Lepidion inosimae
- Lepidion microcephalus
- Lepidion natalensis
- Lepidoblennius marmoratus
- Lepidocybium flavobrunneum
- Lepidonotothen larseni
- Lepidonotothen mizops
- Lepidonotothen squamifrons
- Lepidoperca occidentalis
- Lepidopus caudatus
- Lepidorhynchus denticulatus
- Lepidotrigla alcocki
- Lepidotrigla argus
- Lepidotrigla bentuviai
- Lepidotrigla bispinosa
- Lepidotrigla faurei
- Lepidotrigla grandis
- Lepidotrigla modesta
- Lepidotrigla mulhalli
- Lepidotrigla multispinosa
- Lepidotrigla omanensis
- Lepidotrigla papilio
- Lepidotrigla punctipectoralis
- Lepidotrigla sayademalha
- Lepidotrigla spiloptera
- Lepidotrigla spinosa
- Lepidotrigla vanessa
- Lepidozygus tapeinosoma
- Leptatherina presbyteroides
- Leptobrama muelleri
- Leptobrotula breviventralis
- Leptochilichthys agassizii
- Leptochilichthys pinguis
- Leptoderma lubricum
- Leptoichthys fistularius
- Leptojulis chrysotaenia
- Leptojulis cyanopleura
- Leptomelanosoma indicum
- Leptoscarus vaigiensis
- Leptostomias gladiator
- Leptosynanceia asteroblepa
- Lepturacanthus pantului
- Lepturacanthus savala
- Lestidiops indopacifica
- Lestidiops jayakari jayakari
- Lestidiops mirabilis
- Lestidium atlanticum
- Lestrolepis intermedia
- Lestrolepis japonica
- Lestrolepis luetkeni
- Lesueurina platycephala
- Lethrinus amboinensis
- Lethrinus atkinsoni
- Lethrinus borbonicus
- Lethrinus conchyliatus
- Lethrinus crocineus
- Lethrinus enigmaticus
- Lethrinus erythracanthus
- Lethrinus erythropterus
- Lethrinus genivittatus
- Lethrinus harak
- Lethrinus laticaudis
- Lethrinus lentjan
- Lethrinus mahsena
- Lethrinus microdon
- Lethrinus miniatus
- Lethrinus nebulosus
- Lethrinus obsoletus
- Lethrinus olivaceus
- Lethrinus ornatus
- Lethrinus punctulatus
- Lethrinus reticulatus
- Lethrinus rubrioperculatus
- Lethrinus semicinctus
- Lethrinus variegatus
- Lethrinus xanthochilus
- Leucoraja wallacei
- Leviprora inops
- Liachirus melanospilos
- Lichia amia
- Limnichthys donaldsoni
- Limnichthys fasciatus
- Limnichthys nitidus
- Liocranium praepositum
- Liopropoma africanum
- Liopropoma lunulatum
- Liopropoma mitratum
- Liopropoma multilineatum
- Liopropoma susumi
- Liopropoma tonstrinum
- Lipocheilus carnolabrum
- Lissocampus bannwarthi
- Lissocampus caudalis
- Lissocampus fatiloquus
- Lissocampus runa
- Lissonanchus lusheri
- Lithognathus lithognathus
- Lithognathus mormyrus
- Liza alata
- Liza argentea
- Liza carinata
- Liza dumerili
- Liza klunzingeri
- Liza macrolepis
- Liza melinoptera
- Liza parsia
- Liza persicus
- Liza richardsonii
- Liza subviridis
- Liza tade
- Liza tricuspidens
- Liza vaigiensis
- Lobianchia dofleini
- Lobianchia gemellarii
- Lobotes surinamensis
- Lobulogobius omanensis
- Lophiocharon trisignatus
- Lophiodes gracilimanus
- Lophiodes infrabrunneus
- Lophiodes insidiator
- Lophiodes mutilus
- Lophiodes naresi
- Lophiomus setigerus
- Lophius budegassa
- Lophius vomerinus
- Lophodiodon calori
- Lophodolos acanthognathus
- Lophodolos indicus
- Lophonectes gallus
- Lophotus lacepede
- Lotella phycis
- Lotella rhacina
- Lotella schuettei
- Lotilia graciliosa
- Lovettia sealii
- Loweina interrupta
- Loweina rara
- Loxodon macrorhinus
- Lubbockichthys multisquamatus
- Lucigadus nigromaculatus
- Lucigadus ori
- Luciobrotula bartschi
- Luciosudis normani
- Lumiconger arafura
- Luposicya lupus
- Lutjanus argentimaculatus
- Lutjanus bengalensis
- Lutjanus biguttatus
- Lutjanus bitaeniatus
- Lutjanus bohar
- Lutjanus carponotatus
- Lutjanus coeruleolineatus
- Lutjanus decussatus
- Lutjanus ehrenbergii
- Lutjanus erythropterus
- Lutjanus fulviflamma
- Lutjanus fulvus
- Lutjanus gibbus
- Lutjanus guilcheri
- Lutjanus johnii
- Lutjanus kasmira
- Lutjanus lemniscatus
- Lutjanus lunulatus
- Lutjanus lutjanus
- Lutjanus madras
- Lutjanus malabaricus
- Lutjanus monostigma
- Lutjanus notatus
- Lutjanus quinquelineatus
- Lutjanus rivulatus
- Lutjanus rufolineatus
- Lutjanus russellii
- Lutjanus sanguineus
- Lutjanus sebae
- Lutjanus timorensis
- Lutjanus vitta
- Luzonichthys earlei
- Luzonichthys microlepis
- Luzonichthys waitei
- Luzonichthys whitleyi
- Lycenchelys hureaui
- Lycodapus antarcticus
- Lycodapus pachysoma
- Lycodichthys antarcticus

## M
- Macolor macularis
- Macolor niger
- Macrodontogobius wilburi
- Macroparalepis macrogeneion
- Macropharyngodon bipartitus bipartitus
- Macropharyngodon bipartitus marisrubri
- Macropharyngodon cyanoguttatus
- Macropharyngodon meleagris
- Macropharyngodon negrosensis
- Macropharyngodon ornatus
- Macropharyngodon vivienae
- Macroramphosus gracilis
- Macroramphosus scolopax
- Macrorhamphosodes platycheilus
- Macrorhamphosodes uradoi
- Macrosmia phalacra
- Macrospinosa cuja
- Macrouroides inflaticeps
- Macrourus carinatus
- Macrourus whitsoni
- Macruronus novaezelandiae
- Magnisudis prionosa
- Mahidolia mystacina
- Makaira mazara
- Malacanthus brevirostris
- Malacanthus latovittatus
- Malacocephalus laevis
- Malacosteus niger
- Malakichthys elegans
- Malthopsis lutea
- Malthopsis mitrigera
- Malthopsis tiarella
- Mancopsetta maculata maculata
- Manducus greyae
- Manta birostris
- Manta ehrenbergii
- Margrethia obtusirostra
- Margrethia valentinae
- Marleyella bicolorata
- Maroubra perserrata
- Mastigopterus imperator
- Masturus lanceolatus
- Mataeocephalus microstomus
- Maulisia mauli
- Maulisia microlepis
- Maurolicus australis
- Maurolicus javanicus
- Maurolicus kornilovorum
- Maurolicus mucronatus
- Maurolicus muelleri
- Maurolicus walvisensis
- Maxillicosta lopholepis
- Maxillicosta scabriceps
- Maxillicosta whitleyi
- Meadia abyssalis
- Megachasma pelagios
- Megalaspis cordyla
- Megalops cyprinoides
- Meganthias natalensis
- Meiacanthus atrodorsalis
- Meiacanthus ditrema
- Meiacanthus luteus
- Meiacanthus mossambicus
- Meiacanthus naevius
- Meiacanthus nigrolineatus
- Meiacanthus smithi
- Melamphaes danae
- Melamphaes eulepis
- Melamphaes longivelis
- Melamphaes microps
- Melamphaes polylepis
- Melamphaes simus
- Melanocetus johnsonii
- Melanolagus bericoides
- Melanonus gracilis
- Melanonus zugmayeri
- Melanostigma gelatinosum
- Melanostigma vitiazi
- Melanostomias bartonbeani
- Melanostomias macrophotus
- Melanostomias melanops
- Melanostomias niger
- Melanostomias paucilaternatus
- Melanostomias pollicifer
- Melanostomias tentaculatus
- Melanostomias valdiviae
- Melichthys indicus
- Melichthys niger
- Melichthys vidua
- Mene maculata
- Mentodus facilis
- Mentodus perforatus
- Mentodus rostratus
- Mephisto fraserbrunneri
- Merluccius australis
- Merluccius capensis
- Merluccius paradoxus
- Mesobius antipodum
- Metavelifer multiradiatus
- Metelectrona herwigi
- Metelectrona ventralis
- Meuschenia australis
- Meuschenia flavolineata
- Meuschenia freycineti
- Meuschenia galii
- Meuschenia hippocrepis
- Meuschenia scaber
- Meuschenia venusta
- Microchirus ocellatus
- Micrognathus andersonii
- Micrognathus brevirostris brevirostris
- Micrognathus brevirostris pygmaeus
- Micrognathus micronotopterus
- Microphis argulus
- Microphis brachyurus brachyurus
- Microphis brachyurus millepunctatus
- Microphis fluviatilis
- Microphotolepis multipunctata
- Microphotolepis schmidti
- Mimoblennius atrocinctus
- Mimoblennius cirrosus
- Mimoblennius rusi
- Minilabrus striatus
- Minous andriashevi
- Minous coccineus
- Minous dempsterae
- Minous inermis
- Minous longimanus
- Minous monodactylus
- Minous trachycephalus
- Minous versicolor
- Minyichthys brachyrhinus
- Minyichthys myersi
- Mitotichthys meraculus
- Mitotichthys mollisoni
- Mitotichthys semistriatus
- Mitotichthys tuckeri
- Mitsukurina owstoni
- Mobula eregoodootenkee
- Mobula japanica
- Mobula kuhlii
- Mobula tarapacana
- Mobula thurstoni
- Mola mola
- Mola alexandrini
- Monacanthus chinensis
- Monocentris japonica
- Monodactylus argenteus
- Monodactylus falciformis
- Monognathus rajui
- Monomitopus conjugator
- Monomitopus longiceps
- Monomitopus nigripinnis
- Monomitopus vitiazi
- Monopenchelys acuta
- Monotaxis grandoculis
- Monothrix polylepis
- Moolgarda pedaraki
- Mora moro
- Mordacia mordax
- Moringua abbreviata
- Moringua arundinacea
- Moringua ferruginea
- Moringua javanica
- Moringua macrochir
- Moringua microchir
- Moringua raitaborua
- Mugil cephalus
- Mugilogobius inhacae
- Mulloidichthys flavolineatus
- Mulloidichthys mimicus
- Mulloidichthys pfluegeri
- Mulloidichthys vanicolensis
- Muraena australiae
- Muraenesox bagio
- Muraenesox cinereus
- Muraenichthys schultzei
- Muraenoclinus dorsalis
- Muraenolepis marmoratus
- Muraenolepis microcephalus
- Muraenolepis orangiensis
- Mustelus antarcticus
- Mustelus manazo
- Mustelus mosis
- Mustelus palumbes
- Mycteroperca acutirostris
- Myctophum asperum
- Myctophum aurolaternatum
- Myctophum brachygnathum
- Myctophum fissunovi
- Myctophum lunatum
- Myctophum lychnobium
- Myctophum nitidulum
- Myctophum obtusirostre
- Myctophum orientale
- Myctophum ovcharovi
- Myctophum phengodes
- Myctophum punctatum
- Myctophum selenops
- Myctophum spinosum
- Myersina filifer
- Myersina pretoriusi
- Myliobatis aquila
- Myliobatis australis
- Myliobatis hamlyni
- Myrichthys colubrinus
- Myrichthys maculosus
- Myripristis adusta
- Myripristis berndti
- Myripristis botche
- Myripristis chryseres
- Myripristis hexagona
- Myripristis kuntee
- Myripristis murdjan
- Myripristis pralinia
- Myripristis seychellensis
- Myripristis violacea
- Myripristis vittata
- Myripristis xanthacra
- Myrophis microchir
- Myxus capensis

## N
- Nannobrachium achirus
- Nannobrachium atrum
- Nannobrachium indicum
- Nannobrachium lineatum
- Nannocampus elegans
- Nannocampus pictus
- Nannocampus subosseus
- Nannosalarias nativitatis
- Nansenia antarctica
- Nansenia ardesiaca
- Nansenia groenlandica
- Nansenia macrolepis
- Narcetes erimelas
- Narcetes lloydi
- Narcetes stomias
- Narcine brunnea
- Narcine insolita
- Narcine lasti
- Narcine lingula
- Narcine prodorsalis
- Narcine rierai
- Narcine tasmaniensis
- Narcine timlei
- Narcine westraliensis
- Narke capensis
- Narke dipterygia
- Naso annulatus
- Naso brachycentron
- Naso brevirostris
- Naso fageni
- Naso hexacanthus
- Naso lituratus
- Naso lopezi
- Naso minor
- Naso thynnoides
- Naso tuberosus
- Naso unicornis
- Naso vlamingii
- Natalichthys leptus
- Natalichthys ori
- Natalichthys sam
- Naucrates ductor
- Nealotus tripes
- Neamia octospina
- Neatypus obliquus
- Nebrius ferrugineus
- Nectamia annularis
- Nectamia bandanensis
- Nectamia fusca
- Nectamia savayensis
- Neenchelys buitendijki
- Neenchelys microtretus
- Negaprion acutidens
- Nelusetta ayraud
- Nemadactylus douglasii
- Nemadactylus macropterus
- Nemadactylus monodactylus
- Nemadactylus valenciennesi
- Nemanthias carberryi
- Nemapteryx caelata
- Nemapteryx macronotacantha
- Nemapteryx nenga
- Nematalosa arabica
- Nematalosa come
- Nematalosa galatheae
- Nematalosa nasus
- Nematalosa persara
- Nematalosa resticularia
- Nematalosa vlaminghi
- Nemateleotris decora
- Nemateleotris magnifica
- Nemichthys curvirostris
- Nemichthys scolopaceus
- Nemipterus balinensis
- Nemipterus balinensoides
- Nemipterus bathybius
- Nemipterus bipunctatus
- Nemipterus celebicus
- Nemipterus furcosus
- Nemipterus gracilis
- Nemipterus hexodon
- Nemipterus isacanthus
- Nemipterus japonicus
- Nemipterus marginatus
- Nemipterus mesoprion
- Nemipterus nematophorus
- Nemipterus nemurus
- Nemipterus peronii
- Nemipterus randalli
- Nemipterus tambuloides
- Nemipterus thosaporni
- Nemipterus virgatus
- Nemipterus zysron
- Neoachiropsetta milfordi
- Neoaploactis tridorsalis
- Neoarius graeffei
- Neoarius leptaspis
- Neobythites alcocki
- Neobythites analis
- Neobythites andamanensis
- Neobythites australiensis
- Neobythites crosnieri
- Neobythites kenyaensis
- Neobythites longipes
- Neobythites macrops
- Neobythites malhaensis
- Neobythites meteori
- Neobythites multistriatus
- Neobythites natalensis
- Neobythites purus
- Neobythites soelae
- Neobythites somaliaensis
- Neobythites steatiticus
- Neobythites stefanovi
- Neobythites trifilis
- Neobythites vityazi
- Neocentropogon aeglefinus
- Neocentropogon profundus
- Neocyttus acanthorhynchus
- Neocyttus psilorhynchus
- Neocyttus rhomboidalis
- Neoepinnula orientalis
- Neoglyphidodon bonang
- Neoglyphidodon melas
- Neoglyphidodon nigroris
- Neoglyphidodon oxyodon
- Neoharriotta pumila
- Neolaeops microphthalmus
- Neomerinthe amplisquamiceps
- Neomerinthe rotunda
- Neonesthes capensis
- Neonesthes microcephalus
- Neoniphon argenteus
- Neoniphon aurolineatus
- Neoniphon opercularis
- Neoniphon sammara
- Neoodax balteatus
- Neopataecus waterhousii
- Neopomacentrus anabatoides
- Neopomacentrus azysron
- Neopomacentrus cyanomos
- Neopomacentrus fallax
- Neopomacentrus filamentosus
- Neopomacentrus fuliginosus
- Neopomacentrus miryae
- Neopomacentrus sindensis
- Neopomacentrus taeniurus
- Neopomacentrus xanthurus
- Neoscombrops annectens
- Neoscombrops cynodon
- Neoscopelus macrolepidotus
- Neoscopelus microchir
- Neoscopelus porosus
- Neoscorpaena nielseni
- Neoscorpis lithophilus
- Neosebastes bougainvillii
- Neosebastes entaxis
- Neosebastes nigropunctatus
- Neosebastes pandus
- Neosebastes scorpaenoides
- Neosebastes thetidis
- Neotrygon annotata
- Neotrygon kuhlii
- Neotrygon leylandi
- Neovespicula depressifrons
- Nesiarchus nasutus
- Nesogobius hinsbyi
- Nesogobius pulchellus
- Nessorhamphus danae
- Nessorhamphus ingolfianus
- Nettastoma parviceps
- Nettastoma solitarium
- Netuma bilineata
- Netuma proxima
- Netuma thalassina
- Nezumia kapala
- Nezumia loricata
- Nezumia merretti
- Nezumia polylepis
- Nezumia propinqua
- Nezumia semiquincunciata
- Nezumia spinosa
- Nezumia umbracincta
- Nibea maculata
- Nibea microgenys
- Nibea soldado
- Nomeus gronovii
- Norfolkia brachylepis
- Norfolkia leeuwin
- Norfolkia thomasi
- Normichthys yahganorum
- Notacanthus chemnitzii
- Notacanthus indicus
- Notacanthus sexspinis
- Notiocampus ruber
- Notolabrus parilus
- Notolepis coatsi
- Notolychnus valdiviae
- Notophycis marginata
- Notopogon lilliei
- Notopogon xenosoma
- Notorynchus cepedianus
- Notoscopelus caudispinosus
- Notoscopelus resplendens
- Notothenia coriiceps
- Notothenia cyanobrancha
- Notothenia rossii
- Novaculichthys taeniourus
- Novaculoides macrolepidotus
- Novaculops alvheimi
- Nuchequula blochii
- Nuchequula gerreoides
- Nybelinella brevidorsalis
- Nybelinella erikssoni

## O
- Obliquogobius turkayi
- Odax acroptilus
- Odax cyanomelas
- Odontamblyopus rubicundus
- Odontanthias borbonius
- Odontanthias caudicinctus
- Odontanthias chrysostictus
- Odontanthias dorsomaculatus
- Odontanthias rhodopeplus
- Odontaspis ferox
- Odontaspis noronhai
- Odontomacrurus murrayi
- Odontostomops normalops
- Odonus niger
- Oedalechilus labiosus
- Okamejei heemstrai
- Okamejei pita
- Okamejei powelli
- Oligolepis acutipennis
- Oligolepis cylindriceps
- Oligolepis keiensis
- Oman ypsilon
- Omegophora armilla
- Omegophora cyanopunctata
- Omobranchus anolius
- Omobranchus banditus
- Omobranchus elongatus
- Omobranchus fasciolatus
- Omobranchus mekranensis
- Omobranchus obliquus
- Omobranchus punctatus
- Omobranchus woodi
- Omobranchus zebra
- Omosudis lowii
- Oncorhynchus mykiss
- Oneirodes kreffti
- Oneirodes mirus
- Onigocia grandisquamis
- Onigocia macrolepis
- Onigocia oligolepis
- Onigocia pedimacula
- Onigocia spinosa
- Onuxodon fowleri
- Onuxodon margaritiferae
- Onuxodon parvibrachium
- Ophichthus altipennis
- Ophichthus apicalis
- Ophichthus bonaparti
- Ophichthus cephalozona
- Ophichthus echeloides
- Ophichthus erabo
- Ophichthus genie
- Ophichthus grandoculis
- Ophichthus marginatus
- Ophichthus polyophthalmus
- Ophiclinops varius
- Ophiclinus gabrieli
- Ophiclinus gracilis
- Ophiclinus ningulus
- Ophidion muraenolepis
- Ophidion smithi
- Ophiocara porocephala
- Ophisurus serpens
- Ophthalmolepis lineolata
- Ophthalmolycus amberensis
- Ophthalmolycus bothriocephalus
- Opisthoproctus soleatus
- Opisthopterus tardoore
- Opistognathus castelnaui
- Opistognathus latitabundus
- Opistognathus margaretae
- Opistognathus muscatensis
- Opistognathus nigromarginatus
- Oplegnathus conwayi
- Oplegnathus peaolopesi
- Oplegnathus robinsoni
- Oplegnathus woodwardi
- Oplopomops diacanthus
- Oplopomus caninoides
- Oplopomus oplopomus
- Opostomias micripnus
- Opua atherinoides
- Opua elati
- Orectolobus maculatus
- Orectolobus ornatus
- Orectolobus wardi
- Oreosoma atlanticum
- Osteogeneiosus militaris
- Ostichthys acanthorhinus
- Ostichthys archiepiscopus
- Ostichthys delta
- Ostichthys japonicus
- Ostichthys kaianus
- Ostracion cubicus
- Ostracion cyanurus
- Ostracion meleagris
- Ostracion nasus
- Ostracion rhinorhynchos
- Ostracion solorensis
- Ostracion trachys
- Ostracoberyx dorygenys
- Othos dentex
- Otolithes cuvieri
- Otolithes ruber
- Otolithoides biauritus
- Otolithoides pama
- Owstonia pectinifer
- Owstonia simoterus
- Owstonia totomiensis
- Owstonia weberi
- Oxuderces dentatus
- Oxycheilinus arenatus
- Oxycheilinus bimaculatus
- Oxycheilinus celebicus
- Oxycheilinus digramma
- Oxycheilinus mentalis
- Oxycheilinus unifasciatus
- Oxycirrhites typus
- Oxyconger leptognathus
- Oxymonacanthus halli
- Oxymonacanthus longirostris
- Oxynotus bruniensis
- Oxyporhamphus convexus
- Oxyporhamphus micropterus micropterus
- Oxyurichthys dasi
- Oxyurichthys formosanus
- Oxyurichthys guibei
- Oxyurichthys lemayi
- Oxyurichthys microlepis
- Oxyurichthys ophthalmonema
- Oxyurichthys papuensis
- Oxyurichthys paulae
- Oxyurichthys tentacularis

## P
- Pachycara brachycephalum
- Pachycara shcherbachevi
- Pachymetopon aeneum
- Pachymetopon grande
- Pachystomias microdon
- Pagellus affinis
- Pagellus natalensis
- Pagetopsis macropterus
- Pagetopsis maculatus
- Pagothenia borchgrevinki
- Pagothenia brachysoma
- Pagrus auratus
- Palutrus meteori
- Palutrus reticularis
- Pampus argenteus
- Pampus chinensis
- Pampus cinereus
- Panna heterolepis
- Panna microdon
- Pantolabus radiatus
- Papilloculiceps longiceps
- Papillogobius punctatus
- Parabembras robinsoni
- Parablennius cornutus
- Parablennius cyclops
- Parablennius intermedius
- Parablennius lodosus
- Parablennius opercularis
- Parablennius pilicornis
- Parablennius tasmanianus
- Parablennius thysanius
- Parabothus budkeri
- Parabothus kiensis
- Parabothus malhensis
- Parabothus polylepis
- Parabrotula plagiophthalmus
- Paracaesio sordida
- Paracaesio waltervadi
- Paracaesio xanthura
- Paracallionymus costatus
- Paracanthurus hepatus
- Paracentropogon longispinis
- Paracentropogon vespa
- Parachaetodon ocellatus
- Parachaeturichthys polynema
- Paracheilinus carpenteri
- Paracheilinus dispilus
- Paracheilinus filamentosus
- Paracheilinus hemitaeniatus
- Paracheilinus mccoskeri
- Paracheilinus octotaenia
- Paracirrhites arcatus
- Paracirrhites forsteri
- Paracirrhites hemistictus
- Paradiplospinus antarcticus
- Paragaleus leucolomatus
- Paragaleus randalli
- Paragobiodon echinocephalus
- Paragobiodon lacunicolus
- Paragobiodon melanosomus
- Paragobiodon modestus
- Paragobiodon xanthosomus
- Paragunnellichthys seychellensis
- Paragunnellichthys springeri
- Paralepis brevirostris
- Paralepis elongata
- Paralichthodes algoensis
- Paraliparis copei kerguelensis
- Paraliparis duhameli
- Paraliparis gracilis
- Paraliparis leobergi
- Paraliparis neelovi
- Paraliparis operculosus
- Paraliparis thalassobathyalis
- Paraliparis valentinae
- Paraliparis wolffi
- Paraluteres arqat
- Paraluteres prionurus
- Paramonacanthus arabicus
- Paramonacanthus filicauda
- Paramonacanthus frenatus
- Paramonacanthus japonicus
- Paramonacanthus nematophorus
- Paramonacanthus oblongus
- Paramonacanthus pusillus
- Paramonacanthus tricuspis
- Paramugil parmatus
- Paranibea semiluctuosa
- Paranotothenia magellanica
- Parapercis alboguttata
- Parapercis allporti
- Parapercis biordinis
- Parapercis cephalopunctata
- Parapercis clathrata
- Parapercis cylindrica
- Parapercis haackei
- Parapercis hexophtalma
- Parapercis macrophthalma
- Parapercis maculata
- Parapercis maritzi
- Parapercis millepunctata
- Parapercis mimaseana
- Parapercis multifasciata
- Parapercis multiplicata
- Parapercis nebulosa
- Parapercis pulchella
- Parapercis punctulata
- Parapercis quadrispinosa
- Parapercis ramsayi
- Parapercis robinsoni
- Parapercis schauinslandii
- Parapercis sexfasciata
- Parapercis signata
- Parapercis simulata
- Parapercis somaliensis
- Parapercis tetracantha
- Parapercis xanthozona
- Paraplagusia bilineata
- Paraplagusia blochii
- Paraplagusia longirostris
- Paraplagusia sinerama
- Paraplesiops alisonae
- Paraplesiops meleagris
- Paraploactis intonsa
- Paraploactis pulvinus
- Paraploactis trachyderma
- Parapocryptes rictuosus
- Parapocryptes serperaster
- Parapolynemus verekeri
- Parapriacanthus elongatus
- Parapriacanthus ransonneti
- Parapsenes rotundus
- Parapterois heterura
- Parascolopsis aspinosa
- Parascolopsis baranesi
- Parascolopsis boesemani
- Parascolopsis capitinis
- Parascolopsis eriomma
- Parascolopsis inermis
- Parascolopsis qantasi
- Parascolopsis rufomaculatus
- Parascolopsis tanyactis
- Parascolopsis tosensis
- Parascolopsis townsendi
- Parascorpaena aurita
- Parascorpaena maculipinnis
- Parascorpaena mcadamsi
- Parascorpaena mossambica
- Parascorpaena picta
- Parascorpis typus
- Parascyllium collare
- Parascyllium ferrugineum
- Parascyllium variolatum
- Parastromateus niger
- Parataeniophorus brevis
- Parataeniophorus gulosus
- Paratrachichthys pulsator
- Paratriacanthodes herrei
- Paratriacanthodes retrospinis
- Paratrypauchen microcephalus
- Paraulopus atripes
- Paraulopus nigripinnis
- Parazanclistius hutchinsi
- Parazen pacificus
- Pardachirus balius
- Pardachirus marmoratus
- Pardachirus morrowi
- Pardachirus pavoninus
- Parenchelyurus hepburni
- Parequula melbournensis
- Parexocoetus brachypterus
- Parexocoetus mento
- Parioglossus philippinus
- Parioglossus raoi
- Parioglossus taeniatus
- Paristiopterus gallipavo
- Paristiopterus labiosus
- Parma bicolor
- Parma mccullochi
- Parma microlepis
- Parma occidentalis
- Parma victoriae
- Parupeneus barberinoides
- Parupeneus barberinus
- Parupeneus chrysopleuron
- Parupeneus ciliatus
- Parupeneus cyclostomus
- Parupeneus forsskali
- Parupeneus heptacanthus
- Parupeneus indicus
- Parupeneus jansenii
- Parupeneus macronemus
- Parupeneus margaritatus
- Parupeneus multifasciatus
- Parupeneus pleurostigma
- Parupeneus porphyreus
- Parupeneus posteli
- Parupeneus procerigena
- Parupeneus rubescens
- Parupeneus signatus
- Parupeneus spilurus
- Parupeneus trifasciatus
- Parvicrepis parvipinnis
- Pastinachus sephen
- Pataecus fronto
- Pavoclinus graminis
- Pavoclinus laurentii
- Pavoclinus mentalis
- Pavoraja alleni
- Pavoraja nitida
- Paxton concilians
- Pectinantus parini
- Pectinochromis lubbocki
- Pegasus lancifer
- Pegasus laternarius
- Pegasus volitans
- Pelates octolineatus
- Pelates quadrilineatus
- Pellona dayi
- Pellona ditchela
- Pelsartia humeralis
- Pempheris adusta
- Pempheris affinis
- Pempheris analis
- Pempheris compressa
- Pempheris klunzingeri
- Pempheris mangula
- Pempheris molucca
- Pempheris multiradiata
- Pempheris ornata
- Pempheris oualensis
- Pempheris schwenkii
- Pempheris vanicolensis
- Pempheris ypsilychnus
- Penetopteryx taeniocephalus
- Pennahia anea
- Pennahia macrocephalus
- Pennahia ovata
- Pentaceropsis recurvirostris
- Pentaceros capensis
- Pentaceros decacanthus
- Pentapodus emeryii
- Pentapodus nagasakiensis
- Pentapodus porosus
- Pentapodus setosus
- Pentapodus vitta
- Pentaprion longimanus
- Pereulixia kosiensis
- Periophthalmodon schlosseri
- Periophthalmus argentilineatus
- Periophthalmus gracilis
- Periophthalmus kalolo
- Periophthalmus minutus
- Periophthalmus modestus
- Periophthalmus novemradiatus
- Periophthalmus waltoni
- Peristedion investigatoris
- Peristedion liorhynchus
- Peristedion moluccense
- Peristedion weberi
- Peristrominous dolosus
- Peronedys anguillaris
- Perryena leucometopon
- Persparsia kopua
- Perulibatrachus kilburni
- Pervagor aspricaudus
- Pervagor janthinosoma
- Pervagor melanocephalus
- Pervagor nigrolineatus
- Pervagor randalli
- Petalichthys capensis
- Petroscirtes ancylodon
- Petroscirtes breviceps
- Petroscirtes mitratus
- Petroscirtes variabilis
- Petroscirtes xestus
- Petrus rupestris
- Phaenomonas cooperae
- Phenablennius heyligeri
- Phenacoscorpius adenensis
- Pherallodus smithi
- Phosichthys argenteus
- Photoblepharon steinitzi
- Photonectes albipennis
- Photonectes braueri
- Photonectes caerulescens
- Photonectes margarita
- Photonectes mirabilis
- Photonectes phyllopogon
- Photopectoralis bindus
- Photostylus pycnopterus
- Phoxocampus belcheri
- Phoxocampus diacanthus
- Phoxocampus tetrophthalmus
- Phtheirichthys lineatus
- Phycodurus eques
- Phyllichthys punctatus
- Phyllophichthus macrurus
- Phyllophichthus xenodontus
- Phyllophryne scortea
- Phyllopteryx taeniolatus
- Physiculus andriashevi
- Physiculus argyropastus
- Physiculus beckeri
- Physiculus bertelseni
- Physiculus fedorovi
- Physiculus luminosus
- Physiculus marisrubri
- Physiculus natalensis
- Physiculus nielseni
- Physiculus normani
- Physiculus peregrinus
- Physiculus roseus
- Physiculus sudanensis
- Pictichromis paccagnellae
- Pictilabrus brauni
- Pictilabrus laticlavius
- Pictilabrus viridis
- Pinjalo lewisi
- Pinjalo pinjalo
- Pisodonophis boro
- Pisodonophis cancrivorus
- Pisodonophis hoeveni
- Plagiogeneion fiolenti
- Plagiogeneion macrolepis
- Plagiogeneion rubiginosum
- Plagiotremus laudandus laudandus
- Plagiotremus phenax
- Plagiotremus rhinorhynchos
- Plagiotremus tapeinosoma
- Plagiotremus townsendi
- Platax batavianus
- Platax boersii
- Platax orbicularis
- Platax pinnatus
- Platax teira
- Platybelone argalus platyura
- Platycephalus arenarius
- Platycephalus aurimaculatus
- Platycephalus bassensis
- Platycephalus chauliodous
- Platycephalus conatus
- Platycephalus endrachtensis
- Platycephalus indicus
- Platycephalus laevigatus
- Platycephalus longispinis
- Platycephalus marmoratus
- Platycephalus micracanthus
- Platycephalus richardsoni
- Platycephalus speculator
- Platytroctes apus
- Platytroctes mirus
- Plectorhinchus albovittatus
- Plectorhinchus ceylonensis
- Plectorhinchus chaetodonoides
- Plectorhinchus chubbi
- Plectorhinchus cinctus
- Plectorhinchus flavomaculatus
- Plectorhinchus gaterinus
- Plectorhinchus gibbosus
- Plectorhinchus harrawayi
- Plectorhinchus lineatus
- Plectorhinchus multivittatus
- Plectorhinchus nigrus
- Plectorhinchus obscurus
- Plectorhinchus orientalis
- Plectorhinchus paulayi
- Plectorhinchus pictus
- Plectorhinchus picus
- Plectorhinchus plagiodesmus
- Plectorhinchus playfairi
- Plectorhinchus polytaenia
- Plectorhinchus punctatissimus
- Plectorhinchus schotaf
- Plectorhinchus sordidus
- Plectorhinchus vittatus
- Plectranthias alleni
- Plectranthias bauchotae
- Plectranthias fourmanoiri
- Plectranthias gardineri
- Plectranthias inermis
- Plectranthias intermedius
- Plectranthias japonicus
- Plectranthias longimanus
- Plectranthias maugei
- Plectranthias megalophthalmus
- Plectranthias morgansi
- Plectranthias nanus
- Plectranthias pelicieri
- Plectranthias vexillarius
- Plectranthias wheeleri
- Plectranthias winniensis
- Plectroglyphidodon dickii
- Plectroglyphidodon imparipennis
- Plectroglyphidodon johnstonianus
- Plectroglyphidodon lacrymatus
- Plectroglyphidodon leucozonus
- Plectroglyphidodon phoenixensis
- Plectroglyphidodon randalli
- Plectropomus areolatus
- Plectropomus laevis
- Plectropomus leopardus
- Plectropomus maculatus
- Plectropomus oligacanthus
- Plectropomus pessuliferus
- Plectropomus punctatus
- Plectrypops lima
- Plesiobatis daviesi
- Plesiops auritus
- Plesiops coeruleolineatus
- Plesiops corallicola
- Plesiops gracilis
- Plesiops malalaxus
- Plesiops multisquamata
- Plesiops mystaxus
- Plesiops nigricans
- Plesiops thysanopterus
- Plesiops verecundus
- Pleuragramma antarcticum
- Pleuroscopus pseudodorsalis
- Pleurosicya annandalei
- Pleurosicya bilobata
- Pleurosicya boldinghi
- Pleurosicya elongata
- Pleurosicya fringilla
- Pleurosicya micheli
- Pleurosicya mossambica
- Pleurosicya muscarum
- Pleurosicya plicata
- Pleurosicya prognatha
- Plicofollis argyropleuron
- Plicofollis dussumieri
- Plicofollis platystomus
- Plicofollis polystaphylodon
- Plicofollis tenuispinis
- Plicofollis tonggol
- Pliotrema warreni
- Plotosus canius
- Plotosus limbatus
- Plotosus lineatus
- Plotosus nkunga
- Poeciloconger fasciatus
- Poecilopsetta albomaculata
- Poecilopsetta colorata
- Poecilopsetta natalensis
- Poecilopsetta normani
- Poecilopsetta praelonga
- Poecilopsetta zanzibarensis
- Pogonoperca ocellata
- Pogonoperca punctata
- Pogonophryne barsukovi
- Pogonophryne eakini
- Pogonophryne marmorata
- Pogonophryne mentella
- Pogonophryne permitini
- Pogonophryne scotti
- Pogonophryne ventrimaculata
- Pogonoscorpius sechellensis
- Pollichthys mauli
- Polyacanthonotus challengeri
- Polyamblyodon germanum
- Polyamblyodon gibbosum
- Polydactylus macrochir
- Polydactylus microstomus
- Polydactylus multiradiatus
- Polydactylus nigripinnis
- Polydactylus plebeius
- Polydactylus sexfilis
- Polydactylus sextarius
- Polyipnus asper
- Polyipnus bruuni
- Polyipnus indicus
- Polyipnus limatulus
- Polyipnus meteori
- Polyipnus omphus
- Polyipnus soelae
- Polyipnus tridentifer
- Polymetme corythaeola
- Polymixia berndti
- Polymixia busakhini
- Polymixia fusca
- Polymixia japonica
- Polymixia nobilis
- Polynemus dubius
- Polynemus paradiseus
- Polyprion americanus
- Polyprion oxygeneios
- Polyspina piosae
- Polysteganus baissaci
- Polysteganus coeruleopunctatus
- Polysteganus praeorbitalis
- Polysteganus undulosus
- Pomacanthus annularis
- Pomacanthus asfur
- Pomacanthus chrysurus
- Pomacanthus imperator
- Pomacanthus maculosus
- Pomacanthus navarchus
- Pomacanthus rhomboides
- Pomacanthus semicirculatus
- Pomacanthus sexstriatus
- Pomacanthus xanthometopon
- Pomacentrus adelus
- Pomacentrus agassizii
- Pomacentrus albicaudatus
- Pomacentrus alleni
- Pomacentrus amboinensis
- Pomacentrus aquilus
- Pomacentrus arabicus
- Pomacentrus atriaxillaris
- Pomacentrus auriventris
- Pomacentrus azuremaculatus
- Pomacentrus baenschi
- Pomacentrus bankanensis
- Pomacentrus caeruleus
- Pomacentrus chrysurus
- Pomacentrus coelestis
- Pomacentrus grammorhynchus
- Pomacentrus indicus
- Pomacentrus leptus
- Pomacentrus littoralis
- Pomacentrus melanochir
- Pomacentrus milleri
- Pomacentrus moluccensis
- Pomacentrus nagasakiensis
- Pomacentrus nigromanus
- Pomacentrus nigromarginatus
- Pomacentrus pavo
- Pomacentrus philippinus
- Pomacentrus pikei
- Pomacentrus polyspinus
- Pomacentrus proteus
- Pomacentrus similis
- Pomacentrus sulfureus
- Pomacentrus trichourus
- Pomacentrus trilineatus
- Pomacentrus tripunctatus
- Pomacentrus vaiuli
- Pomachromis richardsoni
- Pomadasys aheneus
- Pomadasys andamanensis
- Pomadasys argenteus
- Pomadasys argyreus
- Pomadasys commersonnii
- Pomadasys furcatus
- Pomadasys guoraca
- Pomadasys kaakan
- Pomadasys laurentino
- Pomadasys maculatus
- Pomadasys multimaculatum
- Pomadasys olivaceus
- Pomadasys punctulatus
- Pomadasys striatus
- Pomadasys stridens
- Pomadasys taeniatus
- Pomatomus saltatrix
- Pomatoschistus marmoratus
- Pontinus macrocephalus
- Pontinus nigerimum
- Pontinus tentacularis
- Porcostoma dentata
- Porocephalichthys dasyrhynchus
- Poroderma africanum
- Poroderma pantherinum
- Porogadus melampeplus
- Porogadus melanocephalus
- Porogadus miles
- Porogadus trichiurus
- Poromitra crassiceps
- Poromitra megalops
- Poromitra oscitans
- Posidonichthys hutchinsi
- Praealticus natalis
- Premnas biaculeatus
- Priacanthus blochii
- Priacanthus fitchi
- Priacanthus hamrur
- Priacanthus macracanthus
- Priacanthus prolixus
- Priacanthus sagittarius
- Priacanthus tayenus
- Priolepis anthioides
- Priolepis cinctus
- Priolepis compita
- Priolepis inhaca
- Priolepis kappa
- Priolepis nocturna
- Priolepis randalli
- Priolepis semidoliata
- Prionace glauca
- Prionodraco evansii
- Pristigenys niphonia
- Pristilepis oligolepis
- Pristiophorus cirratus
- Pristiophorus nudipinnis
- Pristipomoides argyrogrammicus
- Pristipomoides auricilla
- Pristipomoides filamentosus
- Pristipomoides flavipinnis
- Pristipomoides multidens
- Pristipomoides sieboldii
- Pristipomoides typus
- Pristipomoides zonatus
- Pristis clavata
- Pristis microdon
- Pristis pectinata
- Pristis perotteti
- Pristis pristis
- Pristis zijsron
- Pristotis cyanostigma
- Pristotis obtusirostris
- Prognathodes guezei
- Prognathodes guyotensis
- Prognichthys brevipinnis
- Prognichthys sealei
- Promethichthys prometheus
- Promyllantor purpureus
- Proscymnodon plunketi
- Proteracanthus sarissophorus
- Protomyctophum andriashevi
- Protomyctophum bolini
- Protomyctophum choriodon
- Protomyctophum luciferum
- Protomyctophum normani
- Protomyctophum parallelum
- Protomyctophum subparallelum
- Protomyctophum tenisoni
- Protonibea diacanthus
- Psammodiscus ocellatus
- Psammogobius biocellatus
- Psammogobius knysnaensis
- Psammoperca waigiensis
- Psenes arafurensis
- Psenes cyanophrys
- Psenes pellucidus
- Psenopsis cyanea
- Psenopsis obscura
- Psettina brevirictis
- Psettina gigantea
- Psettina iijimae
- Psettina profunda
- Psettina senta
- Psettina variegata
- Psettodes erumei
- Pseudalutarius nasicornis
- Pseudamia gelatinosa
- Pseudamia hayashii
- Pseudamia tarri
- Pseudamiops gracilicauda
- Pseudamiops pellucidus
- Pseudanthias bicolor
- Pseudanthias bimaculatus
- Pseudanthias cichlops
- Pseudanthias connelli
- Pseudanthias cooperi
- Pseudanthias dispar
- Pseudanthias evansi
- Pseudanthias fasciatus
- Pseudanthias georgei
- Pseudanthias heemstrai
- Pseudanthias hypselosoma
- Pseudanthias ignitus
- Pseudanthias kashiwae
- Pseudanthias lori
- Pseudanthias lunulatus
- Pseudanthias marcia
- Pseudanthias parvirostris
- Pseudanthias pleurotaenia
- Pseudanthias pulcherrimus
- Pseudanthias rubrizonatus
- Pseudanthias sheni
- Pseudanthias smithvanizi
- Pseudanthias squamipinnis
- Pseudanthias taeniatus
- Pseudanthias townsendi
- Pseudanthias tuka
- Pseudapocryptes elongatus
- Pseudechidna brummeri
- Pseudobalistes flavimarginatus
- Pseudobalistes fuscus
- Pseudocaranx dentex
- Pseudocaranx wrighti
- Pseudocarcharias kamoharai
- Pseudocheilinus dispilus
- Pseudocheilinus evanidus
- Pseudocheilinus hexataenia
- Pseudocheilinus octotaenia
- Pseudochromis aldabraensis
- Pseudochromis andamanensis
- Pseudochromis bitaeniatus
- Pseudochromis caudalis
- Pseudochromis coccinicauda
- Pseudochromis cyanotaenia
- Pseudochromis dixurus
- Pseudochromis dutoiti
- Pseudochromis flavivertex
- Pseudochromis fridmani
- Pseudochromis fuscus
- Pseudochromis leucorhynchus
- Pseudochromis linda
- Pseudochromis magnificus
- Pseudochromis marshallensis
- Pseudochromis melanotus
- Pseudochromis melas
- Pseudochromis natalensis
- Pseudochromis nigrovittatus
- Pseudochromis olivaceus
- Pseudochromis omanensis
- Pseudochromis persicus
- Pseudochromis pesi
- Pseudochromis quinquedentatus
- Pseudochromis reticulatus
- Pseudochromis sankeyi
- Pseudochromis splendens
- Pseudochromis springeri
- Pseudochromis tapeinosoma
- Pseudochromis tauberae
- Pseudochromis viridis
- Pseudochromis wilsoni
- Pseudochromis xanthochir
- Pseudocoris heteroptera
- Pseudocoris yamashiroi
- Pseudocyttus maculatus
- Pseudodax moluccanus
- Pseudoginglymostoma brevicaudatum
- Pseudogramma astigmum
- Pseudogramma megamycterum
- Pseudogramma polyacanthum
- Pseudojuloides argyreogaster
- Pseudojuloides cerasinus
- Pseudojuloides elongatus
- Pseudojuloides erythrops
- Pseudojuloides kaleidos
- Pseudojuloides xanthomos
- Pseudolabrus biserialis
- Pseudolabrus rubicundus
- Pseudomancopsetta andriashevi
- Pseudomonacanthus elongatus
- Pseudomonacanthus macrurus
- Pseudomonacanthus peroni
- Pseudomugil cyanodorsalis
- Pseudonus squamiceps
- Pseudopentaceros richardsoni
- Pseudophycis bachus
- Pseudophycis barbata
- Pseudophycis breviuscula
- Pseudoplesiops knighti
- Pseudoplesiops occidentalis
- Pseudoplesiops revellei
- Pseudoplesiops rosae
- Pseudoplesiops typus
- Pseudorhombus annulatus
- Pseudorhombus argus
- Pseudorhombus arsius
- Pseudorhombus diplospilus
- Pseudorhombus dupliciocellatus
- Pseudorhombus elevatus
- Pseudorhombus javanicus
- Pseudorhombus jenynsii
- Pseudorhombus malayanus
- Pseudorhombus megalops
- Pseudorhombus natalensis
- Pseudorhombus neglectus
- Pseudorhombus quinquocellatus
- Pseudorhombus spinosus
- Pseudorhombus triocellatus
- Pseudoscopelus altipinnis
- Pseudosynanceia melanostigma
- Pseudotriacanthus strigilifer
- Pseudotriakis microdon
- Pseudovespicula dracaena
- Psychrolutes macrocephalus
- Psychrolutes marcidus
- Psychrolutes occidentalis
- Ptarmus gallus
- Ptarmus jubatus
- Pteraclis velifera
- Pteragogus cryptus
- Pteragogus flagellifer
- Pteragogus pelycus
- Pteragogus taeniops
- Pterapogon mirifica
- Ptereleotris arabica
- Ptereleotris evides
- Ptereleotris grammica
- Ptereleotris hanae
- Ptereleotris heteroptera
- Ptereleotris lineopinnis
- Ptereleotris microlepis
- Ptereleotris monoptera
- Ptereleotris zebra
- Pterocaesio capricornis
- Pterocaesio chrysozona
- Pterocaesio digramma
- Pterocaesio lativittata
- Pterocaesio marri
- Pterocaesio pisang
- Pterocaesio randalli
- Pterocaesio tessellata
- Pterocaesio tile
- Pterocaesio trilineata
- Pterogymnus laniarius
- Pteroidichthys amboinensis
- Pterois antennata
- Pterois lunulata
- Pterois miles
- Pterois mombasae
- Pterois radiata
- Pterois russelii
- Pterois volitans
- Pteromylaeus bovinus
- Pteroplatytrygon violacea
- Pteropsaron heemstrai
- Pteropsaron natalensis
- Pteropterus brevipectoralis
- Pterotolithus lateoides
- Pterotolithus maculatus
- Pterycombus petersii
- Pterygotrigla guezei
- Pterygotrigla hemisticta
- Pterygotrigla hoplites
- Pterygotrigla leptacanthus
- Pterygotrigla macrorhynchus
- Pterygotrigla picta
- Pterygotrigla polyommata
- Pterygotrigla ryukyuensis
- Pterygotrigla spirai
- Pugnaso curtirostris
- Pycnocraspedum squamipinne
- Pygoplites diacanthus
- Pyramodon lindas
- Pyramodon ventralis

## R
- Rabaulichthys stigmaticus
- Rachycentron canadum
- Raconda russeliana
- Racovitzia glacialis
- Rainfordia opercularis
- Raja clavata
- Raja miraletus
- Ranzania laevis
- Rastrelliger brachysoma
- Rastrelliger faughni
- Rastrelliger kanagurta
- Ratabulus diversidens
- Redigobius balteatops
- Redigobius macrostoma
- Regalecus glesne
- Regalecus russelii
- Remora australis
- Remora brachyptera
- Remora osteochir
- Remora remora
- Remorina albescens
- Repomucenus calcaratus
- Rexea bengalensis
- Rexea nakamurai
- Rexea prometheoides
- Rexea solandri
- Rhabdamia cypselura
- Rhabdamia gracilis
- Rhabdamia nigrimentum
- Rhabdoblennius snowi
- Rhabdosargus globiceps
- Rhabdosargus haffara
- Rhabdosargus holubi
- Rhabdosargus sarba
- Rhabdosargus thorpei
- Rhadinesthes decimus
- Rhina ancylostoma
- Rhincodon typus
- Rhinecanthus aculeatus
- Rhinecanthus assasi
- Rhinecanthus cinereus
- Rhinecanthus rectangulus
- Rhinecanthus verrucosus
- Rhinobatos annandalei
- Rhinobatos annulatus
- Rhinobatos blochii
- Rhinobatos holcorhynchus
- Rhinobatos leucospilus
- Rhinobatos lionotus
- Rhinobatos obtusus
- Rhinobatos ocellatus
- Rhinobatos petiti
- Rhinobatos punctifer
- Rhinobatos salalah
- Rhinobatos schlegelii
- Rhinobatos thouin
- Rhinobatos variegatus
- Rhinobatos zanzibarensis
- Rhinochimaera africana
- Rhinochimaera atlantica
- Rhinochimaera pacifica
- Rhinomuraena quaesita
- Rhinopias eschmeyeri
- Rhinopias frondosa
- Rhinoptera adspersa
- Rhinoptera javanica
- Rhinoptera jayakari
- Rhizoprionodon acutus
- Rhizoprionodon oligolinx
- Rhizoprionodon taylori
- Rhombosolea tapirina
- Rhycherus filamentosus
- Rhycherus gloveri
- Rhynchactis macrothrix
- Rhynchactis microthrix
- Rhynchobatus djiddensis
- Rhynchoconger trewavasae
- Rhynchorhamphus arabicus
- Rhynchorhamphus georgii
- Rhynchorhamphus malabaricus
- Richardsonichthys leucogaster
- Riekertia ellisi
- Rinoctes nasutus
- Rogadius asper
- Rogadius melanopterus
- Rogadius nigripinnis
- Rogadius patriciae
- Rogadius portuguesus
- Rogadius pristiger
- Rogadius serratus
- Rondeletia loricata
- Rosenblattichthys alatus
- Rosenblattichthys hubbsi
- Rosenblattichthys nemotoi
- Rostroraja alba
- Rouleina attrita
- Rouleina maderensis
- Rouleina squamilatera
- Rusichthys explicitus
- Rusichthys plesiomorphus
- Ruvettus pretiosus
- Ryukyupercis gushikeni

## S
- Saccogaster maculata
- Saccogaster tuberculata
- Saccopharynx ramosus
- Sacura boulengeri
- Sagamichthys gracilis
- Salarias alboguttatus
- Salarias fasciatus
- Salarias sinuosus
- Saloptia powelli
- Samaris costae
- Samaris cristatus
- Samaris macrolepis
- Samariscus desoutterae
- Samariscus huysmani
- Samariscus inornatus
- Samariscus longimanus
- Samariscus maculatus
- Samariscus nielseni
- Samariscus triocellatus
- Sarda australis
- Sarda orientalis
- Sardinella albella
- Sardinella atricauda
- Sardinella brachysoma
- Sardinella fimbriata
- Sardinella gibbosa
- Sardinella jussieu
- Sardinella lemuru
- Sardinella longiceps
- Sardinella melanura
- Sardinella neglecta
- Sardinella sindensis
- Sardinops sagax
- Sargocentron caudimaculatum
- Sargocentron cornutum
- Sargocentron diadema
- Sargocentron furcatum
- Sargocentron inaequalis
- Sargocentron ittodai
- Sargocentron lepros
- Sargocentron macrosquamis
- Sargocentron marisrubri
- Sargocentron melanospilos
- Sargocentron microstoma
- Sargocentron praslin
- Sargocentron punctatissimum
- Sargocentron rubrum
- Sargocentron seychellense
- Sargocentron spiniferum
- Sargocentron tiere
- Sargocentron tiereoides
- Sargocentron violaceum
- Sarpa salpa
- Satyrichthys adeni
- Satyrichthys lingi
- Satyrichthys orientale
- Satyrichthys rieffeli
- Satyrichthys serrulatus
- Satyrichthys welchi
- Saurenchelys cancrivora
- Saurenchelys fierasfer
- Saurida gracilis
- Saurida longimanus
- Saurida micropectoralis
- Saurida nebulosa
- Saurida tumbil
- Saurida undosquamis
- Saurida wanieso
- Scaevius milii
- Scalanago lateralis
- Scartelaos cantoris
- Scartelaos histophorus
- Scartelaos tenuis
- Scartella cristata
- Scartella emarginata
- Scarus arabicus
- Scarus caudofasciatus
- Scarus chameleon
- Scarus collana
- Scarus dubius
- Scarus falcipinnis
- Scarus ferrugineus
- Scarus festivus
- Scarus frenatus
- Scarus fuscopurpureus
- Scarus ghobban
- Scarus globiceps
- Scarus niger
- Scarus oviceps
- Scarus persicus
- Scarus prasiognathos
- Scarus psittacus
- Scarus quoyi
- Scarus rubroviolaceus
- Scarus russelii
- Scarus scaber
- Scarus schlegeli
- Scarus spinus
- Scarus tricolor
- Scarus viridifucatus
- Scarus zufar
- Scatophagus argus
- Scatophagus tetracanthus
- Schedophilus huttoni
- Schedophilus maculatus
- Schedophilus velaini
- Schindleria pietschmanni
- Schindleria praematura
- Schismorhynchus labialis
- Schultzidia johnstonensis
- Sciades mastersi
- Scobinichthys granulatus
- Scolecenchelys australis
- Scolecenchelys breviceps
- Scolecenchelys erythraeensis
- Scolecenchelys gymnota
- Scolecenchelys laticaudata
- Scolecenchelys macroptera
- Scolecenchelys tasmaniensis
- Scolecenchelys xorae
- Scoliodon laticaudus
- Scolopsis affinis
- Scolopsis aurata
- Scolopsis bilineata
- Scolopsis bimaculatus
- Scolopsis ciliata
- Scolopsis frenatus
- Scolopsis ghanam
- Scolopsis lineata
- Scolopsis margaritifera
- Scolopsis monogramma
- Scolopsis taeniatus
- Scolopsis taenioptera
- Scolopsis trilineata
- Scolopsis vosmeri
- Scolopsis xenochrous
- Scomber australasicus
- Scomber japonicus
- Scomberesox saurus scombroides
- Scomberesox simulans
- Scomberoides commersonnianus
- Scomberoides lysan
- Scomberoides tala
- Scomberoides tol
- Scomberomorus commerson
- Scomberomorus guttatus
- Scomberomorus koreanus
- Scomberomorus lineolatus
- Scomberomorus munroi
- Scomberomorus plurilineatus
- Scomberomorus queenslandicus
- Scomberomorus semifasciatus
- Scombrolabrax heterolepis
- Scombrops boops
- Scopelarchoides danae
- Scopelarchoides signifer
- Scopelarchus analis
- Scopelarchus guentheri
- Scopelarchus michaelsarsi
- Scopelengys tristis
- Scopeloberyx microlepis
- Scopeloberyx opisthopterus
- Scopelogadus beanii
- Scopelogadus mizolepis mizolepis
- Scopelopsis multipunctatus
- Scopelosaurus ahlstromi
- Scopelosaurus hamiltoni
- Scopelosaurus herwigi
- Scopelosaurus hoedti
- Scopelosaurus mauli
- Scopelosaurus meadi
- Scopelosaurus smithii
- Scorpaena cardinalis
- Scorpaena izensis
- Scorpaena neglecta
- Scorpaena papillosa
- Scorpaena sumptuosa
- Scorpaenodes albaiensis
- Scorpaenodes corallinus
- Scorpaenodes guamensis
- Scorpaenodes hirsutus
- Scorpaenodes kelloggi
- Scorpaenodes littoralis
- Scorpaenodes minor
- Scorpaenodes parvipinnis
- Scorpaenodes scaber
- Scorpaenodes smithi
- Scorpaenodes steenei
- Scorpaenodes steinitzi
- Scorpaenodes varipinnis
- Scorpaenopsis barbata
- Scorpaenopsis cirrosa
- Scorpaenopsis diabolus
- Scorpaenopsis gibbosa
- Scorpaenopsis gilchristi
- Scorpaenopsis lactomaculata
- Scorpaenopsis longispina
- Scorpaenopsis macrochir
- Scorpaenopsis neglecta
- Scorpaenopsis oxycephala
- Scorpaenopsis papuensis
- Scorpaenopsis venosa
- Scorpis aequipinnis
- Scorpis georgianus
- Scorpis lineolata
- Scuticaria okinawae
- Scuticaria tigrina
- Scyliorhinus capensis
- Scyliorhinus comoroensis
- Scyliorhinus garmani
- Scylliogaleus quecketti
- Scymnodalatias albicauda
- Scymnodon obscurus
- Searsia koefoedi
- Sebastapistes cyanostigma
- Sebastapistes fowleri
- Sebastapistes mauritiana
- Sebastapistes nuchalis
- Sebastapistes strongia
- Sebastapistes tinkhami
- Secutor hanedai
- Secutor insidiator
- Secutor interruptus
- Secutor megalolepis
- Secutor ruconius
- Selachophidium guentheri
- Selar boops
- Selar crumenophthalmus
- Selaroides leptolepis
- Selenanthias analis
- Seleniolycus laevifasciatus
- Seriola dumerili
- Seriola hippos
- Seriola lalandi
- Seriola rivoliana
- Seriolella brama
- Seriolella punctata
- Seriolina nigrofasciata
- Serranus cabrilla
- Serranus novemcinctus
- Serrivomer beanii
- Serrivomer bertini
- Serrivomer garmani
- Serrivomer jesperseni
- Setarches guentheri
- Setarches longimanus
- Setipinna breviceps
- Setipinna melanochir
- Setipinna paxtoni
- Setipinna taty
- Setipinna tenuifilis
- Sicyopterus caeruleus
- Sicyopterus lagocephalus
- Sicyopus jonklaasi
- Siganus argenteus
- Siganus canaliculatus
- Siganus corallinus
- Siganus doliatus
- Siganus fuscescens
- Siganus guttatus
- Siganus javus
- Siganus lineatus
- Siganus luridus
- Siganus magnificus
- Siganus puelloides
- Siganus puellus
- Siganus punctatissimus
- Siganus punctatus
- Siganus rivulatus
- Siganus spinus
- Siganus stellatus
- Siganus sutor
- Siganus trispilos
- Siganus unimaculatus
- Siganus vermiculatus
- Siganus virgatus
- Siganus vulpinus
- Sigmops bathyphilus
- Silhouettea aegyptia
- Silhouettea chaimi
- Silhouettea indica
- Silhouettea insinuans
- Silhouettea sibayi
- Sillaginodes punctatus
- Sillaginopsis panijus
- Sillago aeolus
- Sillago analis
- Sillago arabica
- Sillago attenuata
- Sillago bassensis
- Sillago burrus
- Sillago chondropus
- Sillago flindersi
- Sillago indica
- Sillago ingenuua
- Sillago intermedius
- Sillago lutea
- Sillago macrolepis
- Sillago robusta
- Sillago schomburgkii
- Sillago sihama
- Sillago soringa
- Sillago vincenti
- Sillago vittata
- Simenchelys parasitica
- Sio nordenskjoldii
- Siokunichthys bentuviai
- Siokunichthys breviceps
- Siokunichthys herrei
- Siokunichthys southwelli
- Siphamia cephalotes
- Siphamia cuneiceps
- Siphamia fuscolineata
- Siphamia jebbi
- Siphamia mossambica
- Siphamia permutata
- Siphamia roseigaster
- Siphamia tubulata
- Siphamia versicolor
- Siphonognathus argyrophanes
- Siphonognathus attenuatus
- Siphonognathus beddomei
- Siphonognathus caninis
- Siphonognathus radiatus
- Siphonognathus tanyourus
- Sirembo imberbis
- Sirembo jerdoni
- Sirembo metachroma
- Snyderina guentheri
- Solea bleekeri
- Solea elongata
- Solea fulvomarginata
- Solea humilis
- Solea ovata
- Solea stanalandi
- Solegnathus hardwickii
- Solegnathus lettiensis
- Solegnathus robustus
- Soleichthys heterorhinos
- Solenostomus cyanopterus
- Solenostomus paradoxus
- Solocisquama stellulata
- Somniosus pacificus
- Sorosichthys ananassa
- Sorsogona prionota
- Sorsogona tuberculata
- Sparidentex hasta
- Sparodon durbanensis
- Spectrunculus grandis
- Sphaeramia orbicularis
- Sphagemacrurus pumiliceps
- Sphagemacrurus richardi
- Sphoeroides pachygaster
- Sphyraena acutipinnis
- Sphyraena barracuda
- Sphyraena chrysotaenia
- Sphyraena flavicauda
- Sphyraena forsteri
- Sphyraena helleri
- Sphyraena jello
- Sphyraena novaehollandiae
- Sphyraena obtusata
- Sphyraena putnamae
- Sphyraena qenie
- Sphyraena waitii
- Sphyraenops bairdianus
- Sphyrna lewini
- Sphyrna mokarran
- Sphyrna zygaena
- Spicara australis
- Spicara axillaris
- Spondyliosoma emarginatum
- Spottobrotula amaculata
- Spottobrotula mahodadi
- Spratelloides delicatulus
- Spratelloides gracilis
- Spratelloides robustus
- Spratellomorpha bianalis
- Sprattus novaehollandiae
- Springeratus xanthosoma
- Squaliolus aliae
- Squaliolus laticaudus
- Squalus blainville
- Squalus megalops
- Squalus mitsukurii
- Squalus uyato
- Squatina africana
- Squatina australis
- Squatina tergocellata
- Stalix davidsheni
- Stalix histrio
- Stalix omanensis
- Stanulus seychellensis
- Steeneichthys nativitatus
- Steeneichthys plesiopsus
- Stegastes albifasciatus
- Stegastes fasciolatus
- Stegastes insularis
- Stegastes limbatus
- Stegastes lividus
- Stegastes nigricans
- Stegastes obreptus
- Stegastes pelicieri
- Stegostoma fasciatum
- Stemonosudis elegans
- Stemonosudis gracilis
- Stemonosudis macrura
- Stemonosudis rothschildi
- Stenogobius genivittatus
- Stenogobius gymnopomus
- Stephanolepis auratus
- Stephanolepis diaspros
- Stephanolepis setifer
- Sternoptyx diaphana
- Sternoptyx obscura
- Sternoptyx pseudobscura
- Sternoptyx pseudodiaphana
- Stethojulis albovittata
- Stethojulis balteata
- Stethojulis bandanensis
- Stethojulis interrupta
- Stethojulis strigiventer
- Stethojulis trilineata
- Sticharium clarkae
- Sticharium dorsale
- Stigmatogobius minima
- Stigmatopora argus
- Stigmatopora nigra
- Stipecampus cristatus
- Stolephorus andhraensis
- Stolephorus baganensis
- Stolephorus carpentariae
- Stolephorus commersonnii
- Stolephorus dubiosus
- Stolephorus holodon
- Stolephorus indicus
- Stolephorus insularis
- Stolephorus nelsoni
- Stolephorus waitei
- Stomias affinis
- Stomias boa boa
- Stomias gracilis
- Stomias longibarbatus
- Stomias nebulosus
- Stonogobiops dracula
- Stonogobiops nematodes
- Strabozebrias cancellatus
- Stromateus fiatola
- Strongylura incisa
- Strongylura leiura
- Strongylura strongylura
- Strongylura urvillii
- Strophidon sathete
- Sueviota lachneri
- Suezichthys caudavittatus
- Suezichthys cyanolaemus
- Suezichthys devisi
- Suezichthys notatus
- Suezichthys russelli
- Suezichthys soelae
- Sufflamen albicaudatum
- Sufflamen bursa
- Sufflamen chrysopterum
- Sufflamen fraenatum
- Suggrundus cooperi
- Suggrundus macracanthus
- Sunagocia otaitensis
- Sutorectus tentaculatus
- Suttonia suttoni
- Symbolophorus barnardi
- Symbolophorus boops
- Symbolophorus evermanni
- Symbolophorus rufinus
- Symphorichthys spilurus
- Symphorus nematophorus
- Symphurus gilesii
- Symphurus microrhynchus
- Symphurus ocellatus
- Symphurus septemstriatus
- Symphurus strictus
- Symphurus trifasciatus
- Symphurus woodmasoni
- Sympterichthys politus
- Sympterichthys unipennis
- Sympterichthys verrucosus
- Synagrops adeni
- Synagrops japonicus
- Synagrops philippinensis
- Synanceia alula
- Synanceia horrida
- Synanceia nana
- Synanceia verrucosa
- Synaphobranchus affinis
- Synaphobranchus brevidorsalis
- Synaphobranchus kaupii
- Synaphobranchus oregoni
- Synaptura albomaculata
- Synaptura commersonnii
- Synaptura marginata
- Synapturichthys kleinii
- Synchiropus altivelis
- Synchiropus marmoratus
- Synchiropus minutulus
- Synchiropus monacanthus
- Synchiropus orientalis
- Synchiropus picturatus
- Synchiropus postulus
- Synchiropus rameus
- Synchiropus sechellensis
- Synchiropus stellatus
- Syngnathoides biaculeatus
- Syngnathus acus
- Syngnathus macrophthalmus
- Syngnathus watermeyeri
- Synodus binotatus
- Synodus dermatogenys
- Synodus doaki
- Synodus englemani
- Synodus hoshinonis
- Synodus indicus
- Synodus jaculum
- Synodus kaianus
- Synodus macrocephalus
- Synodus macrops
- Synodus rubromarmoratus
- Synodus sageneus
- Synodus usitatus
- Synodus variegatus

## T
- Taaningichthys bathyphilus
- Taaningichthys minimus
- Taaningichthys paurolychnus
- Taenianotus triacanthus
- Taenioides anguillaris
- Taenioides buchanani
- Taenioides cirratus
- Taenioides esquivel
- Taenioides limicola
- Taeniopsetta ocellata
- Taeniura grabata
- Taeniura lymma
- Taeniura meyeni
- Takifugu alboplumbeus
- Takifugu oblongus
- Talismania antillarum
- Talismania kotlyari
- Talismania longifilis
- Talismania mekistonema
- Taractes asper
- Taractichthys steindachneri
- Taratretis derwentensis
- Tasmanogobius gloveri
- Tasmanogobius lordi
- Tathicarpus butleri
- Tauredophidium hextii
- Teixeirichthys jordani
- Temera hardwickii
- Tentoriceps cristatus
- Tenualosa ilisha
- Tenualosa macrura
- Tenualosa reevesii
- Tenualosa toli
- Terapon jarbua
- Terapon puta
- Terapon theraps
- Tetrabrachium ocellatum
- Tetractenos glaber
- Tetragonurus atlanticus
- Tetragonurus cuvieri
- Tetragonurus pacificus
- Tetraodon implutus
- Tetrapturus angustirostris
- Tetrapturus audax
- Tetraroge barbata
- Tetraroge niger
- Tetrosomus concatenatus
- Tetrosomus gibbosus
- Tetrosomus reipublicae
- Thalasseleotris adela
- Thalassoma amblycephalum
- Thalassoma genivittatum
- Thalassoma hardwicke
- Thalassoma hebraicum
- Thalassoma jansenii
- Thalassoma loxum
- Thalassoma lunare
- Thalassoma lutescens
- Thalassoma purpureum
- Thalassoma quinquevittatum
- Thalassoma rueppellii
- Thalassoma trilobatum
- Thalassothia cirrhosa
- Thamnaconus arenaceus
- Thamnaconus degeni
- Thamnaconus fajardoi
- Thamnaconus hypargyreus
- Thamnaconus melanoproctes
- Thamnaconus modestoides
- Thamnaconus septentrionalis
- Thamnaconus striatus
- Thamnaconus tessellatus
- Threpterius maculosus
- Thryssa aestuaria
- Thryssa baelama
- Thryssa dayi
- Thryssa dussumieri
- Thryssa encrasicholoides
- Thryssa gautamiensis
- Thryssa hamiltonii
- Thryssa kammalensis
- Thryssa kammalensoides
- Thryssa malabarica
- Thryssa mystax
- Thryssa polybranchialis
- Thryssa purava
- Thryssa setirostris
- Thryssa spinidens
- Thryssa stenosoma
- Thryssa vitrirostris
- Thryssa whiteheadi
- Thunnus alalunga
- Thunnus albacares
- Thunnus maccoyii
- Thunnus obesus
- Thunnus orientalis
- Thunnus tonggol
- Thyrsites atun
- Thyrsitoides marleyi
- Thysanactis dentex
- Thysanophrys armata
- Thysanophrys celebica
- Thysanophrys chiltonae
- Thysanophrys cirronasa
- Thysanophrys papillaris
- Tilodon sexfasciatum
- Tomiyamichthys latruncularius
- Tomiyamichthys praealta
- Torpedo fuscomaculata
- Torpedo macneilli
- Torpedo panthera
- Torpedo sinuspersici
- Torquigener balteus
- Torquigener brevipinnis
- Torquigener flavimaculosus
- Torquigener hicksi
- Torquigener hypselogeneion
- Torquigener pallimaculatus
- Torquigener parcuspinus
- Torquigener paxtoni
- Torquigener pleurogramma
- Torquigener tuberculiferus
- Torquigener vicinus
- Torquigener whitleyi
- Tosarhombus nielseni
- Tosarhombus smithi
- Trachichthys australis
- Trachinocephalus myops
- Trachinops brauni
- Trachinops caudimaculatus
- Trachinops noarlungae
- Trachinotus africanus
- Trachinotus anak
- Trachinotus baillonii
- Trachinotus blochii
- Trachinotus botla
- Trachinotus mookalee
- Trachipterus jacksonensis
- Trachipterus trachypterus
- Trachonurus gagates
- Trachonurus yiwardaus
- Trachurus declivis
- Trachurus delagoa
- Trachurus indicus
- Trachurus longimanus
- Trachurus novaezelandiae
- Trachurus trachurus
- Trachyrhamphus bicoarctatus
- Trachyrhamphus longirostris
- Trachyrhamphus serratus
- Trachyrincus longirostris
- Tragulichthys jaculiferus
- Trematomus bernacchii
- Trematomus eulepidotus
- Trematomus hansoni
- Trematomus lepidorhinus
- Trematomus loennbergii
- Trematomus newnesi
- Trematomus nicolai
- Trematomus pennellii
- Trematomus scotti
- Trematomus tokarevi
- Triacanthodes ethiops
- Triacanthodes indicus
- Triacanthus biaculeatus
- Triacanthus nieuhofii
- Triaenodon obesus
- Triakis megalopterus
- Trianectes bucephalus
- Trichiurus auriga
- Trichiurus gangeticus
- Trichiurus lepturus
- Trichonotus arabicus
- Trichonotus cyclograptus
- Trichonotus elegans
- Trichonotus marleyi
- Trichonotus nikii
- Trichonotus setiger
- Trigloporus lastoviza
- Trigonolampa miriceps
- Trimma anaima
- Trimma avidori
- Trimma barralli
- Trimma bisella
- Trimma corallinum
- Trimma emeryi
- Trimma eviotops
- Trimma filamentosus
- Trimma fishelsoni
- Trimma flammeum
- Trimma flavicaudatus
- Trimma haima
- Trimma macrophthalma
- Trimma mendelssohni
- Trimma naudei
- Trimma okinawae
- Trimma omanensis
- Trimma sheppardi
- Trimma striata
- Trimma taylori
- Trimma tevegae
- Trimma winterbottomi
- Trimmatom nanus
- Trimmatom pharus
- Trinorfolkia clarkei
- Trinorfolkia cristata
- Trinorfolkia incisa
- Triodon macropterus
- Triphoturus nigrescens
- Tripodichthys angustifrons
- Tripodichthys oxycephalus
- Tripterodon orbis
- Tripterophycis gilchristi
- Tripterophycis svetovidovi
- Triso dermopterus
- Trixiphichthys weberi
- Trygonoptera mucosa
- Trygonoptera ovalis
- Trygonoptera personata
- Trygonorrhina fasciata
- Trygonorrhina melaleuca
- Trypauchen vagina
- Trypauchenichthys sumatrensis
- Tubbia tasmanica
- Tydemania navigatoris
- Tylerius spinosissimus
- Tylosurus acus melanotus
- Tylosurus choram
- Tylosurus crocodilus crocodilus
- Tylosurus gavialoides
- Typhlonus nasus

## U
- Ucla xenogrammus
- Ulua aurochs
- Ulua mentalis
- Umbrina canariensis
- Umbrina ronchus
- Upeneichthys lineatus
- Upeneichthys vlamingii
- Upeneus arge
- Upeneus asymmetricus
- Upeneus doriae
- Upeneus japonicus
- Upeneus luzonius
- Upeneus mascareinsis
- Upeneus moluccensis
- Upeneus pori
- Upeneus quadrilineatus
- Upeneus sulphureus
- Upeneus sundaicus
- Upeneus taeniopterus
- Upeneus tragula
- Upeneus vittatus
- Uranoscopus affinis
- Uranoscopus archionema
- Uranoscopus bauchotae
- Uranoscopus bicinctus
- Uranoscopus cognatus
- Uranoscopus crassiceps
- Uranoscopus dahlakensis
- Uranoscopus dollfusi
- Uranoscopus filibarbis
- Uranoscopus guttatus
- Uranoscopus kaianus
- Uranoscopus marisrubri
- Uranoscopus marmoratus
- Uranoscopus oligolepis
- Uranoscopus sulphureus
- Uraspis helvola
- Uraspis secunda
- Uraspis uraspis
- Urocampus carinirostris
- Uroconger erythraeus
- Uroconger lepturus
- Urogymnus asperrimus
- Urolophus bucculentus
- Urolophus circularis
- Urolophus cruciatus
- Urolophus expansus
- Urolophus flavomosaicus
- Urolophus gigas
- Urolophus javanicus
- Urolophus lobatus
- Urolophus mitosis
- Urolophus orarius
- Urolophus paucimaculatus
- Urolophus viridis
- Urolophus westraliensis
- Uropterygius concolor
- Uropterygius fuscoguttatus
- Uropterygius genie
- Uropterygius golanii
- Uropterygius inornatus
- Uropterygius kamar
- Uropterygius macrocephalus
- Uropterygius marmoratus
- Uropterygius micropterus
- Uropterygius polyspilus
- Uropterygius supraforatus
- Uropterygius xanthopterus

## V
- Valamugil buchanani
- Valamugil cunnesius
- Valamugil engeli
- Valamugil robustus
- Valamugil seheli
- Valamugil speigleri
- Valenciennea alleni
- Valenciennea helsdingenii
- Valenciennea immaculata
- Valenciennea longipinnis
- Valenciennea muralis
- Valenciennea parva
- Valenciennea persica
- Valenciennea puellaris
- Valenciennea sexguttata
- Valenciennea strigata
- Valenciennea wardii
- Valenciennellus tripunctulatus
- Vanacampus margaritifer
- Vanacampus phillipi
- Vanacampus poecilolaemus
- Vanacampus vercoi
- Vanderhorstia ambanoro
- Vanderhorstia delagoae
- Vanderhorstia fasciaventris
- Vanderhorstia mertensi
- Vanderhorstia ornatissima
- Variola albimarginata
- Variola louti
- Velifer hypselopterus
- Venefica multiporosa
- Venefica proboscidea
- Ventrifossa divergens
- Ventrifossa gomoni
- Ventrifossa johnboborum
- Ventrifossa mystax
- Ventrifossa nasuta
- Ventrifossa petersonii
- Vespicula bottae
- Vincentia badia
- Vincentia conspersa
- Vincentia macrocauda
- Vincentia punctata
- Vinciguerria attenuata
- Vinciguerria nimbaria
- Vinciguerria poweriae
- Vomeridens infuscipinnis

## W
- Wattsia mossambica
- Wetmorella albofasciata
- Wetmorella nigropinnata
- Winteria telescopa

## X
- Xanthichthys auromarginatus
- Xanthichthys caeruleolineatus
- Xanthichthys lineopunctatus
- Xenisthmus africanus
- Xenisthmus balius
- Xenisthmus polyzonatus
- Xenocephalus elongatus
- Xenoconger fryeri
- Xenodermichthys copei
- Xenojulis margaritaceus
- Xenolepidichthys dalgleishi
- Xenomystax trucidans
- Xestochilus nebulosus
- Xiphasia matsubarai
- Xiphasia setifer
- Xiphias gladius
- Xiphocheilus typus
- Xyrias multiserialis
- Xyrias revulsus
- Xyrichtys bimaculatus
- Xyrichtys cyanifrons
- Xyrichtys dea
- Xyrichtys jacksonensis
- Xyrichtys javanicus
- Xyrichtys melanopus
- Xyrichtys niger
- Xyrichtys pentadactylus

## Y
- Yirrkala lumbricoides
- Yirrkala tenuis
- Yongeichthys criniger
- Yongeichthys nebulosus

## Z
- Zabidius novemaculeatus
- Zameus squamulosus
- Zanclistius elevatus
- Zanclorhynchus spinifer
- Zanclus cornutus
- Zebrasoma desjardinii
- Zebrasoma flavescens
- Zebrasoma gemmatum
- Zebrasoma scopas
- Zebrasoma veliferum
- Zebrasoma xanthurum
- Zebrias captivus
- Zebrias craticula
- Zebrias quagga
- Zebrias regani
- Zebrias scalaris
- Zebrias synapturoides
- Zebrias zebra
- Zenarchopterus buffonis
- Zenarchopterus dispar
- Zenarchopterus dunckeri
- Zenarchopterus gilli
- Zenarchopterus pappenheimi
- Zenion hololepis
- Zenion leptolepis
- Zenion longipinnis
- Zenopsis conchifer
- Zenopsis nebulosa
- Zeus capensis
- Zeus faber
- Zoramia fragilis
- Zoramia gilberti
- Zoramia leptacantha
- Zu cristatus